# Spanien
Spanien (spanisch Españaⓘ [esˈpaɲa], amtlich Königreich Spanien, spanisch Reino de España [ˈrejno ð(e) esˈpaɲa]) ist ein Staat auf der Iberischen Halbinsel im Südwesten Europas, mit den Balearischen Inseln im Mittelmeer, den Kanarischen Inseln im Atlantik und zwei Exklaven in Nordafrika.
Staatsform ist eine parlamentarische Erbmonarchie. Spanien untergliedert sich in 17 autonome Gemeinschaften und zwei autonome Städte (spanisch ciudades autónomas), Ceuta und Melilla. Die Hauptstadt und größte Metropole ist Madrid, weitere Ballungszentren sind Barcelona, Valencia, Sevilla, Bilbao, Saragossa und Málaga.
Spanien ist Mitglied der Vereinten Nationen (UNO), der Europäischen Union (EU), der Organisation für wirtschaftliche Zusammenarbeit und Entwicklung (OECD) und des Nordatlantikpaktes (NATO). Es zählt zu den sehr hoch entwickelten Ländern und zu den 20 größten Export- und Importnationen (2023). Spanien ist nach Fläche das zweitgrößte und nach Einwohnerzahl das viertgrößte Land der EU. Nach Frankreich ist es zudem das am zweithäufigsten besuchte Land der Welt (2023).

## Geographie

### Staatsgebiet
Spanien befindet sich, ebenso wie Portugal (im Westen) und das zum Vereinigten Königreich gehörende Gibraltar (im Süden), auf der Iberischen Halbinsel zwischen 36° und 43,5° nördlicher Breite und 9° westlicher und 3° östlicher Länge (ohne Balearen, Kanaren, Ceuta und Melilla). Spanien nimmt knapp sechs Siebtel der Iberischen Halbinsel ein. Im Nordosten, entlang des Gebirgszuges der Pyrenäen, grenzt Spanien an Frankreich und den Kleinstaat Andorra.
Außerdem gehören die im Mittelmeer gelegenen Balearen und die Kanaren im Atlantik sowie die an der nordafrikanischen Küste gelegenen Städte Ceuta und Melilla zum Staatsgebiet. In Frankreich besitzt Spanien die Exklave Llívia. Weiter gehören Spanien mehrere unmittelbar vor der marokkanischen Küste gelegene Inseln: Islas Chafarinas, Peñón de Alhucemas, Isla del Perejil, dazu die Halbinsel Peñón de Vélez de la Gomera. Die Isla de Alborán liegt 50 Kilometer nördlich der marokkanischen Küste. Eine weitere Gruppe kleiner Inseln und Felsen, die Islas Columbretes, liegt etwa 55 Kilometer östlich von Castellón de la Plana, auf demselben Breitengrad wie Mallorca.
Der nördlichste Punkt Spaniens ist die Estaca de Bares in Galicien, auf dem Festland sind der westlichste Punkt das Cabo Touriñán (ebenfalls in Galicien), der südlichste die Punta Marroquí bei Tarifa und der östlichste das Cap de Creus an der Costa Brava. Die größte Ausdehnung von Norden nach Süden beträgt 856 Kilometer und von Osten nach Westen 1020 Kilometer. Der westlichste (Punta de la Orchilla) und der südlichste (La Restinga) Punkt Gesamtspaniens liegen auf der kanarischen Insel El Hierro, der östlichste auf der Baleareninsel Menorca.
Das Staatsgebiet weist mit einer mittleren Höhe von ca. 660 msnm einen der höchsten Werte Europas auf. Die räumliche Gliederung der Halbinsel wird wesentlich durch sechs große Gebirgssysteme bestimmt.

### Gebirgssysteme

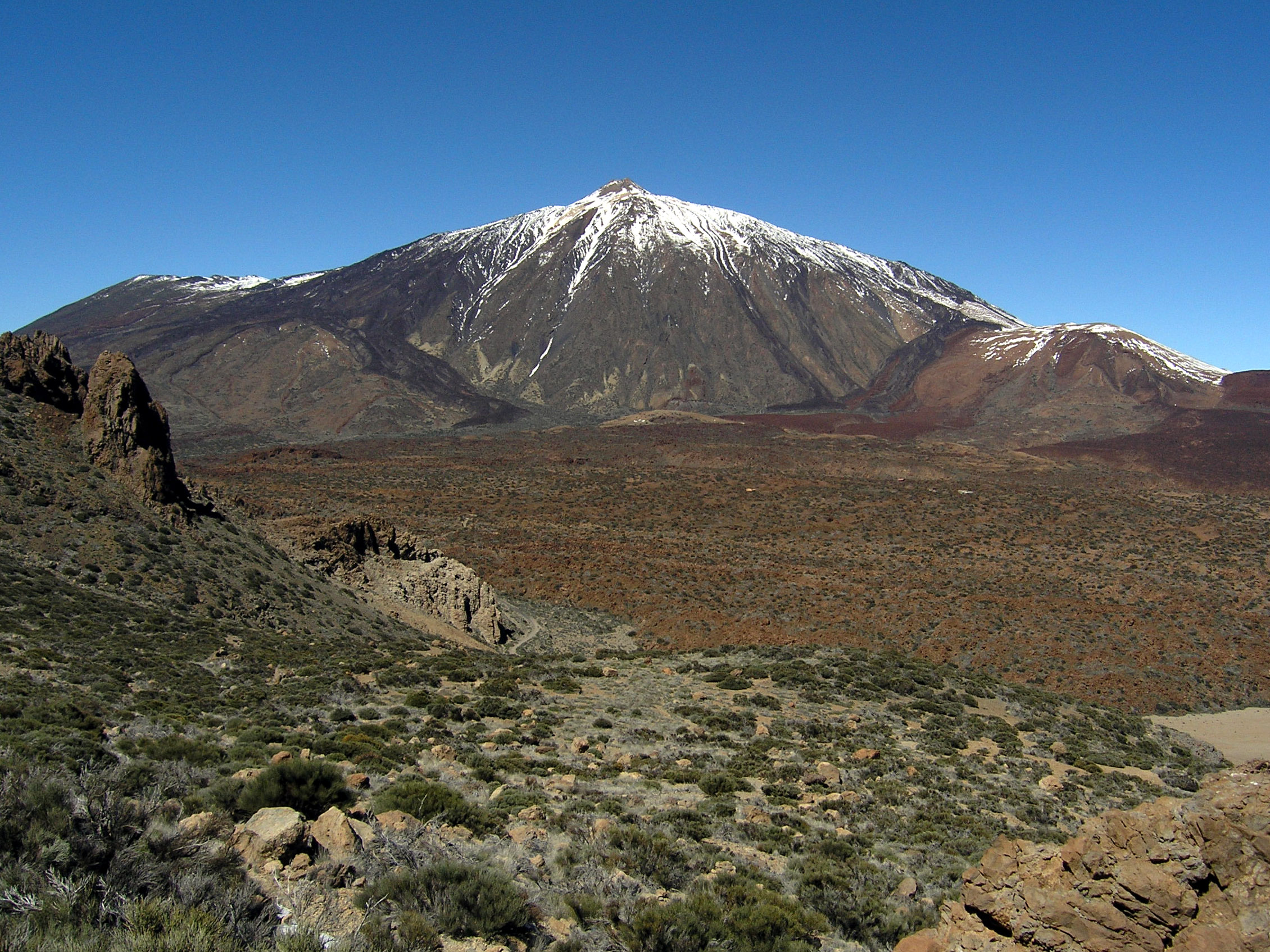
Teide, höchster Berg auf spanischem Staatsgebiet

Von den sechs großen Gebirgssystemen verlaufen fünf in West-Ost-Richtung.
- Im Norden sind es die Pyrenäen (bis 3404 Meter), welche die Begrenzung zum restlichen festländischen Europa bilden.
- Westlich an die Pyrenäen schließt sich das parallel zur Nordküste verlaufende Kantabrische Gebirge an, mit den höchsten Erhebungen in den Picos de Europa bei 2600 Metern. Es fächert sich an seinem Westende in Galicien und im nördlichen Portugal in eine Vielzahl niederer Mittelgebirgszüge auf.
- Ebenfalls in West-Ost-Richtung verläuft etwa in der Mitte der Halbinsel das Kastilische Scheidegebirge, das sich in verschiedene Blöcke gliedert und Höhen bis 2600 Metern aufweist. In Portugal setzt es sich mit der Serra da Estrela fort.
- Weiter südlich trennt die niedrigere (bis 1300 Meter), ebenfalls von West nach Ost verlaufende Sierra Morena das zentrale Hochland von der Senke des Guadalquivir.
- Im äußersten Süden schließlich verläuft die Betische Kordillere entlang der Mittelmeerküste von Gibraltar bis südlich von Valencia. Die Balearen sind geologisch ihre nordöstliche Fortsetzung. Auf der Betischen Kordillere befindet sich mit dem Mulhacén (3482 Meter) in der Sierra Nevada der höchste Punkt auf Spaniens Festland und der Iberischen Halbinsel. Der höchste Berg auf spanischem Staatsgebiet ist allerdings mit 3715 Metern Höhe der Pico del Teide auf der Kanaren-Insel Teneriffa.

Das Iberische Randgebirge mit Höhen bis zu 2300 Metern verläuft hingegen von Nordwesten nach Südosten etwa östlich einer Linie Burgos–Valencia.

### Flüsse
Zwischen den Gebirgsketten verlaufen die fünf großen Flusssysteme, von denen vier eine Ost-West-Orientierung aufweisen, in den Atlantik münden und ihren Ursprung im Iberischen Randgebirge, der großen Wasserscheide der Halbinsel, haben. Das Becken zwischen dem Kantabrischen Gebirge und dem Kastilischen Scheidegebirge wird durch den Duero entwässert. Weiter südlich verlaufen der Tajo und der Guadiana ebenfalls von Osten nach Westen. Das Gleiche gilt für den Guadalquivir südlich der Sierra Morena.
Die Senke zwischen dem Iberischen Randgebirge und den Pyrenäen hingegen wird durch den Ebro zum Mittelmeer entwässert. Dieser Strom entspringt im Kantabrischen Gebirge und verläuft von Nordwesten nach Südosten.

### Zentrale Hochfläche
Im Zentrum der Iberischen Halbinsel befindet sich ein weitläufiges Hochplateau, das, je nach Quelle, Iberische Meseta oder Hochland von Kastilien, oft jedoch schlicht Meseta genannt wird. Es wird im Norden und Nordwesten vom Kantabrischen Gebirge und dessen Ausläufern, im Osten vom Iberischen Randgebirge und im Süden von der Sierra Morena umgrenzt. Im Südwesten geht sie in die etwas tiefer gelegene, aber nicht so ebene Extremadura über. Durch das Kastilische Scheidegebirge wird sie in zwei Hälften (die Nord- und die Südmeseta) geteilt, wobei die nördliche im Mittel etwas höher liegt als die südliche. Die großen Städte der Nordmeseta (Valladolid, León, Burgos, Salamanca) liegen auf einer Höhe von 700 bis 900 Metern, die der Südmeseta (Madrid, Toledo, Ciudad Real) auf 500 bis 700 Metern.

### Küstenebenen und Senken
Wesentlich tiefer liegen die Senken, die vom Guadalquivir und vom Ebro durchflossen werden. Da die Gebirge fast überall bis nahe ans Meer herantreten, finden sich kaum ausgedehntere Küstenebenen.

### Klima

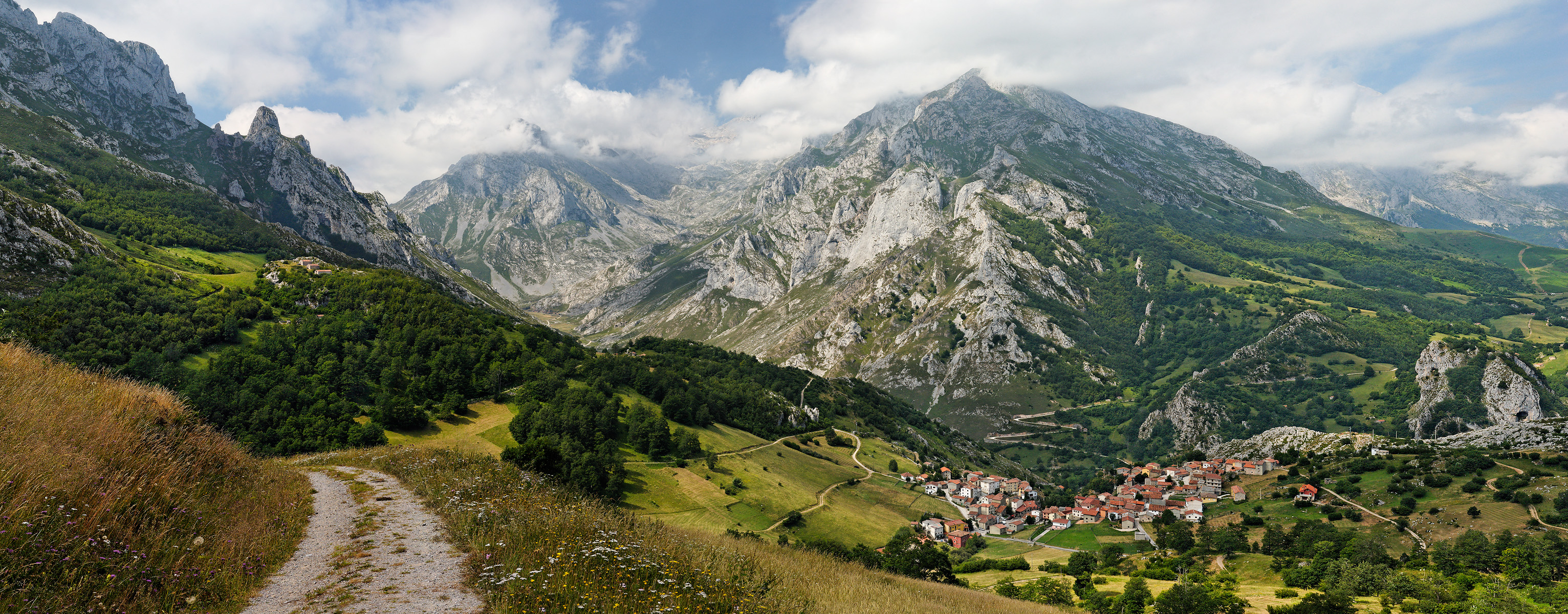
Kantabrisches Gebirge

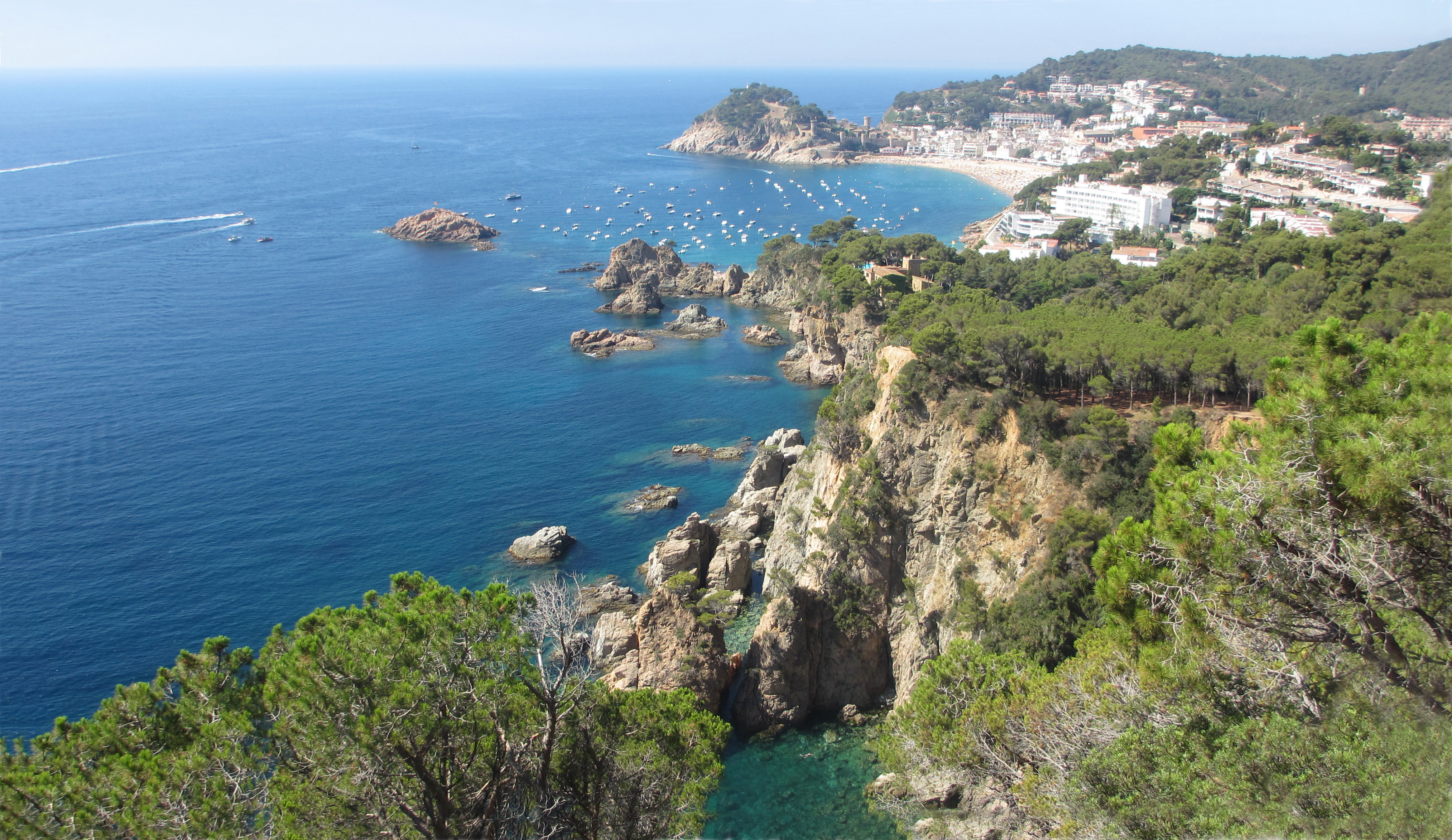
Mediterraner Küstenabschnitt an der Costa Brava

Das Klima in Spanien kann grob in folgende Zonen gegliedert werden.
- Atlantisches Klima an der nördlichen Atlantikküste: Galicien, Asturien, Kantabrien, Baskenland, Navarra (Norden).
Vor allem im Winter Niederschläge, sehr milde Winter und Sommer (siehe Klimadiagramm von Santander).
- Ozeanisch-kontinentales Klima im Zentrum der Iberischen Halbinsel: Kastilien und León, Madrid, La Rioja, Navarra, Kastilien-La Mancha, Extremadura und Andalusien.
Sehr kalte Winter mit regelmäßigen Schneefällen im Norden und heiße Sommer, hauptsächlich im Winter Niederschläge.
- Kontinentales Mittelmeerklima in Aragón, Katalonien, Valencia (Hinterland), Murcia, Kastilien-La Mancha und Andalusien.
Niederschläge vor allem in Frühling und Herbst. Heiße Sommer und kalte Winter; die täglichen Temperaturschwankungen können 25 °C betragen.
- Mittelmeerklima in Katalonien, auf den Balearen, in Valencia, Murcia und Andalusien.
Niederschläge fallen vor allem im Frühjahr und Herbst, zum Teil wolkenbruchartig (erste Septemberwoche). Durch die von Norden nach Süden abnehmende Niederschlagsmenge (Barcelona 640 mm, Tortosa 524 mm, Valencia 454 mm, Alicante 336 mm, Almería 196 mm) kann das Mittelmeerklima in ein feuchtes und trockenes unterschieden werden. Die Temperaturen sind im Winter mild, im Sommer ist es heiß, teilweise heiß-feucht.
- Subtropisches Klima auf den Kanaren.
Milde Temperaturen (18 bis 24 °C) fast über das ganze Jahr, einen Winter gibt es so gut wie nicht (Durchschnittstemperaturen in Santa Cruz de Tenerife: 17,9 °C im Januar und 25,1 °C im August). Die Niederschläge auf den Kanaren variieren sehr stark in den einzelnen Regionen der Inseln.
- Gebirgsklima in den Höhenlagen der Pyrenäen, des Kantabrischen und Iberischen Gebirges, des Kastilischen Scheidegebirges und der Betischen Kordillere.
Lange, kalte Winter und kurze, frische Sommer.

| Klimadiagramme  | Klimadiagramme  | Klimadiagramme    | Klimadiagramme  |
| Mittelmeerküste | Mittelmeerküste | Mittelmeerküste   | Mittelmeerküste |
| --------------- | --------------- | ----------------- | --------------- |
|                 |                 |                   |                 |
| Zentralspanien  | Nordküste       | Kanarische Inseln |                 |
|                 |                 |                   |                 |

Der in neuerer Zeit beschleunigte Klimawandel hat die bestehenden Umweltprobleme im gesamten Mittelmeerraum verschärft, so auch in Spanien. Für fünf weit gefasste und miteinander verbundene Wirkungsbereiche (Wasser, Ökosysteme, Ernährung, Gesundheit und Sicherheit) weisen aktuelle Veränderungen und Zukunftsszenarien konsequent auf substanzielle und zunehmende Risiken in den kommenden Jahrzehnten hin. Dies zeigt sich in Spanien in besonderem Maße. So fasst der britische Klimaökonom Nicholas Stern die Lage für Spanien im Rahmen der Klimakrise wie folgt zusammen: „Wenn die Temperatur über die Grenzen steigt, die wir im Pariser Abkommen festgelegt haben, dann gibt es ein klares Risiko, dass sich Spanien in Sahara-Wüste verwandeln wird.“ Modellrechnungen aus dem Jahr 2019 zeigen auf, dass das Klima in Madrid bereits im Jahr 2050 dem aktuellen Klima im marokkanischen Marrakesch ähnlicher sein wird als dem heutigen in Madrid. Bedroht ist aufgrund des Anstieg des Meeresspiegels auch der Tourismus; so wird der etwa 6.000 km lange Küstenstreifen aufgrund von Erosionen schmaler und Strände könnten dadurch auf Dauer überschwemmt werden.

### Flora

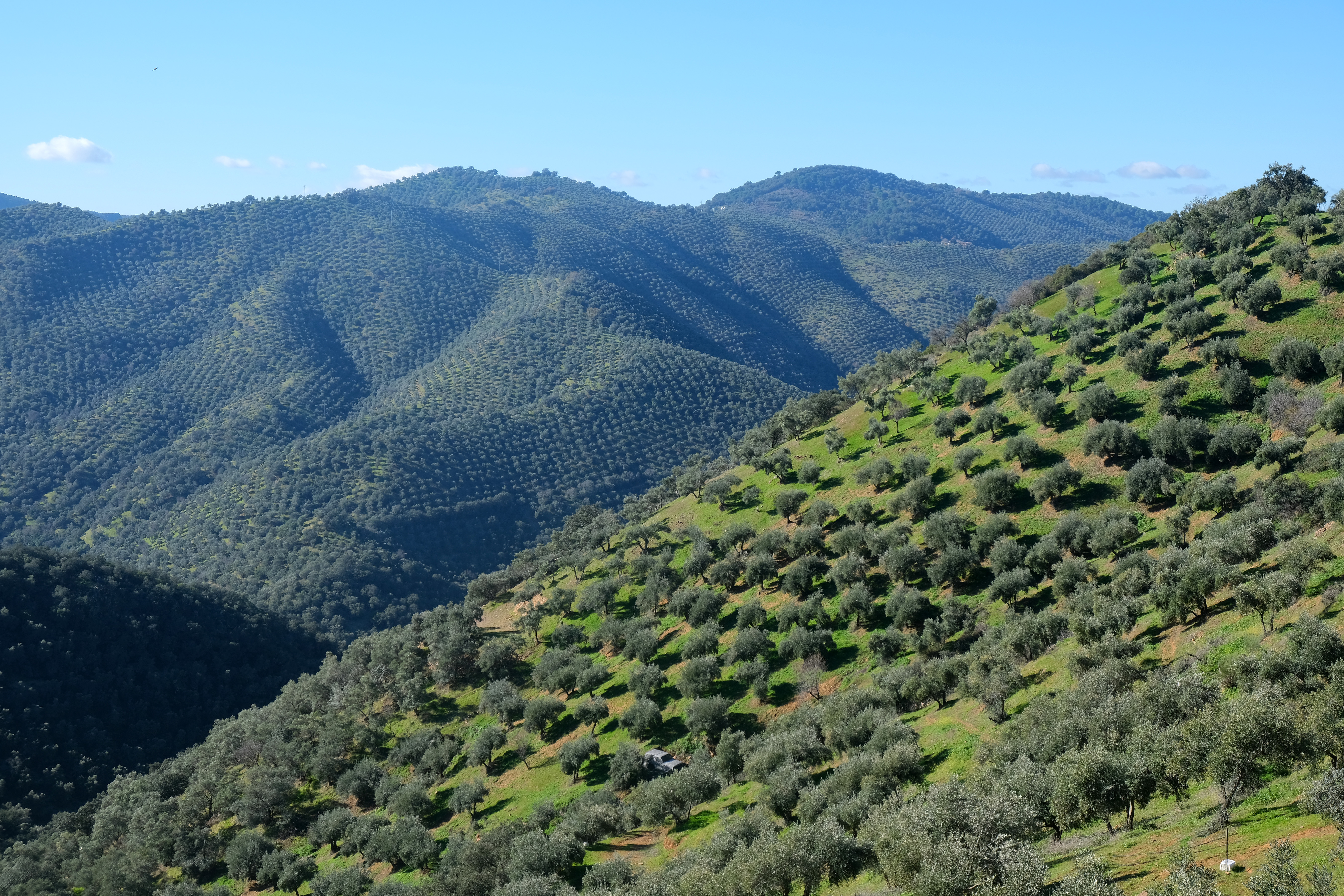
Olivenhaine in den Bergen Andalusiens

Die Vegetation der Iberischen Halbinsel teilt sich in drei große Bereiche auf:
- Vegetation des feuchten Spanien: Eichen, Buchen
- Vegetation des trockenen Spanien: immergrüne Eichen (Steineichen, Korkeichen), Pinien und Palmen
- Vegetation der Gebirge je nach Höhe: Steineichen, Korkeichen, Eichen, Edelkastanien, Wiesen, alpine Magerrasen

Intensiver Anbau von Kulturpflanzen erfordert Bewässerungsanbau. Große Flächen werden allerdings auch von Kulturpflanzen eingenommen, denen das trockene Klima zugutekommt, etwa Olivenbäume und Feigensträucher.

### Fauna

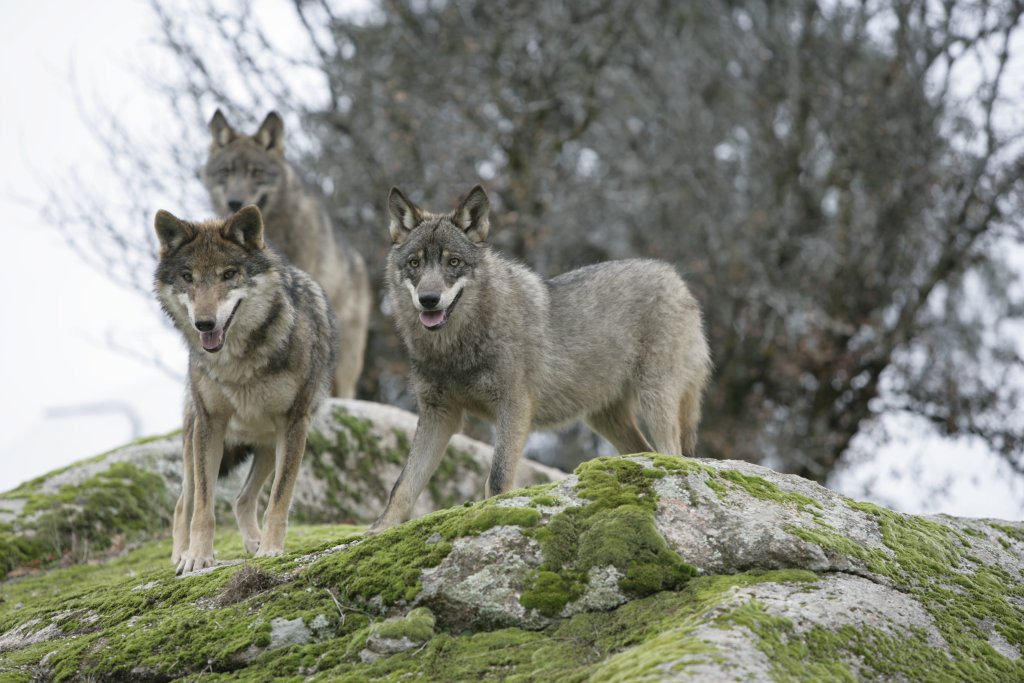
Iberischer Wolf (Canis lupus signatus)

Die spanische Tierwelt ist äußerst reich an Arten. Aufgrund der verhältnismäßig dünnen Besiedelung konnten in Spanien Tierarten überleben, die im restlichen Westeuropa ausgerottet wurden. Zudem bildeten sich aufgrund der Abgrenzung der Iberischen Halbinsel durch die Pyrenäen einige endemische Arten.
In Nordwest- und Zentralspanien sowie vereinzelt in der Sierra Morena leben insgesamt rund 2500 Wölfe. Der Iberische Wolf (Canis lupus signatus) bildet damit die größte und stabilste Population Westeuropas. Etwa 200 Braunbären leben im Kantabrischen Gebirge sowie den Pyrenäen. Während die Population an Kantabrischen Bären als stabil gilt, sind die in den Pyrenäen beheimateten akut vom Aussterben bedroht. Der Pardelluchs ist eine nur in Spanien und Portugal beheimatete Luchsart, mit etwa 550 Wildtieren ist sie in der Gegenwart, trotz erfolgreicher Schutzmaßnahmen, immer noch stark gefährdet. Im Norden Spaniens befinden sich einige der letzten westeuropäischen Populationen des Europäischen Nerzes. Weitere charakteristische Säuger Spaniens sind die sonst nur in Afrika und Vorderasien beheimatete Kleinfleck-Ginsterkatze, der Ichneumon, der Pyrenäen-Desman, der Iberiensteinbock oder die Pyrenäen-Gämse. Gleich drei Arten von Hasen sind in Spanien heimisch, der Feldhase sowie die endemischen Iberischen Hasen und Castroviejo-Hasen. Häufig sind Hirsche, Rehe, Eichhörnchen, Kaninchen, Wildschweine, Marder, Dachse und Füchse. Mufflons und Murmeltiere sind in Gebirgslagen anzutreffen, Wildkatzen in größeren Wäldern und Fischotter in Flussgebieten.
In den Pyrenäen und im Kantabrischen Gebirge sind Bartgeier heimisch, Mönchs-, Gänse- und Schmutzgeier sind in weiten Teilen des Landes zu finden. Weitere charakteristische Großvögel sind der Iberienadler oder der Steinadler. Flamingos sind in Feuchtgebieten wie Coto de Doñana anzutreffen.
Zur Reptilienfauna Spaniens gehören zahlreiche Eidechsen, Geckos, Skinke, Schleichen, Schlangen, Land- und Meeresschildkröten, wie die Unechte Karettschildkröte. Charakteristische Echsenarten sind beispielsweise die Kanareneidechsen, insbesondere die El-Hierro-Rieseneidechse (Gallotia simonyi), die eine Körperlänge von bis zu 75 cm erreichen kann sowie die Perleidechse, die größte Eidechsenart Europas.

## Bevölkerung

### Demografie
Spanien hatte 2023 48,4 Millionen Einwohner. Das jährliche Bevölkerungswachstum betrug + 1,2 %. Trotz eines Sterbeüberschusses (Geburtenziffer: 6,9 pro 1000 Einwohner vs. Sterbeziffer: 9,7 pro 1000 Einwohner) wuchs die Bevölkerung durch Migration. Die Anzahl der Geburten pro Frau lag 2022 statistisch bei 1,2, die der Europäischen Union betrug 1,5. Die Lebenserwartung der Einwohner Spaniens ab der Geburt lag 2022 bei 83,1 Jahren. Der Median des Alters der Bevölkerung lag im Jahr 2021 bei 43,9 Jahren. Im Jahr 2023 waren 13,5 Prozent der Bevölkerung unter 15 Jahre, während der Anteil der über 64-Jährigen 20,7 Prozent der Bevölkerung betrug.
Zwischen 1999 und 2009 stieg die Bevölkerung Spaniens sehr stark an, sowohl verglichen mit anderen europäischen Staaten als auch im Vergleich zu den Jahrzehnten davor. So stieg in den 1990er Jahren die Bevölkerung Spaniens um 1,1 Millionen und im ersten Jahrzehnt des 21. Jahrhunderts um 7 Millionen. Ein Großteil des Bevölkerungswachstums ging auf Zuwanderung zurück. So stieg die ausländische Bevölkerung von 0,74 Millionen im Jahr 1999 auf 5,73 Millionen 2011. Hierbei ist noch zu beachten, dass es auch Einbürgerungen gab. Die Anzahl der Geburten pro Frau lag 2020 statistisch bei 1,2. Der Median des Alters der Bevölkerung lag im Jahr 2020 bei 44,9 Jahren und damit über dem europäischen Wert von 42,5.
| Jahr | Mio. Einwohner | Jahr | Mio. Einwohner | Jahr | Mio. Einwohner | Jahr | Mio. Einwohner | Jahr | Mio. Einwohner |
| ---- | -------------- | ---- | -------------- | ---- | -------------- | ---- | -------------- | ---- | -------------- |
| 1999 | 40,202         | 2004 | 43,197         | 2009 | 46,745         | 2014 | 46,771         | 2019 | 47,100         |
| 2000 | 40,499         | 2005 | 44,108         | 2010 | 47,021         | 2015 | 46,624         | 2024 | 48,807         |
| 2001 | 41,116         | 2006 | 44,708         | 2011 | 47,190         | 2016 | 46,557         | 2025 | 49,153         |
| 2002 | 41,837         | 2007 | 45,200         | 2012 | 47,265         | 2017 | 46,572         |      |                |
| 2003 | 42,717         | 2008 | 46,157         | 2013 | 47,129         | 2018 | 46,722         |      |                |

### Sprachen
| nur Kastilisch Katalanisch Baskisch Galicisch | Asturleonesisch Aragonesisch Aranesisch |

| nur Kastilisch Katalanisch Aragonesisch Baskisch | Asturleonesisch Galicisch-Portugiesisch Arabisch |

Sprachen in Spanien:

Ausbreitung der Sprachen auf der Iberischen Halbinsel vom 13. bis zum 21. Jahrhundert:

In Spanien wird überwiegend Spanisch, Katalanisch, Galicisch und Baskisch gesprochen.
Spanisch ist im gesamten Staatsgebiet Amtssprache. Katalanisch ist in den Autonomen Gemeinschaften Katalonien, Valencia (dort als Valencianisch bezeichnet) und auf den Balearen, Baskisch im Baskenland und Teilen Navarras und Galicisch in Galicien neben Spanisch ebenfalls Amtssprache (lenguas co-oficiales). Im Val d’Aran hat Aranesisch, eine Varietät des Gascognischen, offiziellen Status.
Der Landesname Königreich Spanien in den Regionalsprachen lautet galicisch Reino de España, katalanisch Regne d’Espanya, asturisch Reinu d’España, baskisch Espainiako Erresuma, aranesisch Reialme d’Espanha und aragonesisch Reino d'Espanya.
Daneben existieren einige Sprachen, welche nur noch von einer geringen Anzahl von Menschen gesprochen werden und nicht den Status einer Amtssprache haben. Zu diesen zählen Asturleonesisch und Aragonesisch. Im Jálama-Tal (Provinz Cáceres) nahe der portugiesischen Grenze wird A Fala, ein Dialekt der galicisch-portugiesischen Sprache, gesprochen. In Melilla spricht die masirische Minderheit zudem Tamazight.
Während der Urlaubssaison arbeiten in den Tourismusregionen auch Saisonarbeiter aus Deutschland und Polen, vielfach auch Südamerikaner. In einigen Tourismusregionen wie der Costa Blanca oder der Costa del Sol sind vergleichsweise viele Deutsche und Engländer dauerhaft ansässig.
Als Fremdsprachen werden meist Englisch und Französisch gesprochen. Jüngere Spanier sprechen als Fremdsprache zumeist Englisch, Ältere eher Französisch. In der breiten Bevölkerung sind anwendbare Fremdsprachenkenntnisse aber nach wie vor nicht die Regel. Laut einer von Eurostat 2011 durchgeführten Erhebung beherrschen 49 Prozent der erwachsenen Spanier (im Alter von 25 bis 64 Jahren) laut Selbsteinschätzung keine Fremdsprache. Im Gegensatz dazu lag im Jahr 2011 der Anteil der Schüler der Primarstufe, die eine Fremdsprache erlernten, für gewöhnlich Englisch, bereits bei 99 % und in der Sekundarstufe II bei 97 %, wobei 22 % zusätzlich eine zweite Fremdsprache erlernen, aufgrund der geografischen Nähe zu Frankreich überwiegend Französisch. In von Touristen gerne besuchten Gebieten, insbesondere am Mittelmeer und auf den Balearen, sind zum Teil Englisch und Deutsch gebräuchlich.
In Katalonien wird an den Schulen und Universitäten größtenteils auf Katalanisch gelehrt, Spanisch darf dort jedoch von allen Studierenden in Unterricht und Klausuren benutzt werden.

### Minderheiten
Zu den Minderheiten des Landes zählen vor allem die „Gitanos“ (spanische Roma), die etwa seit dem 16. Jahrhundert nach Spanien einwanderten. Heute leben in Spanien etwa 600.000 bis 800.000 Gitanos. Die spanischen Roma sind vor allem in Großstädten wie Madrid, Barcelona, Valencia oder Sevilla beheimatet. Sie brachten einige weltbekannte Stars hervor, etwa den Sänger Camarón de la Isla oder den Fußballspieler José Antonio Reyes. Vor allem in der spanischen Musikszene, speziell dem Flamenco, sind viele Roma zu finden.

### Einwanderer
| Rang | Staat                  | Bevölkerung (1. Januar 2019) |
| ---- | ---------------------- | ---------------------------- |
| 1.   | Marokko                | 776.425                      |
| 2.   | Rumänien               | 583.795                      |
| 3.   | Kolumbien              | 461.592                      |
| 4.   | Ecuador                | 414.283                      |
| 5.   | Venezuela              | 344.779                      |
| 6.   | Vereinigtes Königreich | 298.140                      |
| 7.   | Argentinien            | 283.284                      |
| 8.   | Peru                   | 228.125                      |
| 9.   | Frankreich             | 213.950                      |
| 10.  | Deutschland            | 192.622                      |
| 11.  | Volksrepublik China    | 173.291                      |
| 12.  | Bolivien               | 155.051                      |
| 13.  | Italien                | 152.851                      |
| 14.  | Bulgarien              | 114.564                      |
| 15.  | Kuba                   | 108.686                      |
| 16.  | Ukraine                | 103.950                      |
| 17.  | Portugal               | 103.467                      |

Spanien wies lange Zeit nur geringe Zuwanderungszahlen auf. Erst Ende der 1980er Jahre wurde Spanien zum Hauptziel der lateinamerikanischen Emigration. Dies hat eine stark ansteigende Immigration zu einem Bevölkerungsanstieg von über fünf Millionen Einwohnern geführt. Im Jahr 2007 befanden sich knapp 1,8 Millionen Menschen mit lateinamerikanischem Migrationshintergrund in Spanien. Die Zahl der in Spanien lebenden Ausländer liegt bei rund fünf Millionen (Januar 2019), was zwölf Prozent der Gesamtbevölkerung entspricht; davon sind gut zwei Millionen Staatsbürger anderer EU-Länder. Im Vergleich mit dem Rest der EU liegt Spanien in absoluten Zahlen auf Rang zwei hinter Deutschland (7,1 Millionen). Betrachtet man den Anteil an Staatsbürgern anderer Länder, so liegt Spanien hinter Luxemburg (43,0 %), Lettland (17,4 %), Zypern und Estland (je 15,9 %) auf dem fünften Platz. Unter den Mitgliedsstaaten mit mehr als drei Millionen Einwohnern ist Spaniens Ausländerquote von 12,3 % die höchste, gefolgt von Österreich (10,5 %), Belgien (9,7 %) und Deutschland (8,7 %). Die meisten Einwanderer stammen aus Rumänien, den Staaten des Maghreb oder Lateinamerika sowie aus dem Vereinigten Königreich und Deutschland, für die Spanien ein beliebter Altersruhesitz ist. Im Zeitraum von 2003 bis 2017 erwarben insgesamt 1.446.315 Personen die spanische Staatsangehörigkeit.

### Spanier im Ausland
| Land                   | Anzahl (Jan. 2020) |
| ---------------------- | ------------------ |
| Argentinien            | 473.519            |
| Frankreich             | 273.290            |
| Vereinigte Staaten     | 167.426            |
| Deutschland            | 167.151            |
| Vereinigtes Königreich | 152.291            |
| Kuba                   | 147.617            |
| Mexiko                 | 144.553            |
| Venezuela              | 142.302            |
| Brasilien              | 133.188            |
| Schweiz                | 124.414            |
| Uruguay                | 67.414             |
| Belgien                | 67.960             |
| Chile                  | 66.399             |
| Ecuador                | 58.646             |

Die Zahl der im Ausland lebenden spanischen Staatsbürger liegt bei rund 2,6 Millionen (Januar 2020), 1.576.350 davon in Amerika und 945.027 in Europa. Während nur 20,6 Prozent der in Amerika lebenden Spanier in Spanien geboren wurden, liegt dieser Prozentsatz bei den in einem anderen europäischen Land Residierenden bei 49,7 Prozent.
Dies liegt unter anderem daran, dass die größeren Auswanderungswellen von Mitte des 19. Jahrhunderts bis zum Spanischen Bürgerkrieg zumeist Süd- und Mittelamerika zum Ziel hatten, insbesondere Argentinien, Venezuela, Mexiko, Uruguay und Kuba, während mit dem Plan de Estabilización (1959) eine bis 1972 andauernde Emigrationswelle in europäische Länder wie Frankreich, Deutschland, die Schweiz, Belgien und das Vereinigte Königreich stattfand. Darüber hinaus verließen viele Immigranten aus südamerikanischen Staaten, die inzwischen die spanische Staatsangehörigkeit erworben hatten, im Zuge der Eurokrise Spanien und kehrten in ihre Heimatländer zurück.

### Religionen und Weltanschauungen

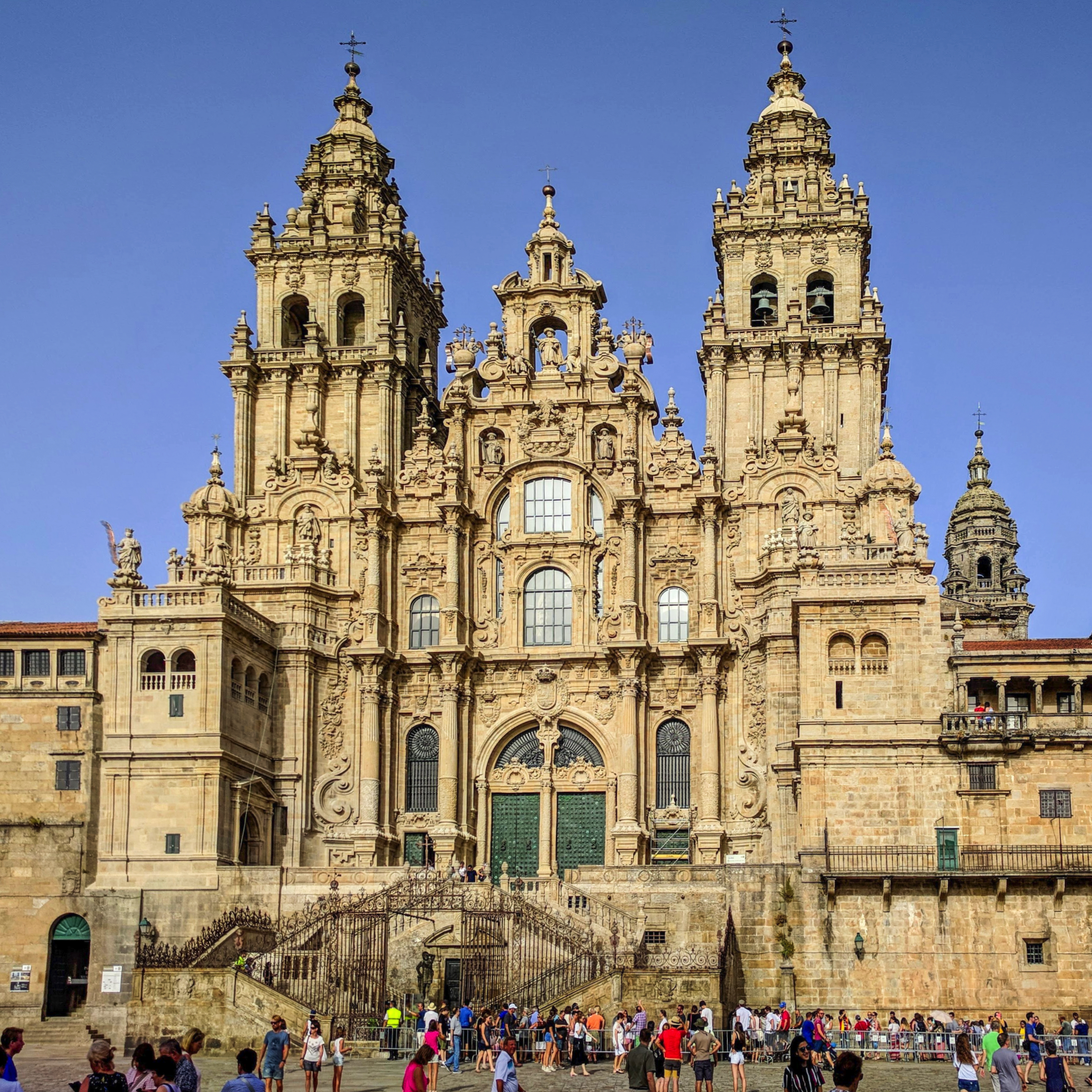
Die Kathedrale von Santiago de Compostela: Ziel der Pilger des Jakobswegs

Zwar gehörten 92 Prozent der Bevölkerung (Stand 2000) offiziell der römisch-katholischen Kirche an, jedoch sinkt die Anzahl derer, die aktiv am religiösen Leben teilnehmen. Im Rahmen einer Studie des staatlichen Meinungsforschungsinstitutes Centro de Investigaciones Sociológicas im Jahr 2015 gaben noch 68 Prozent der Befragten an, Katholiken zu sein.
Finanziert wird die katholische Kirche vom spanischen Staat auf Grundlage eines Vertrages mit dem Heiligen Stuhl und nicht aus direkt entrichteten Kirchensteuern ihrer Mitglieder, weshalb ein Kirchenaustritt keine finanziellen Vorteile bringt. Seit 2007 müssen allerdings die Steuerzahler selbst entscheiden, ob 0,7 % der Lohn- beziehungsweise Einkommensteuer kirchlichen oder anderen sozialen oder kulturellen Zwecken zufließen sollen. Treffen sie keine Entscheidung, wird dieser obligatorische Steuerbetrag direkt den anderen Zwecken zugeleitet. Die seit 1979 existierende direkte staatliche Finanzierung wurde vollständig abgeschafft. Schon zwischen 1988 und 2007 konnten die Steuerzahler entscheiden, ob 0,5 % der Lohn- beziehungsweise Einkommensteuern kirchlichen oder anderen Zwecken zufließen sollen. Wurde damals allerdings ein Mindestbetrag unterschritten, kam der Staat dafür auf. Im Jahr 2008 wurden in 7.195.155 (34,31 %) Steuererklärungen diese 0,7 % der katholischen Kirche zukommen gelassen. Zwei Jahre zuvor waren es noch rund 711.975 weniger gewesen. Die Einnahmen aus Steuern stiegen somit seit der Neuregelung des Jahres 2007 von 173,8 Millionen Euro auf 252,7 Millionen Euro.
Es ist für Spaniens Katholiken nicht ohne weiteres möglich, sich von der Kirche offiziell loszusagen, da das spanische Recht den Akt des Kirchenaustritts nicht kennt und Spaniens katholische Kirche höchstrichterlich von der Pflicht entbunden wurde, die Daten ihrer Mitglieder auf deren Wunsch aus den Kirchenbüchern zu löschen. Zu dieser Entscheidung des obersten Gerichtshofes in Spanien kam es unter anderem, da sich „das als besonders konservativ geltende Erzbistum von Valencia weigerte, Tilgungen jeder Form vorzunehmen“. Das Erzbistum hatte sich auch nicht von Weisungen der spanischen Datenschutzbehörde (AEPD) beeindrucken lassen und strengte zahlreiche Rechtsverfahren an, wobei es vor der Entscheidung des obersten Gerichtshofes in 171 Fällen unterlag.
Muslime machen 4,13 % (Stand: Ende 2016), Protestanten 0,3 % und Zeugen Jehovas 0,25 % der Bevölkerung aus.
In Spanien liegt der wichtige Wallfahrtsort Santiago de Compostela, das Ziel zahlreicher Pilger auf dem Jakobsweg.
Eine repräsentative Umfrage im Auftrag der Europäischen Kommission im Rahmen des Eurobarometers ergab 2020, dass für 29 Prozent der Menschen in Spanien Religion wichtig ist, für 37 Prozent ist sie weder wichtig noch unwichtig und für 33 Prozent ist sie unwichtig.

### Größte Städte

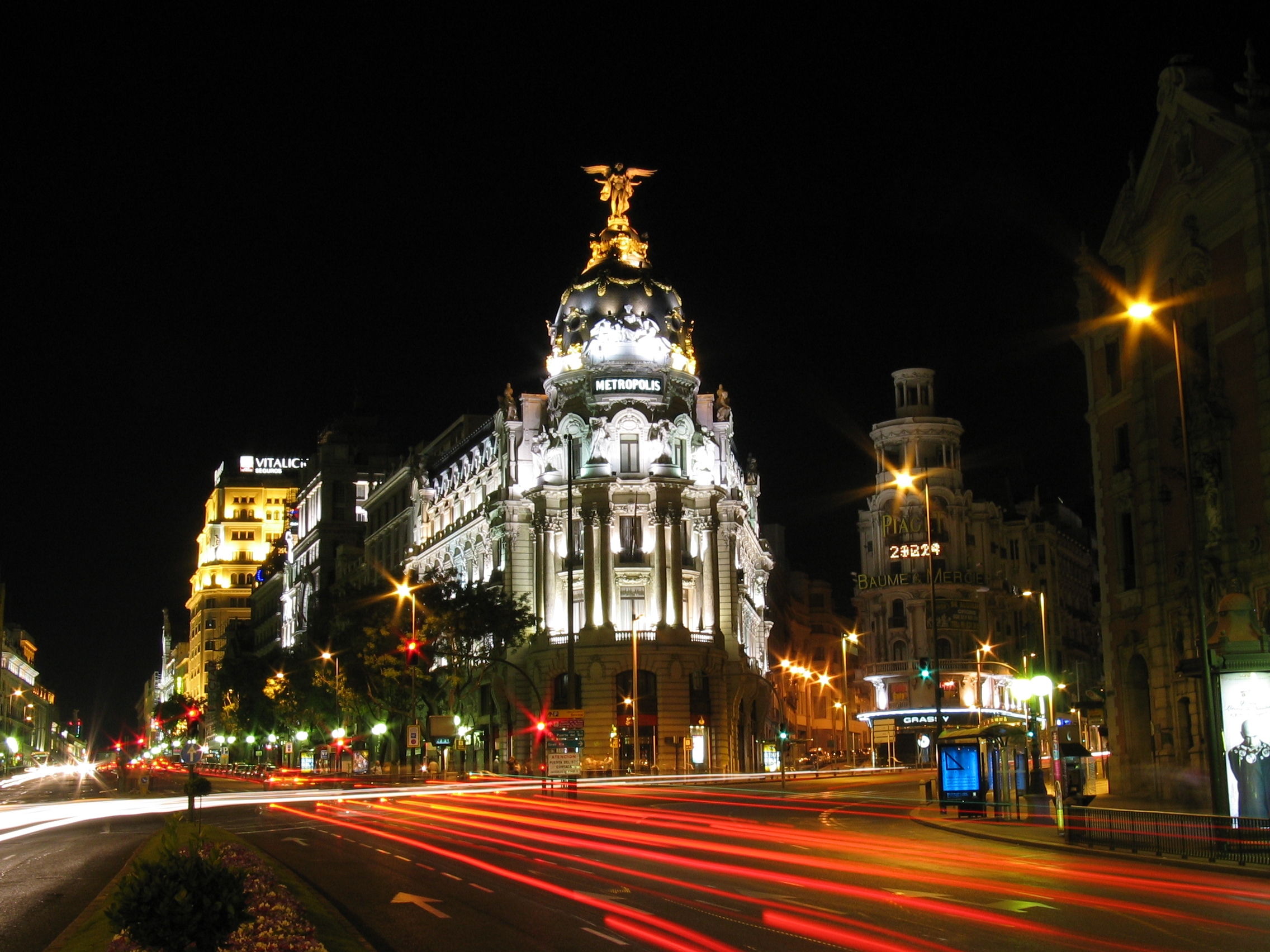
Zentrum von Madrid bei Nacht

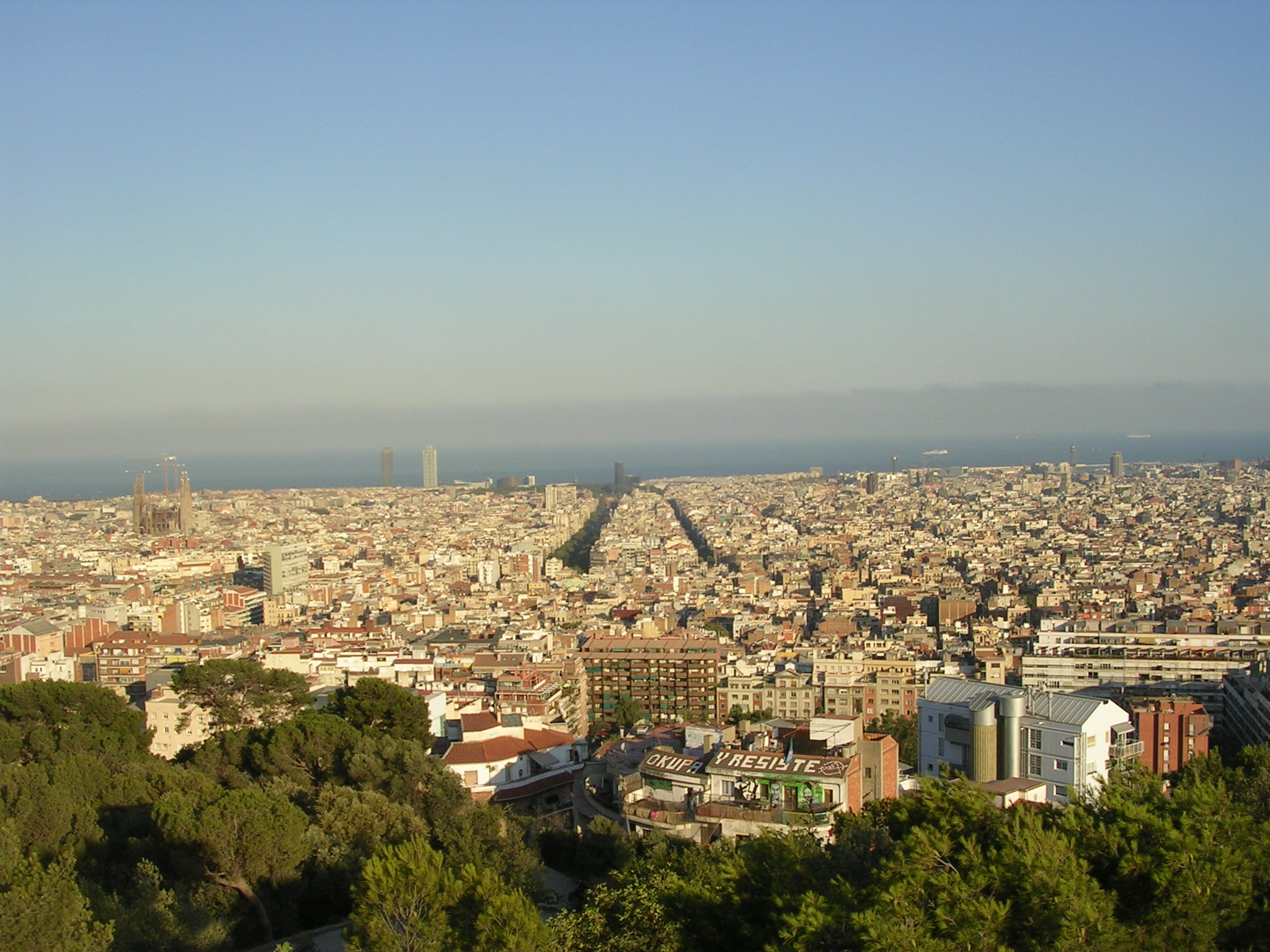
Blick vom Parc Güell über Barcelona

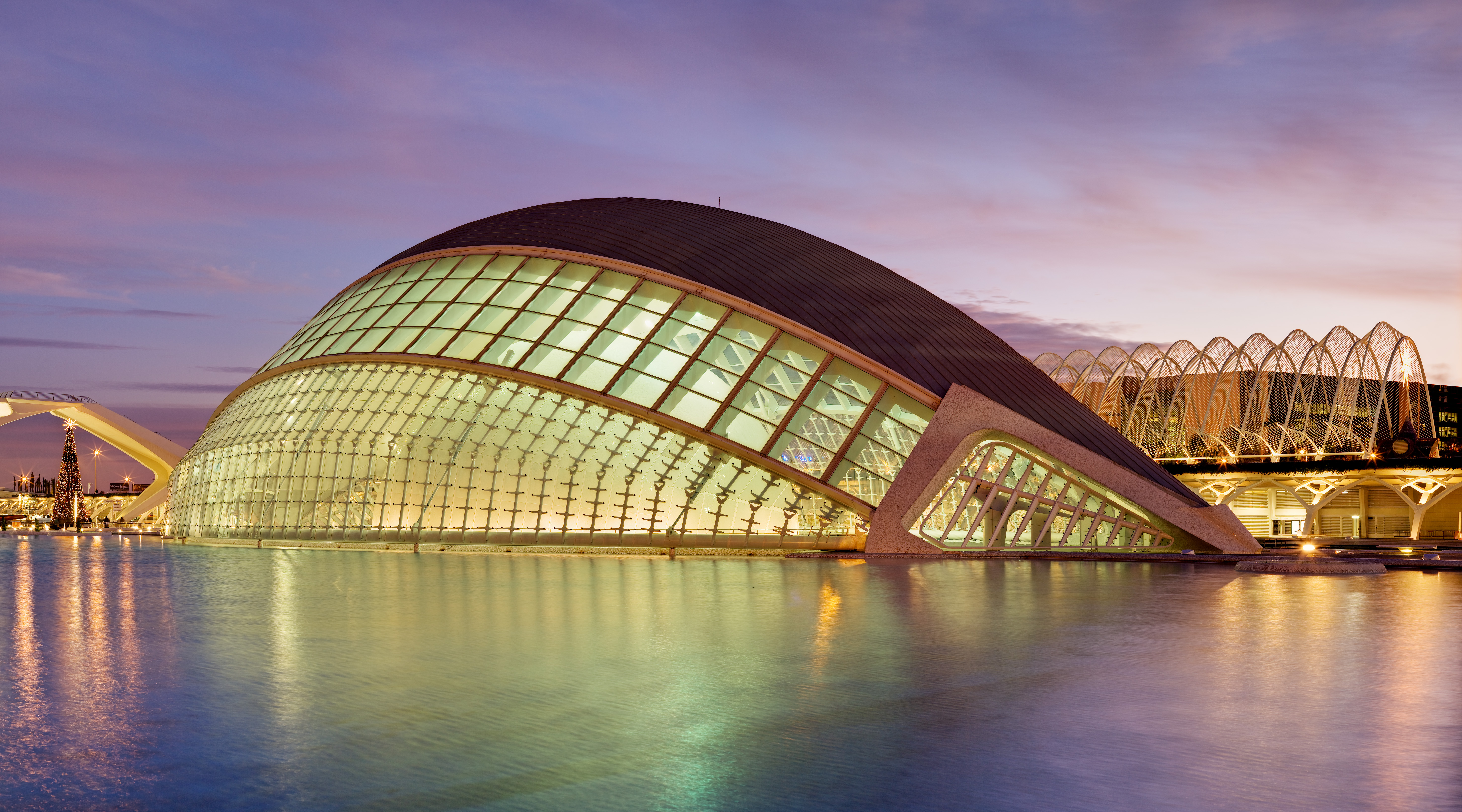
Die Ciudad de las Artes y de las Ciencias, das Wahrzeichen Valencias

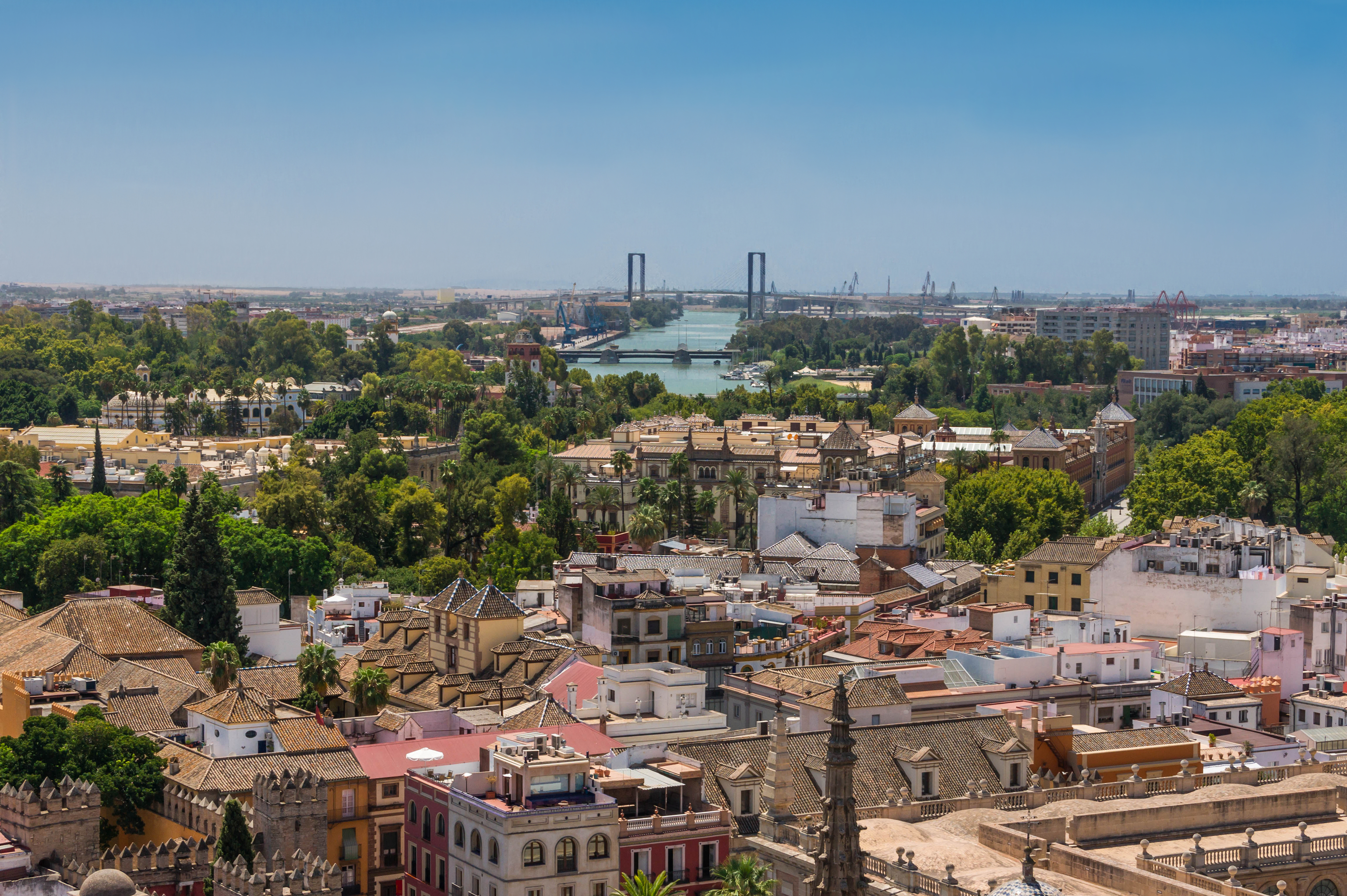
Blick über Sevilla von der Giralda, der Kathedrale von Sevilla

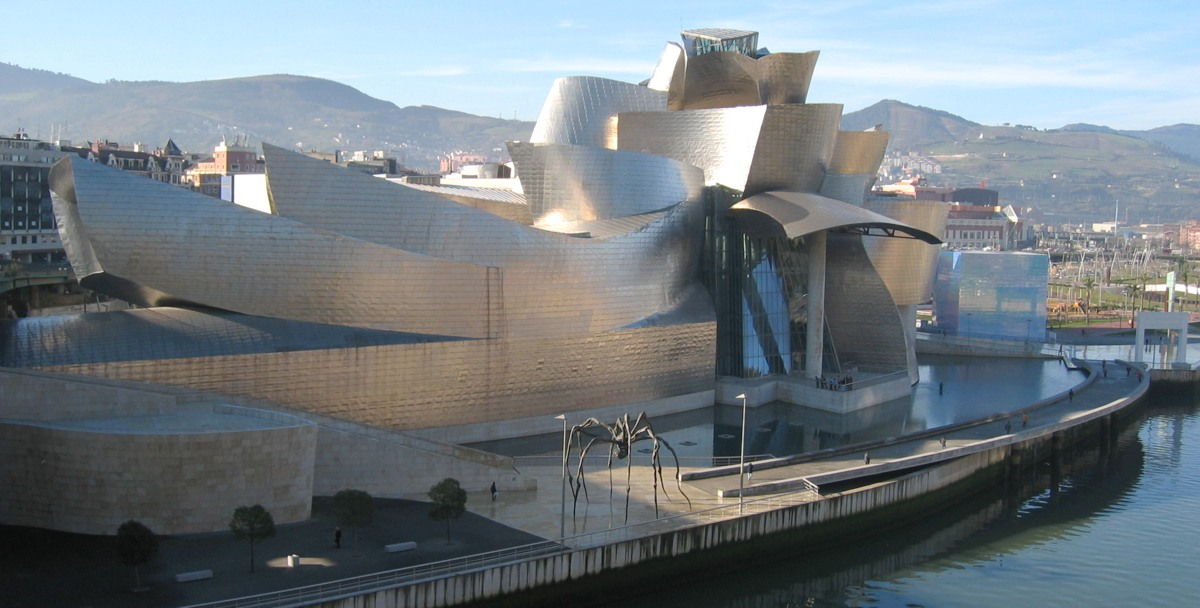
Das Guggenheim-Museum in Bilbao

Im Jahr 2023 lebten 82 Prozent der Einwohner Spaniens in Städten. Es gibt zwei Millionenstädte, Madrid und Barcelona. Das starke Wachstum der Städte in den letzten Jahren hat jedoch dazu geführt, dass Metropolregionen entstanden sind, die teils weit über die politisch-administrativen Grenzen der Stadtgemeinden hinausgehen. In den Großräumen Madrid und Barcelona leben so über sechs bzw. vier Millionen Menschen, in den Metropolregionen Valencia, Sevilla und Bilbao jeweils über eine Million.
Die zehn größten Städte Stand: 2024
| Stadt                      | Einwohner |
| -------------------------- | --------- |
| Madrid                     | 3.416.771 |
| Barcelona                  | 1.702.547 |
| Valencia                   | 825.948   |
| Sevilla                    | 687.488   |
| Saragossa                  | 686.986   |
| Málaga                     | 591.637   |
| Murcia                     | 474.617   |
| Palma de Mallorca          | 431.521   |
| Las Palmas de Gran Canaria | 380.436   |
| Bilbao                     | 348.089   |

### Autonome Gemeinschaften nach Einwohnern
Die insgesamt 17 Autonomen Gemeinschaften sind in ihrer Größe sehr heterogen. Während die Einwohnerzahlen Andalusiens, Kataloniens, der Autonomen Gemeinschaft Madrid und der Region Valencia zwischen rund 5 und 9 Millionen liegen, leben in den kleinsten Regionen Navarra, Kantabrien und La Rioja deutlich unter einer Million Menschen. Stand: 2024
| Autonome Gemeinschaft | Einwohner |
| --------------------- | --------- |
| Andalusien            | 8.619.616 |
| Katalonien            | 8.034.743 |
| Madrid                | 7.001.715 |
| Valencia              | 5.316.541 |
| Galicien              | 2.703.353 |
| Kastilien und León    | 2.388.350 |
| Kanarische Inseln     | 2.228.862 |
| Baskenland            | 2.230.452 |
| Kastilien-La Mancha   | 2.098.853 |
| Region Murcia         | 1.571.933 |
| Aragonien             | 1.347.834 |
| Balearische Inseln    | 1.221.403 |
| Extremadura           | 1.052.790 |
| Asturien              | 1.008.028 |
| Navarra               | 678.338   |
| Kantabrien            | 591.563   |
| La Rioja              | 324.399   |
| Autonome Stadt        | Einwohner |
| Melilla               | 85.811    |
| Ceuta                 | 83.229    |

## Geschichte

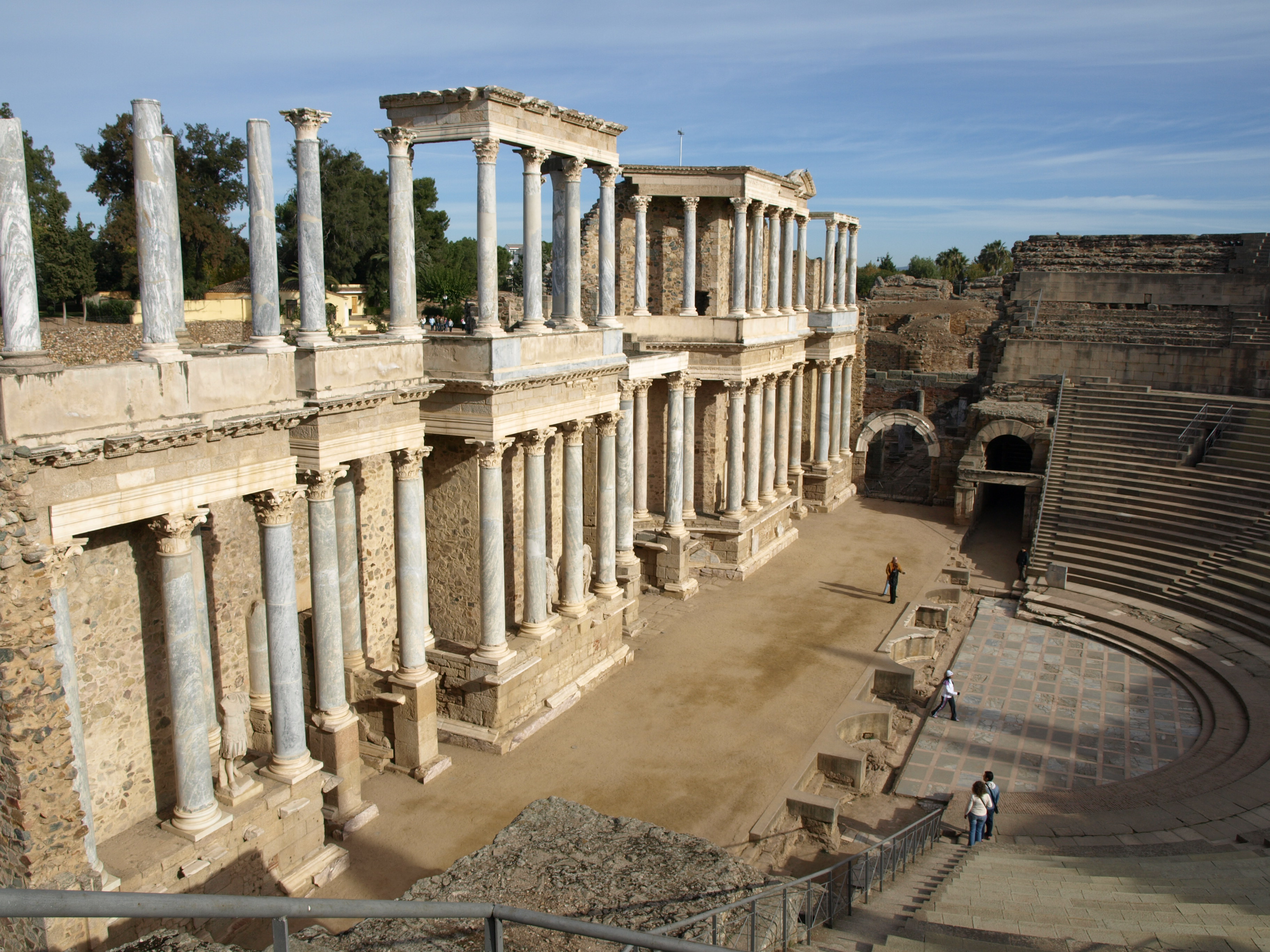
Römisches Theater in Mérida

In vor- und frühgeschichtlicher Zeit siedelten Iberer, Kelten und Basken auf der nach ersteren benannten Iberischen Halbinsel.
Im 11. Jahrhundert v. Chr. siedelten sich die Phönizier an der Südküste an; die berühmteste ihrer Kolonien war Cádiz (Gades). Der Name Spanien leitet sich von der römischen Bezeichnung Hispania ab (von phönizisch ishapan „Land der Klippschliefer“; was die Phönizier für Klippschliefer hielten, waren in Wirklichkeit Kaninchen). Im Zweiten Punischen Krieg gelangten erstmals römische Truppen auf die Halbinsel, die relativ schnell den Westen und Süden besetzten. Bis auch der Norden unter der Kontrolle der Römer war, vergingen 200 Jahre. In der Spätphase des Weströmischen Reiches zogen die Westgoten nach Gallien und gründeten dort das Westgotenreich, das auch weite Teile Iberiens umfasste. Nach einer schweren Niederlage gegen die Franken räumten die Westgoten Gallien weitgehend und verlagerten den Schwerpunkt ihres Reichs auf die Iberische Halbinsel. Diese zweite und letzte Phase des Westgotenreichs wird nach der neuen Hauptstadt Toledo als Toledanisches Reich bezeichnet.
Im frühen 8. Jahrhundert vernichteten die Mauren das Westgotenreich und eroberten die gesamte Iberische Halbinsel. Ihre jahrhundertelange Herrschaft prägte das Land. Das arabische Erbe schlug sich sowohl in der Architektur als auch in der Sprache nieder. Allerdings gelang es den Mauren nicht, sich auch in den nördlichen Randgebirgen der Halbinsel dauerhaft festzusetzen. Von dort aus nahm die „Rückeroberung“ (Reconquista) ihren Ausgang. In diesem sich über mehrere Jahrhunderte (722–1492) hinziehenden und nicht kontinuierlich verlaufenden Prozess wurde der maurische Herrschaftsbereich von den christlichen Reichen nach und nach zurückgedrängt, bis mit dem Fall Granadas 1492 auch das letzte maurische Staatsgebilde auf der Halbinsel verschwand. Auf das Ende der Reconquista folgte eine Verfolgung religiöser Minderheiten. Die „Katholischen Könige“ Isabella I. von Kastilien und Ferdinand II. von Aragón wollten keine Nichtchristen mehr in ihrem Machtbereich dulden. Moslems und Juden wurden genötigt, sich taufen zu lassen. 1478 wurde die Spanische Inquisition eingerichtet, um nur äußerlich konvertierte „Ungläubige“, die insgeheim ihren früheren Glauben praktizierten, aufzuspüren und zu bestrafen.
Am 31. März 1492 erließen Isabella I. und Ferdinand II. das Alhambra-Edikt, wonach alle nicht taufwilligen der 300.000 Juden das Königreich Kastilien und die Reiche der Krone von Aragonien zu verlassen hatten (Sephardim). 1609 ließ Philipp III. sogar die Moriscos vertreiben, Nachfahren von zum Christentum übergetretenen Mauren.

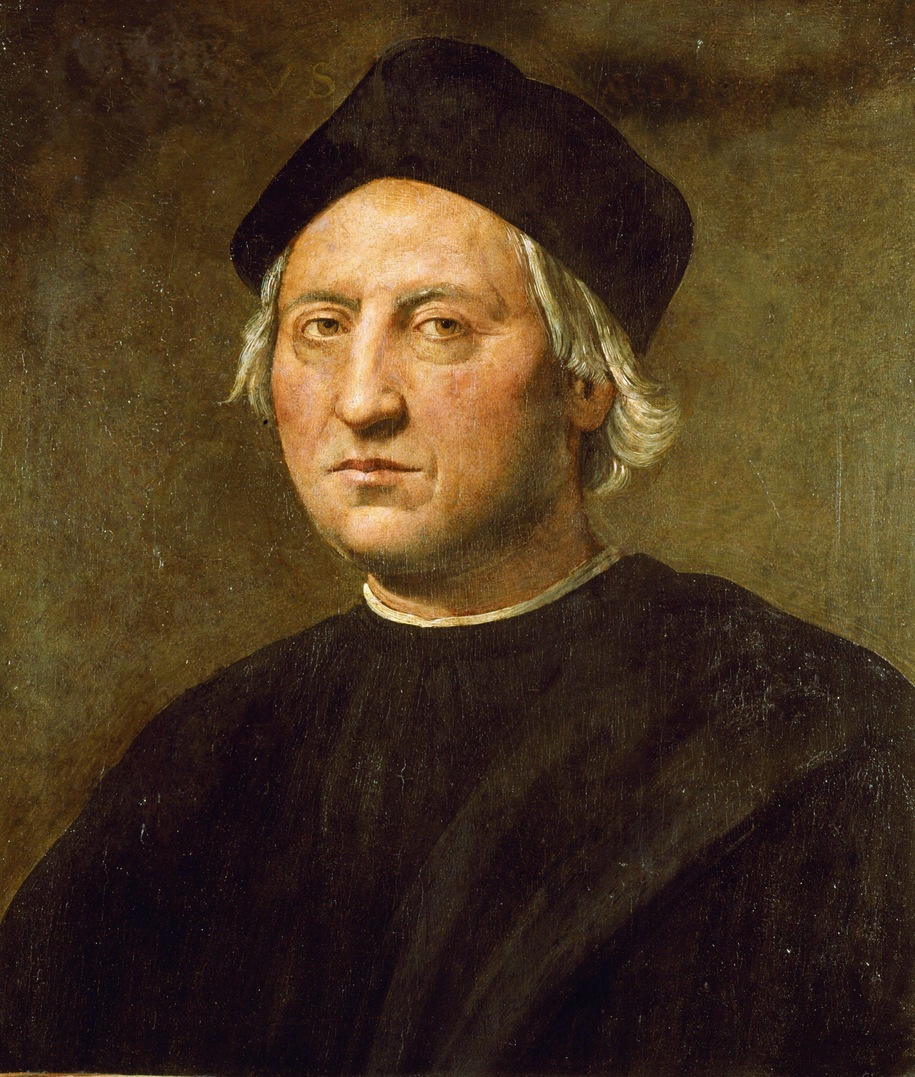
Christoph Kolumbus (um 1451–1506): genuesischer Seefahrer im Dienst der Krone von Kastilien (Porträt von Ridolfo Ghirlandaio)

Im 16. Jahrhundert wurden die Herrschaftsgebiete von Kastilien und Aragonien unter einem Herrscher vereinigt. Aragonien war zu dieser Zeit schon lange eine wichtige Seemacht im Mittelmeer, Kastilien stand in Konkurrenz mit Portugal um die Vorherrschaft auf dem Atlantischen Ozean. Mit der Entdeckung Amerikas des genuesischen Seefahrers Christoph Kolumbus im Jahr 1492 stieg Spanien vorübergehend zu einer christlichen Weltmacht auf.
Mit dem 1519 zum Kaiser gewählten Karl V. (als spanischer König: Carlos I), einem Enkel der Katholischen Könige, kamen 1516 die Habsburger auf den spanischen Thron. Bis zu ihrem Aussterben im Jahre 1700 stammten die spanischen Könige aus der spanischen Linie dieser Dynastie. Wegen der Frage der Nachfolge des letzten spanischen Habsburger-Königs Karl II. entbrannte der Spanische Erbfolgekrieg, in den die führenden europäischen Mächte verwickelt waren. Als dessen Ergebnis gelangte mit Philipp V. ein Zweig der Bourbonen auf den spanischen Thron.
Das spanische Kolonialreich erstreckte sich um 1600 über weite Teile Süd- und Mittelamerikas, den südlichen Teil der heutigen Vereinigten Staaten und die Philippinen. Als Engländer und Franzosen ebenfalls ihre Bemühungen um Kolonien verstärkten, verlor Spanien allmählich seine Vormachtstellung. Die Befreiungskriege der amerikanischen Staaten, insbesondere der Mexikanische und die Südamerikanischen Unabhängigkeitskriege Anfang des 19. Jahrhunderts, brachten den meisten Kolonien die Unabhängigkeit. 1898 gingen im Spanisch-Amerikanischen Krieg die letzten größeren Besitztümer an die Vereinigten Staaten verloren, was das Ende des Kolonialreiches bedeutete. Die später hinzugekommenen afrikanischen Kolonien (Spanisch-Marokko, Spanisch-Sahara und Äquatorialguinea) erlangten schließlich im 20. Jahrhundert ihre Unabhängigkeit.
Zu Beginn des 20. Jahrhunderts war Spanien größtenteils ein rückständiges Agrarland, geprägt von feudalen Eigentumsverhältnissen, die wenige vorhandene Industrie konzentrierte sich im Wesentlichen auf Katalonien und das Baskenland. Im Jahr 1923 übernahm General Miguel Primo de Rivera die Macht und installierte eine Militärdiktatur, diese konnte sich aber wegen der drängenden gesellschaftlichen Probleme nicht lange halten, und 1931 wurde Spanien ein zweites Mal zur Republik. Die ererbten politischen und sozialen Konflikte belasteten die Zweite Republik von Beginn an, bereits 1932 kam es zum ersten Putschversuch rechter Militärs unter Führung von General José Sanjurjo. Im Jahr 1934 ereignete sich eine Reihe von linken und anarchistischen Aufständen, die zum Teil sehr blutig niedergeschlagen wurden. Die politische Instabilität, die vor allem von den extremen Vertretern linker und rechter Positionen und ihren paramilitärischen Verbänden, aber auch von Mitgliedern regulärer Sicherheitskräfte geschürt wurde, verschärfte sich nach dem Sieg der Volksfront aus linksliberalen, sozialistischen und kommunistischen Parteien bei den Parlamentswahlen vom 17. Februar 1936.
Im Juli 1936 putschten Teile des Militärs unter Führung von Generalissimus Francisco Franco gegen die Regierung, der Putsch war nur in einigen Landesteilen erfolgreich und scheiterte in den wichtigen politischen und industriellen Zentren des Landes (u. a. Madrid, Katalonien, Baskenland). Es folgte der Spanische Bürgerkrieg, in dessen Verlauf die Putschisten wichtige Hilfe durch das faschistische Italien und das nationalsozialistische Deutschland erhielten, während die liberalen Demokratien Frankreich und Großbritannien eine Nichteinmischungspolitik praktizierten und damit den Sieg Francos begünstigten.
1939 endete der Krieg. Die Epoche der franquistischen Diktatur begann mit einer mehrjährigen Phase gewaltsamer Säuberungen und führte das Land in eine langanhaltende politische und gesellschaftliche Lethargie. Obwohl Franco im Bürgerkrieg Unterstützung von Deutschland und Italien erhalten hatte, unterstützte Spanien die Achsenmächte im Zweiten Weltkrieg nicht militärisch. Menschen, die aus NS-Deutschland geflohen waren, wurden allerdings zu einem Großteil in spanischen, bereits vor dem Weltkrieg eingerichteten Konzentrationslagern interniert.

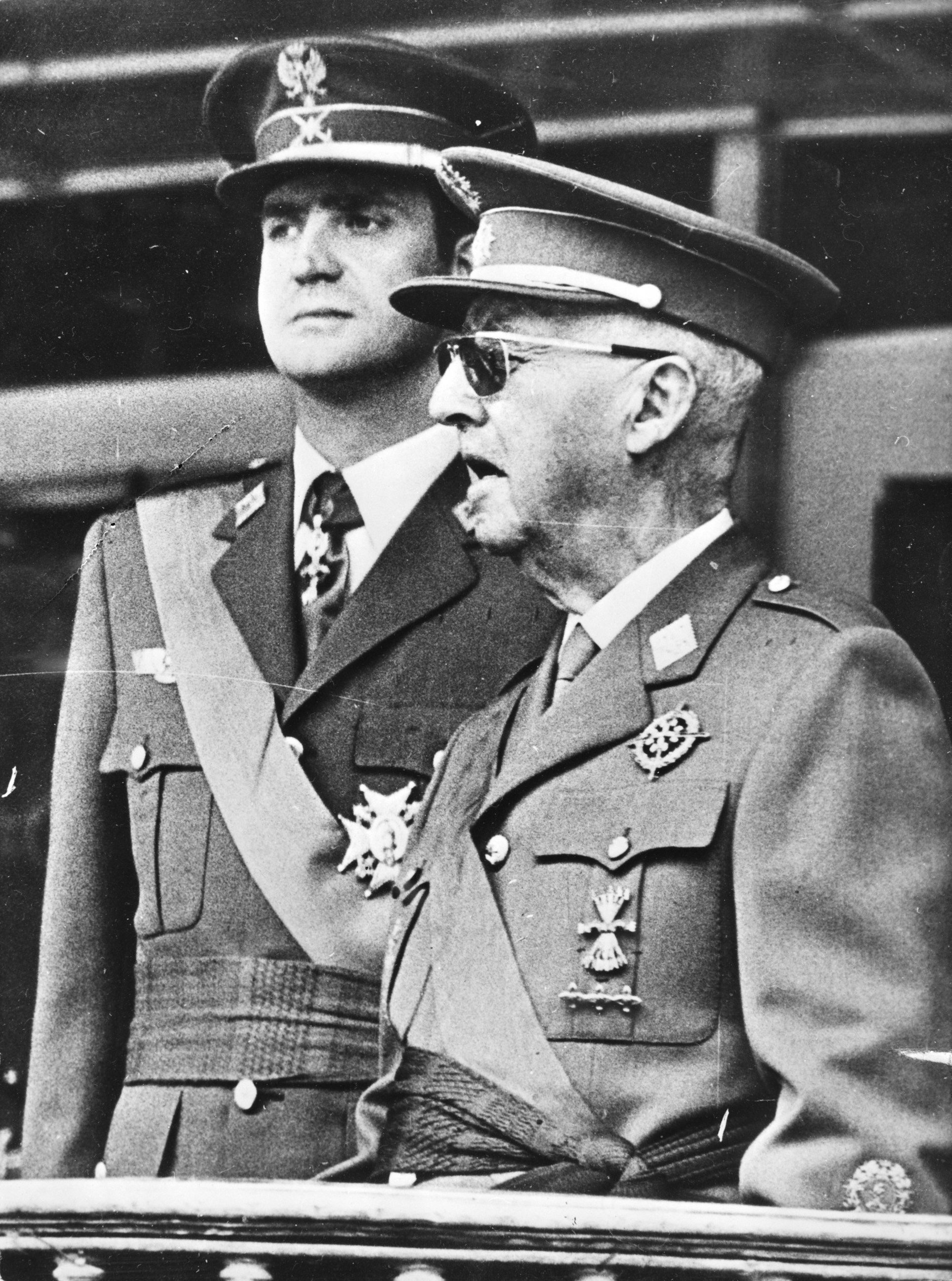
Juan Carlos I. (links) leitete nach dem Tod von Francisco Franco (rechts) 1975 die Demokratisierung Spaniens ein.

Wie in anderen europäischen Ländern kam es auch in Spanien nach dem Zweiten Weltkrieg, aus dem Franco das Land heraushalten konnte, zu einem langen wirtschaftlichen Nachkriegsboom. 1947 restaurierte Franco die Monarchie und ernannte Juan Carlos I. 1969 als Staatsoberhaupt zu seinem Nachfolger. Dieser leitete nach dem Tod des Diktators am 20. November 1975 einen Demokratisierungsprozess (span. Transición) ein. Durch die Verabschiedung einer Verfassung wurde Spanien 1978 zu einer parlamentarischen Monarchie. In der Endphase der Diktatur Francos und besonders während der Transition kam es zu massiven Terroraktionen der ETA und anderer linker wie auch rechter Terrorgruppen. Im Jahr 1981 erfolgte noch einmal ein Putschversuch („23-F“) von rechten Militärs und Teilen der paramilitärischen Guardia Civil gegen die demokratische Regierung, der allerdings missglückte.
Die Transition endete 1982 mit der Regierungsübernahme durch die sozialdemokratische Partei von Felipe González (PSOE). Während der 1980er Jahre wurde Spanien Mitglied der NATO und der Europäischen Gemeinschaft und erlebte einen erneuten wirtschaftlichen Aufschwung. Gleichzeitig wurde im Kampf gegen die ETA eine staatsterroristische Gruppe (GAL) aufgestellt, die mit Folter und Mord den baskischen Separatismus bekämpfte, diese Epoche ist in Spanien als „schmutziger Krieg“ (span. guerra sucia) bekannt. Der Skandal um die GAL-Verwicklungen hoher Regierungsmitglieder führte 1996 zu einer Wahlniederlage von PSOE. In der Folge wurde José María Aznar (Partido Popular, PP) neuer Ministerpräsident. Nach zwei Legislaturperioden, die von zahlreichen Skandalen und innenpolitischen Konflikten (Irakkrieg) geprägt waren, verlor PP, unter dem Eindruck der Madrider Zuganschläge vom 11. März 2004, die Parlamentswahlen (14. März 2004). Danach führte José Luis Rodríguez Zapatero (PSOE) in Madrid eine Minderheitsregierung. Mit den Wahlen im Dezember 2011 gelangte wieder die PP unter Mariano Rajoy an die Regierung, was damit nach 1982, 1996 und 2004 den insgesamt vierten Machtwechsel zwischen Konservativen und Sozialdemokraten seit dem Übergang zur Demokratie bedeutete.
Von der Flüchtlingskrise in Europa 2015/2016 war auch Spanien etwas betroffen.
Die Parlamentswahlen vom 20. Dezember 2015 führten zu deutlichen Stimmverlusten der beiden großen Parteien und einem Erstarken kleinerer Parteien wie Podemos und Ciudadanos. Aufgrund der komplizierten Mehrheitsverhältnisse gelang keine Regierungsbildung, und es folgten am 26. Juni 2016 Neuwahlen. Nachdem sich die Sitzverteilung nur wenig verändert hatte, fiel die Regierungsbildung erneut schwer. Schließlich wurde Mariano Rajoy am 29. Oktober 2016 als Ministerpräsident wiedergewählt und führte eine Minderheitsregierung, bis er am 1. Juni 2018 sein Amt durch ein Misstrauensvotum im Parlament verlor.
Durch das illegal abgehaltene Unabhängigkeitsreferendum in Katalonien im Jahr 2017 kam es mit der Katalonien-Krise zum Verfassungskonflikt.
Rajoys Nachfolger als Ministerpräsident wurde im Jahr 2018 der Sozialist Pedro Sánchez.
Ab dem Jahr 2020 grassierte auch in Spanien die COVID-19-Pandemie.
Bei der Flutkatastrophe in Spanien 2024 kamen mehr als 200 Menschen ums Leben, was die Überschwemmungen zur tödlichsten Flutkatastrophe in der modernen Geschichte Spaniens machte.

## Politik

### Verfassung und politisches System

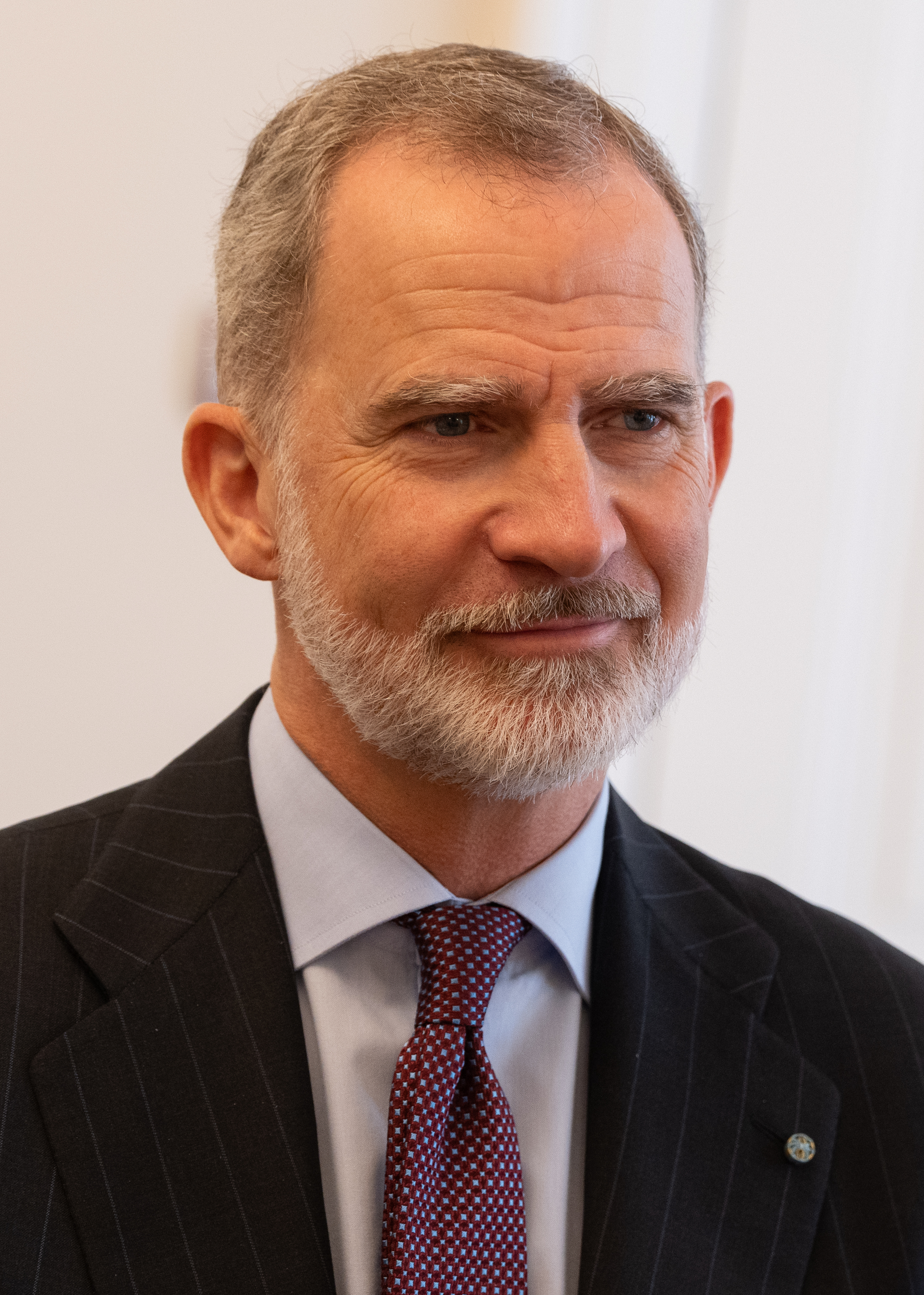
König Felipe VI. von Spanien (2024)

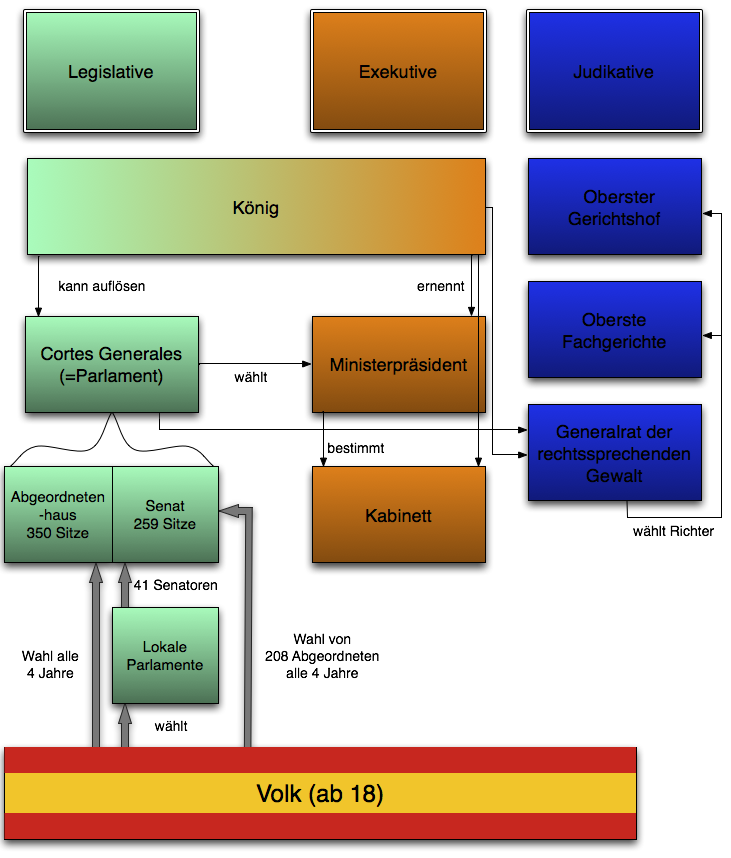
Politisches System Spaniens

Gemäß der Verfassung vom 6. Dezember 1978 ist Spanien ein sozialer und demokratischer Rechtsstaat mit der Staatsform einer parlamentarischen Monarchie (Art. 1, Abs. 3 der spanischen Verfassung). Der Königstitel ist erblich. Der derzeitige König ist Felipe VI. Der König ist Staatsoberhaupt und Oberbefehlshaber der Streitkräfte. Wohnsitz der Königsfamilie ist der Palacio de la Zarzuela in Madrid.
Die Rolle der spanischen Krone wird in der Verfassung im Wesentlichen auf repräsentative Funktionen beschränkt. Darüber hinausgehende Funktionen des Königs sind die Bestätigung von Gesetzen und die Ernennung und Entlassung des Regierungschefs.
Das oberste Gesetzgebungsorgan in Spanien ist das Parlament, die Cortes Generales. Die Cortes unterteilen sich in zwei Kammern, das Abgeordnetenhaus (Congreso de los Diputados) und den Senat (Senado). Die 300 bis 400 Mitglieder des Abgeordnetenhauses werden per Direktwahl für vier Jahre gewählt. Der Senat hat 259 Mitglieder. Davon werden 208 Mitglieder direkt vom Volk gewählt und die restlichen 51 von den Parlamenten der Autonomen Gemeinschaften bestimmt. Senatoren werden für eine Amtszeit von vier Jahren ernannt.
Das allgemeine Wahlrecht für Männer war bereits 1868 eingeführt worden, Priester, Angehörige des Öffentlichen Dienstes und Frauen waren jedoch bis zu einem Gesetzesbeschluss vom 8. Mai 1931 vom passiven Wahlrecht für das nationale Parlament ausgeschlossen. Bei den Parlamentswahlen am 28. Juni 1931 wurden zum ersten Mal drei Frauen ins Spanische Parlament gewählt; Margarita Nelken, Victoria Kent und Clara Campoamor.
Ironischerweise wurde Frauen jedoch immer noch das aktive Wahlrecht verweigert. Am 9. Dezember 1931 trat eine neue Verfassung in Kraft, deren Artikel 36 das allgemeine Stimmrecht für Frauen enthielt. Am 19. November 1933 fanden die ersten Wahlen unter der neuen Verfassung statt, an der erstmals Frauen aktiv teilnehmen konnten. Unter dem Franco-Regime wurde das allgemeine Wahlrecht unterdrückt. Frauen wurden nach und nach einige politische Rechte zugestanden: 1942 wurde eine Art Parlament ins Leben gerufen, in dem neben Abgeordneten der Falange-Partei und verschiedener staatlicher Organisationen auch hundert Familienrepräsentanten vorgesehen waren, die von Familienoberhäuptern und verheirateten Frauen gewählt werden sollten. Ab 1957 konnten dann verheiratete Frauen und solche, die Familienoberhäupter waren, sich an den Wahlen dieser hundert Abgeordneten beteiligen. Die ersten derartigen Wahlen wurden allerdings erst 1967 durchgeführt. Erst mit der Wiederherstellung der Demokratie Mitte der 1970er Jahre wurde das allgemeine Wahlrecht, und damit auch das Frauenwahlrecht, in vollem Umfang wiederhergestellt. Beim Referendum von 1976 und den Parlamentswahlen von 1977 stimmten Frauen mit ab, und das uneingeschränkte allgemeine Wahlrecht für Erwachsene wurde in der neuen Verfassung von 1978 garantiert.
Der Ministerpräsident (Presidente del Gobierno, wörtlich übersetzt „Regierungspräsident“) wird vom Abgeordnetenhaus gewählt. Die Minister werden auf Vorschlag des Ministerpräsidenten vom König ernannt. Amtssitz ist der Palacio de la Moncloa in Madrid.
Spanien ist seit Januar 1986 Mitglied der Europäischen Union.

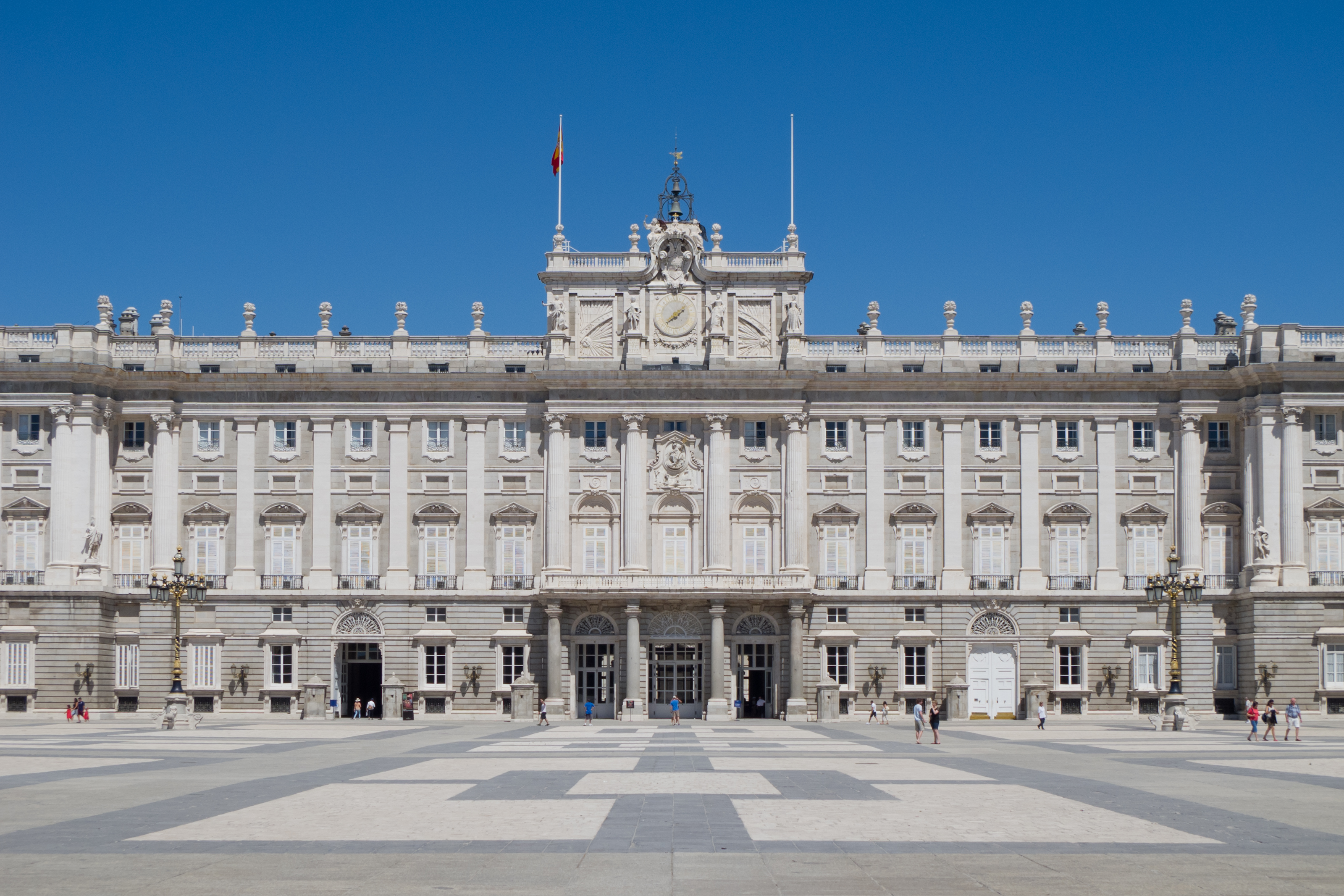
Madrider Schloss, Amtssitz des Königs
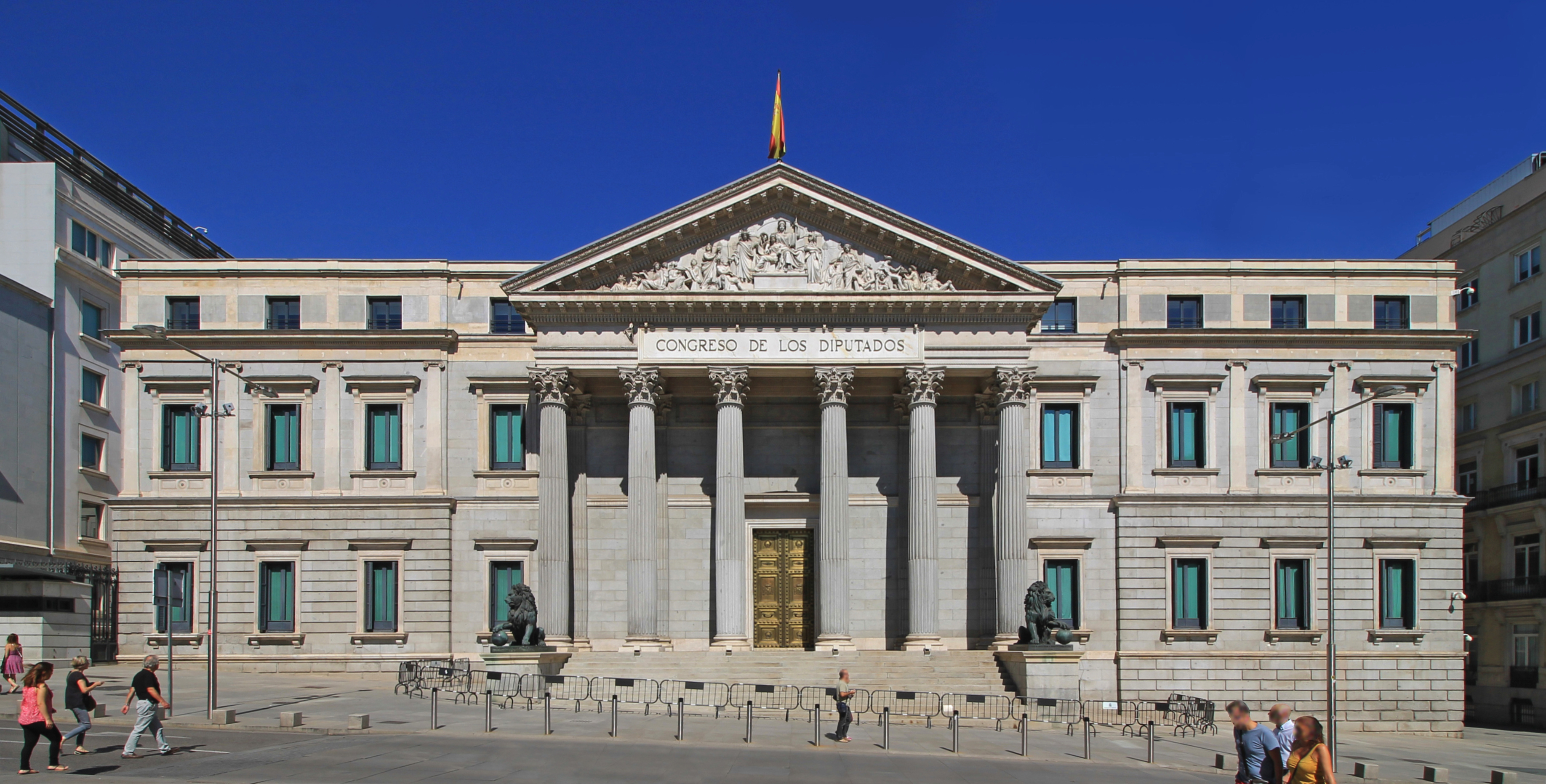
Palacio de las Cortes, Parlamentsgebäude
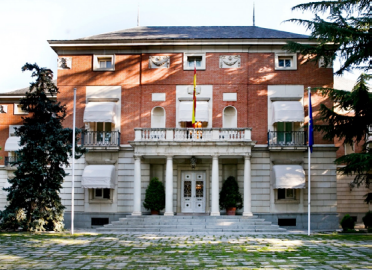
Palacio de la Moncloa, Regierungsgebäude

### Politische Parteien
In Spanien gibt es vier im Abgeordnetenhaus vertretene Parteien beziehungsweise Parteienbündnisse, die in ganz Spanien aktiv sind: Der rechts-konservative Partido Popular (PP), der sozialdemokratische PSOE, die linke Sammlungsbewegung Izquierda Unida (IU) und seit 2008 die antiregional-liberale Unión Progreso y Democracia (UPyD). Die im März 2014 gegründete Protestpartei Podemos erhielt bei den Parlamentswahlen im Dezember 2015 20,7 % der Stimmen und wurde drittstärkste Fraktion im Abgeordnetenhaus. Bei den vorgezogenen Wahlen im November 2019 erhielt sie 12,9 % der Stimmen. Sie einigte sich mit der PSOE auf eine Regierungskoalition und stellte ab Januar 2020 zwei Minister im Kabinett Sánchez II.
Regionale Parteien spielen, vor allem wegen der verschiedenen Nationalitäten in Spanien, eine entscheidende Rolle. Die wichtigsten im Kongress vertretenen Parteien sind das katalanische bürgerlich-nationalistische Parteienbündnis Convergència i Unió (CiU), die katalanischen Linksnationalisten Esquerra Republicana de Catalunya (ERC) und die baskisch-bürgerlichen Nationalisten Partido Nacionalista Vasco (PNV). Die meisten der regional organisierten Parteien treten für eine stärkere Autonomie ihrer Regionen ein, diese Forderungen gehen besonders bei den Basken und Katalanen bis hin zur staatlichen Unabhängigkeit, für dieses Ziel wird seit dem Ende des Franquismus wieder sehr massiv agiert (vgl. Plan Ibarretxe). Als größte Regionalpartei agiert die sozialdemokratische Partit dels Socialistes de Catalunya (PSC), die allerdings die fest verbundene Schwesterpartei von PSOE in Katalonien ist und somit nur formal eine Regionalpartei darstellt.
Neben der politischen Ausrichtung einer Partei ist auch die nationale Ausrichtung ein entscheidendes politisches Kriterium in Spanien. Die Partido Popular, die an einem gesamtspanischen Nationalismus (Staatsdoktrin im Franquismus) festhält und die Einheit und Unteilbarkeit der spanischen Nation betont, schneidet daher in Katalonien und im Baskenland schwach ab.

### Politische Indizes
| Name des Index                     | Indexwert    | Weltweiter Rang | Interpretationshilfe | Jahr |
| ---------------------------------- | ------------ | --------------- | --- | ---- |
| Fragile States Index               | 44 von 120   | 143 von 179     | Stabilität des Landes: stabiler 0 = sehr nachhaltig / 120 = sehr alarmierend Rang: 1 = fragilstes Land / 179 = stabilstes Land | 2024 |
| Demokratieindex                    | 8,13 von 10  | 21 von 167      | Vollständige Demokratie 0 = autoritäres Regime / 10 = vollständige Demokratie                                                  | 2024 |
| Freedom in the World Index         | 90 von 100   | —               | Freiheitsstatus: frei 0 = unfrei / 100 = frei                                                                                  | 2024 |
| Rangliste der Pressefreiheit       | 77,4 von 100 | 23 von 180      | Zufriedenstellende Lage für die Pressefreiheit 100 = gute Lage / 0 = sehr ernste Lage                                          | 2025 |
| Korruptionswahrnehmungsindex (CPI) | 56 von 100   | 46 von 181      | 0 = sehr korrupt / 100 = sehr sauber                                                                                           | 2024 |

### Politische Gliederung

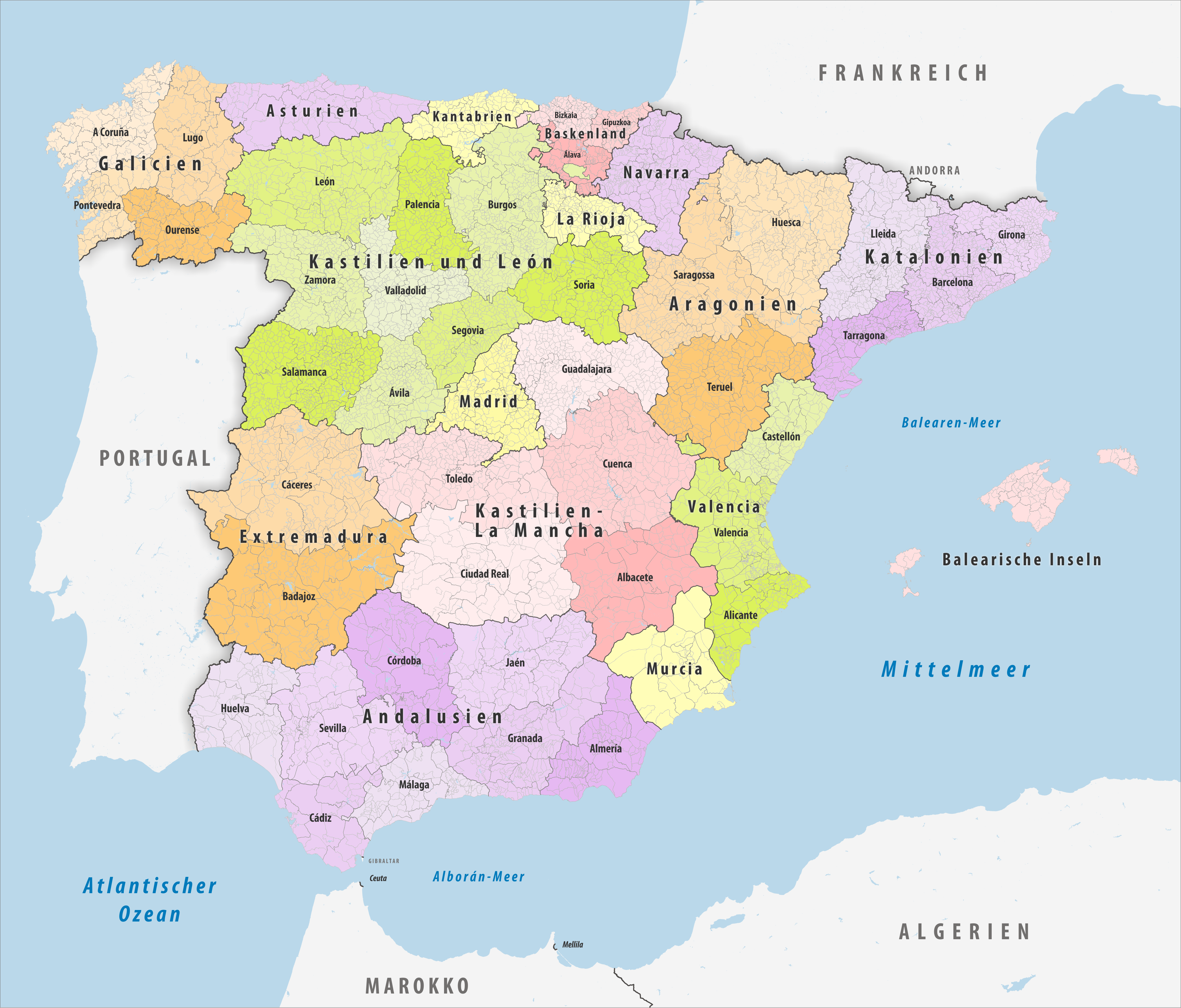
Administrative Gliederung Spaniens

Spanien gliedert sich in 17 Autonome Gemeinschaften oder Regionen (Comunidades Autónomas). Diese verfügen nicht über Eigenstaatlichkeit (Spanien ist also kein Bundesstaat), aber dennoch über einen Kompetenzumfang, der dem der deutschen Länder vergleichbar ist. Von diesen bestehen sieben (Asturien, Kantabrien, Navarra, La Rioja, Madrid, Murcia, Balearen) nur aus einer Provinz, die übrigen aus mehreren Provinzen.
Insgesamt gibt es 50 Provinzen. In den uniprovinzialen Autonomen Gemeinschaften nehmen diese gleichzeitig die der Provinz übertragenen Aufgaben wahr. Daneben existieren noch die zwei Autonomen Städte Ceuta und Melilla, die weder einer Autonomen Gemeinschaft noch einer Provinz zugeordnet sind. Gleiches gilt für die Plazas de soberanía vor der Küste Marokkos, die zwar unter spanischer Souveränität stehen, jedoch in keine Verwaltungsstrukturen eingebunden sind.
Die niedrigste Verwaltungsstufe sind die Gemeinden (municipios). In verschiedenen Autonomen Gemeinschaften existiert zwischen den Provinzen und den Gemeinden noch verschiedene Zwischenebenen. Diese Einheiten tragen verschiedene Bezeichnungen (comarcas, subcomarcas, veguerías, mancomunidades).
Seit langem gibt es ungelöste Konflikte um den Autonomiestatus des Baskenlandes und Kataloniens. Im Baskenland kämpfte die ETA von 1959 bis 2011 mit Gewalt und Terror für die Unabhängigkeit. Die explizit baskischen beziehungsweise katalanischen Parteien setzten sich dagegen auf rein politischem Weg für eine stark erweiterte Autonomie, „freie Angliederung an Spanien“ beziehungsweise Unabhängigkeit ihrer Regionen ein. In Katalonien versuchten katalanisch-nationalistische Politiker im sogenannten procés (2014 bis 2017) mit illegalen Referenden und Parlamentsbeschlüssen die Unabhängigkeit von Spanien zu erklären. Man beruft sich auf das Selbstbestimmungsrecht der Völker und will Volksabstimmungen durchführen, in denen die Bevölkerung der entsprechenden Region frei über den Status entscheiden kann. Vorbilder dafür sind unter anderem die Volksabstimmungen in Québec (1980, 1995) und Montenegro (2006). Die zentralspanischen Parteien PP, PSOE und VOX stehen diesen Plänen ablehnend gegenüber.

### Polizei

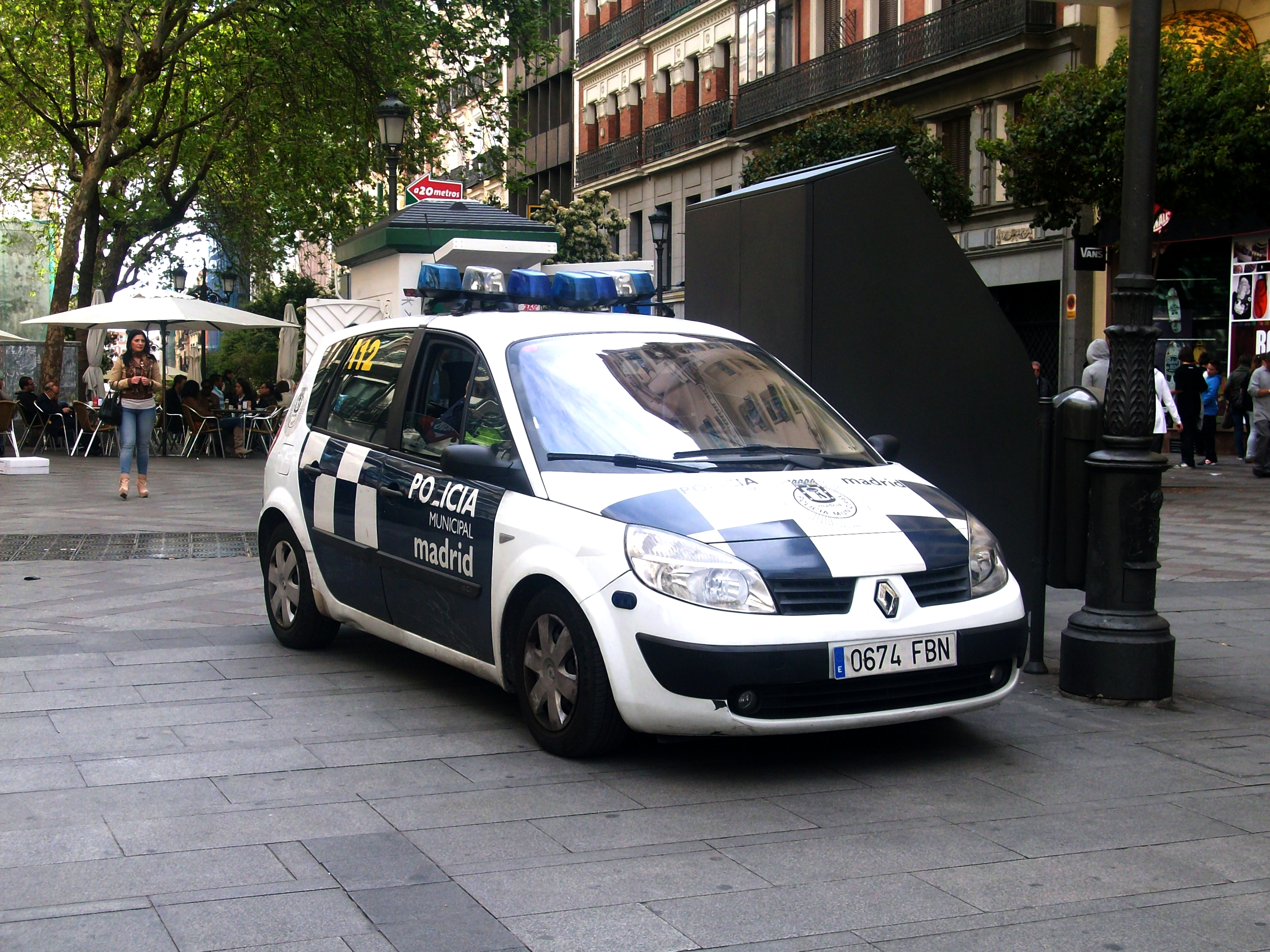
Streifenwagen der Policía Municipal de Madrid

Das Polizeisystem Spaniens ist aufgrund der politischen Gliederung Spaniens komplex. Es umfasst im Wesentlichen vier Arten von Polizeikörpern:
1. die gleichermaßen dem Verteidigungs- und Innenministerium unterstehende und militärisch organisierte Guardia Civil,
2. die gesamtstaatliche Nationalpolizei (Cuerpo Nacional de Policía – CNP) des Innenministeriums,
3. die Polizeien der Autonomen Gemeinschaften (Policía Autonómica), die bislang im Baskenland (Ertzaintza), in Katalonien (Mossos d’Esquadra), in Navarra (Policía Foral) und auf den Kanaren (Policía Canaria) aufgestellt wurden,
4. sowie die Gemeinde- und Stadtpolizeien (Guardia Urbana, Policía Local oder Policía Municipal genannt).

### Geheimdienste
Das Centro Nacional de Inteligencia (CNI; deutsch Nationales Nachrichtendienstzentrum) ist der spanische Geheimdienst, der im November 2002 offiziell per Gesetz gegründet wurde. Er geht auf mehrere geheime staatliche Organisationen der Franco-Zeit zurück, die offiziell nicht bekannt waren und keinen Namen trugen.

### Militär
Die Spanischen Streitkräfte (spanisch Fuerzas Armadas Españolas) gliedern sich in
- Heer (Ejército de Tierra)
- Marine (Armada Española) mit der Marineinfanterie Infantería de Marina
- Luftwaffe (Ejército del Aire)
- sowie die paramilitärische Guardia Civil und die
- 2005 gegründete Unidad Militar de Emergencias (UME, Militärische Notfalleinheit).

Weitere unabhängige Einheiten sind die Königliche Garde (Guardia Real) und die direkt dem Oberkommando unterstellte Spanische Legion.
Spanien hat mit Stand 2014 etwa 123.000 Soldaten und 16.000 Reservisten. Das Rückgrat der Landstreitkräfte bilden 327 Kampfpanzer. Die spanische Marine verfügt über 46 Schiffe, darunter einen Flugzeugträger und die Luftwaffe besitzt über 500 Fluggeräte (inklusive 216 Kampfflugzeuge).
Oberbefehlshaber der Spanischen Streitkräfte ist der Spanische König, derzeit Felipe VI. Das Militärbudget Spaniens beträgt 12,8 Milliarden Euro (1,2 % des BIP). Seit 2000 ist es möglich, dass Männer und Frauen, die Spanisch als Muttersprache sprechen aber keine spanischen Staatsbürger sind, in die Spanischen Streitkräfte eintreten können. Die Wehrpflicht wurde 2001 abgeschafft.

### Außen- und Europapolitik

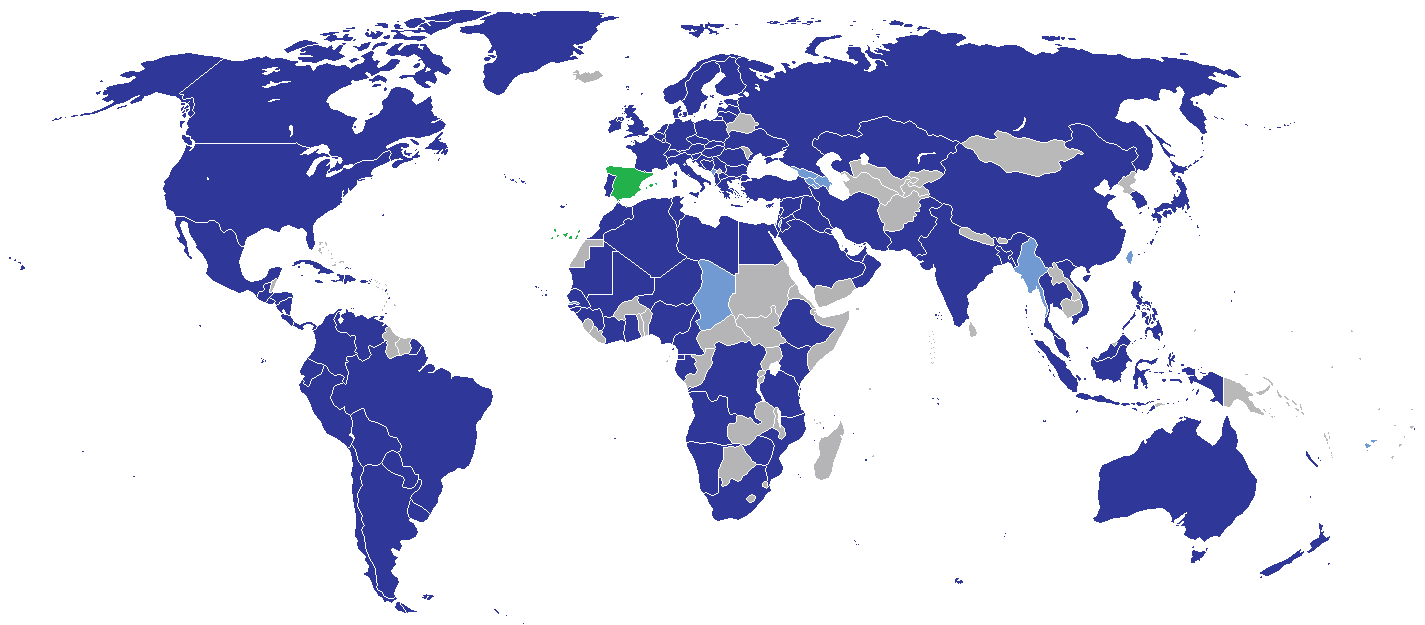
Standorte der diplomatischen Vertretungen Spaniens

Die außenpolitischen Schwerpunkte Spaniens liegen auf der EU-Integration, den Beziehungen zu Lateinamerika, Nordafrika und Nahost, der Mittelmeerpolitik sowie den transatlantischen Beziehungen. Spanien ist seit 1955 Mitglied der Vereinten Nationen und war 2015–2016 nichtständiges Mitglied im Sicherheitsrat.

Zu den Vereinigten Staaten unterhält Spanien enge Beziehungen und ist bestrebt, diese weiter auszubauen. Besonders enge kulturelle und gesellschaftliche Bindungen, und darauf aufbauend ein dichter politischer und wirtschaftlicher Austausch, bestehen zu Lateinamerika und der Karibik. Die seit 1991 stattfindenden Gipfeltreffen der iberoamerikanischen Staats- und Regierungschefs sind hierfür eine wichtige multilaterale Plattform. Zuletzt fand das Treffen am 28. und 29. Oktober 2016 in Cartagena de Indias (Kolumbien) statt. Der Schwerpunkt der spanischen Außenpolitik liegt auf Lateinamerika und Afrika. 

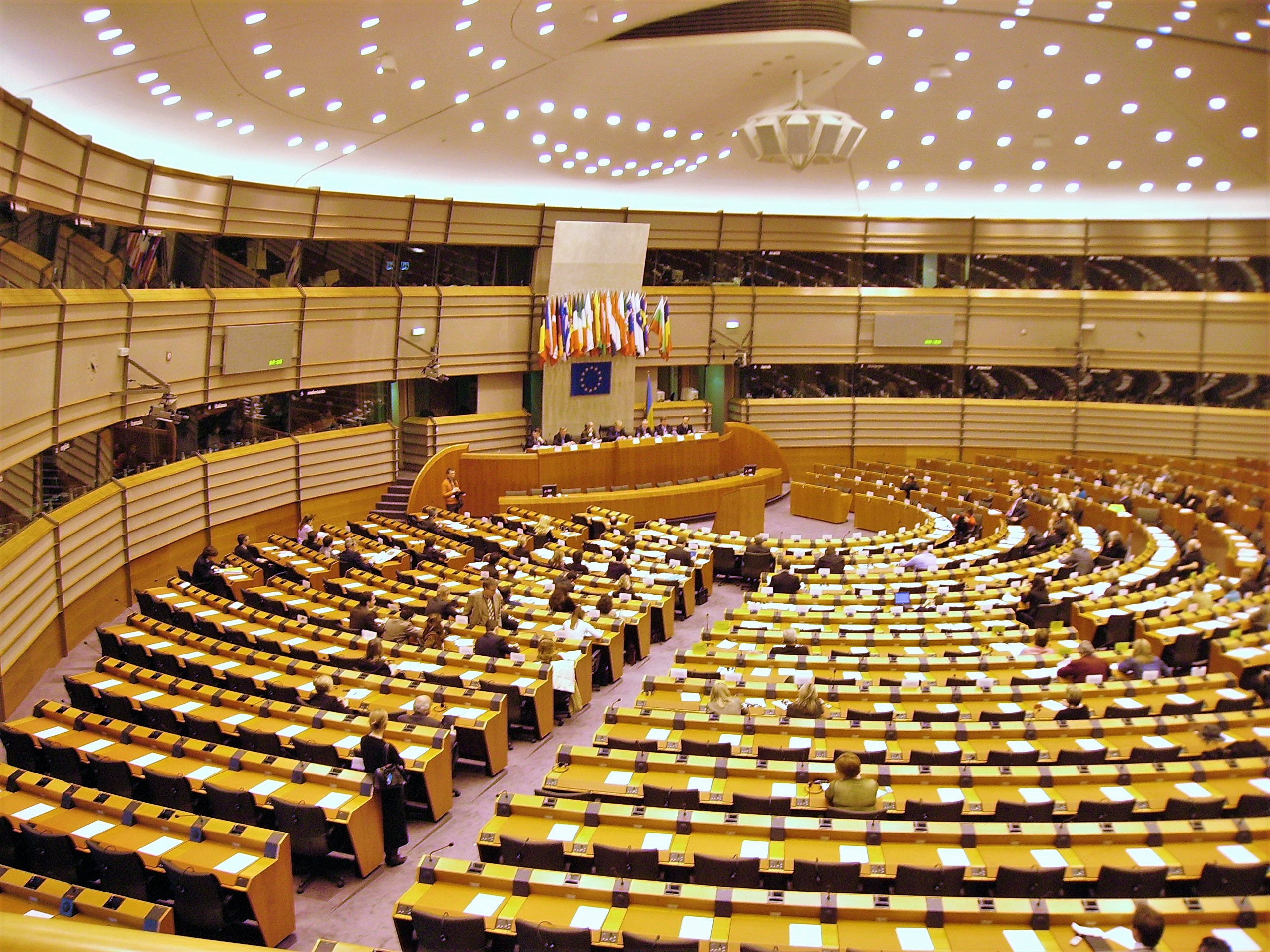
Plenarsaal des Europäischen Parlaments in Brüssel. Spanien ist einer von 27 Mitgliedsstaaten der Europäischen Union.

Spanien ist Mitglied der Europäischen Union (EU) seit dem 1. Januar 1986 sowie der Eurozone. Spanien gehört kontinentalen Organisationen wie der Organisation für Sicherheit und Zusammenarbeit in Europa (OSZE) und der Europäischen Verteidigungsagentur (EVA) an. Spanien zieht eine außerordentlich positive Bilanz seiner über 30-jährigen EU-Mitgliedschaft. Ein Großteil der Spanier verbindet die EU mit der Demokratisierung, Modernisierung und dem wirtschaftlichen Wachstum des Landes.
Spanien hatte fünfmal den Vorsitz der EU-Ratspräsidentschaft inne: in der ersten Hälfte des Jahres 1989, als die Verabschiedung des „Delors-Berichts“ genehmigt wurde; in der zweiten Hälfte des Jahres 1995, als der Name der künftigen europäischen Währung (des Euro) angenommen wurde; in der ersten Hälfte des Jahres 2002, als die ersten Euro-Münzen in Umlauf gebracht wurden; in der ersten Hälfte des Jahres 2010, als der Vertrag von Lissabon und die Triopräsidentschaft eingeführt wurden; und zuletzt in der zweiten Hälfte des Jahres 2023, als der Rat der Europäischen Union für Beitrittsverhandlungen mit der Republik Moldau und der Ukraine votierte.
Spanien hat mit seiner tendenziell proeuropäischen Einstellung eine Schlüsselrolle in bestimmten Initiativen gespielt. Von allen sind besonders zu erwähnen: die Entwicklung eines sozialen Europas; das Europa der Bürger und die Einführung der Europäischen Bürgerinitiative; die Bekämpfung der internationalen organisierten Kriminalität; die Schaffung einer gemeinsamen Einwanderungspolitik und die Stärkung der Außengrenzen; der Ausbau der Zusammenarbeit mit den Ländern des Mittelmeerraums und Nordafrikas; die Förderung des Dialogs für den Frieden im Nahen Osten; eine gemeinsame Agrar- oder Fischereipolitik; und das eindeutige Bekenntnis zu wirksamen Strategien gegen geschlechtsspezifische Gewalt bzw. bei Organtransplantationen.
Seit dem Beitritt Spaniens zur Europäischen Union haben viele Spanier verantwortungsvolle Positionen und eine wichtige Aktivität in den Institutionen eingenommen.

## Wirtschaft
Mit dem Plan de Estabilización 1959, dem demokratischen Wandel in der Zeit nach 1975, dem Beitritt zur Europäischen Gemeinschaft im Jahr 1986 und der Teilnahme an der Europäischen Wirtschafts- und Währungsunion hat Spanien die Grundlage für einen langanhaltenden wirtschaftlichen Aufschwung gelegt. Die Industrie des Landes wurde sukzessive liberalisiert und modernisiert. Hieraus sind einige international erfolgreich agierende Unternehmen hervorgegangen, zum Beispiel Iberia, Seat, Telefónica, Zara oder Endesa. Die Öffnung Spaniens für den internationalen Wettbewerb zog umfangreiche ausländische Direktinvestitionen nach sich.

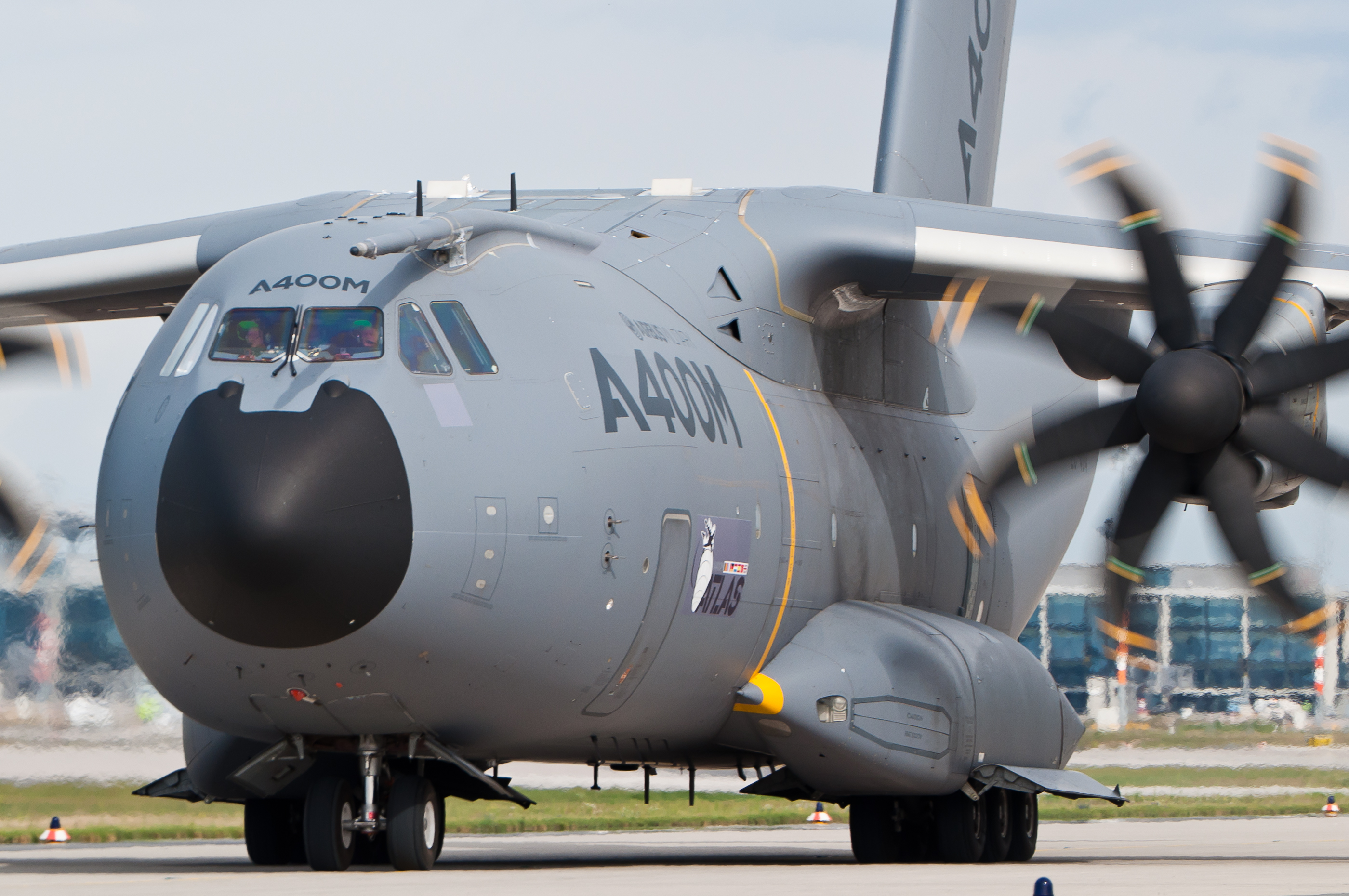
Die Endmontage des Airbus A400M findet in Sevilla, Spanien statt.

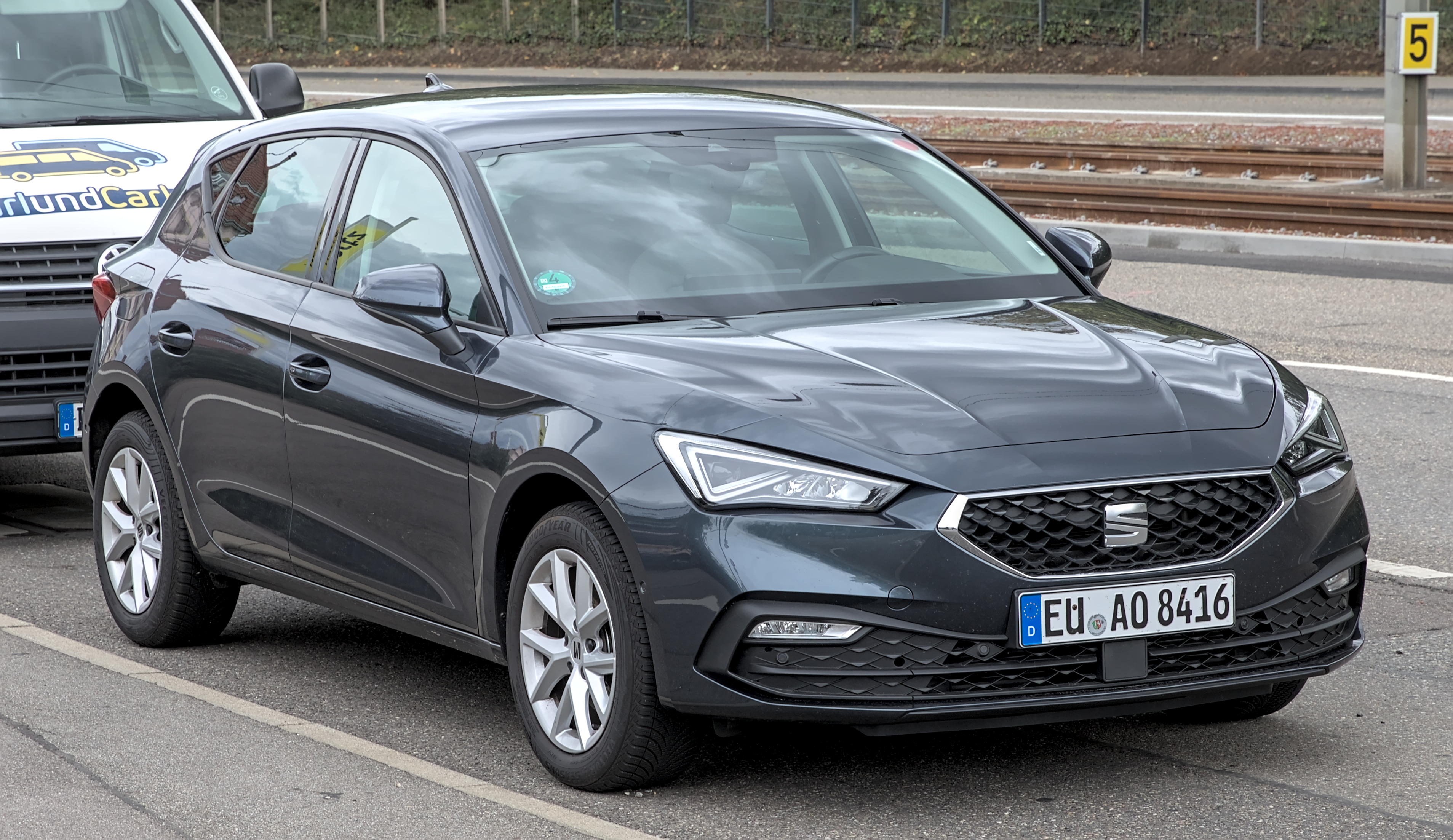
Ein Modell des Seat Leon. Seat ist ein wichtiger industrieller Arbeitgeber in Spanien.

Der Preis dafür waren allerdings starke Schrumpfungsprozesse in traditionellen Branchen, z. B. im Baskenland. Auch lag die durchschnittliche Beschäftigtenzahl der spanischen Unternehmen im Jahr 2011 mit 10 Mitarbeitern weit unter dem EU-Durchschnitt von 17 (zum Vergleich: Griechenland 5, Deutschland 35). 80 % der Unternehmen des produzierenden Gewerbes haben weniger als 10 Mitarbeiter, was auf geringe Konkurrenzfähigkeit der im Durchschnitt wenig innovativen Industrie hindeutet. Die Reindustrialisierung nach der Krise 2009–2013, die zu einem starken Einbruch der Industrieproduktion führte, schreitet nur langsam voran, obwohl gerade der damit verbundene Beschäftigungsabbau die Produktivität erhöhte. 2014 wurde zum ersten Mal ein Zuwachs der industriellen Produktion von 1,1 % verzeichnet.
Die drei größten Verlagsgruppen sind Grupo Vocento, die italienische RCS MediaGroup und PRISA.
Mit 81.880 Mitarbeitern (Ende 2006) befindet sich die weltgrößte Genossenschaft im Land, die Mondragón Corporación Cooperativa.
Spanien war, laut einer Studie der Bank Credit Suisse aus dem Jahre 2017, das Land mit dem zwölftgrößten nationalen Gesamtvermögen weltweit. Der Gesamtbesitz der Spanier an Immobilien, Aktien und Bargeld belief sich auf insgesamt 4.845 Milliarden US-Dollar. Das Vermögen pro erwachsene Person beträgt 129.578 Dollar im Durchschnitt und 63.369 Dollar im Median (Deutschland: 203.946 bzw. 47.091 Dollar). Der Gini-Koeffizient bei der Vermögensverteilung lag 2016 bei 68,0 was auf eine mittlere Vermögensungleichheit hindeutet.
2018 gab es in Spanien 25 Milliardäre. Reichste Person des Landes ist Amancio Ortega, der mit einem Vermögen von ca. 70 Milliarden US-Dollar zu den zehn reichsten Menschen der Welt gehört. Ortega ist Gründer des Textilunternehmens Inditex.
Die Schattenwirtschaft hat an der Wirtschaft einen Anteil von 21,5 % des BIP.
Die Verschuldung der öffentlichen Haushalte betrug im Jahre 2010 9,24 % des Bruttosozialproduktes. Damit wurde der von der Europäischen Union vorgegebene Grenzwert von 9,3 % geringfügig unterschritten.

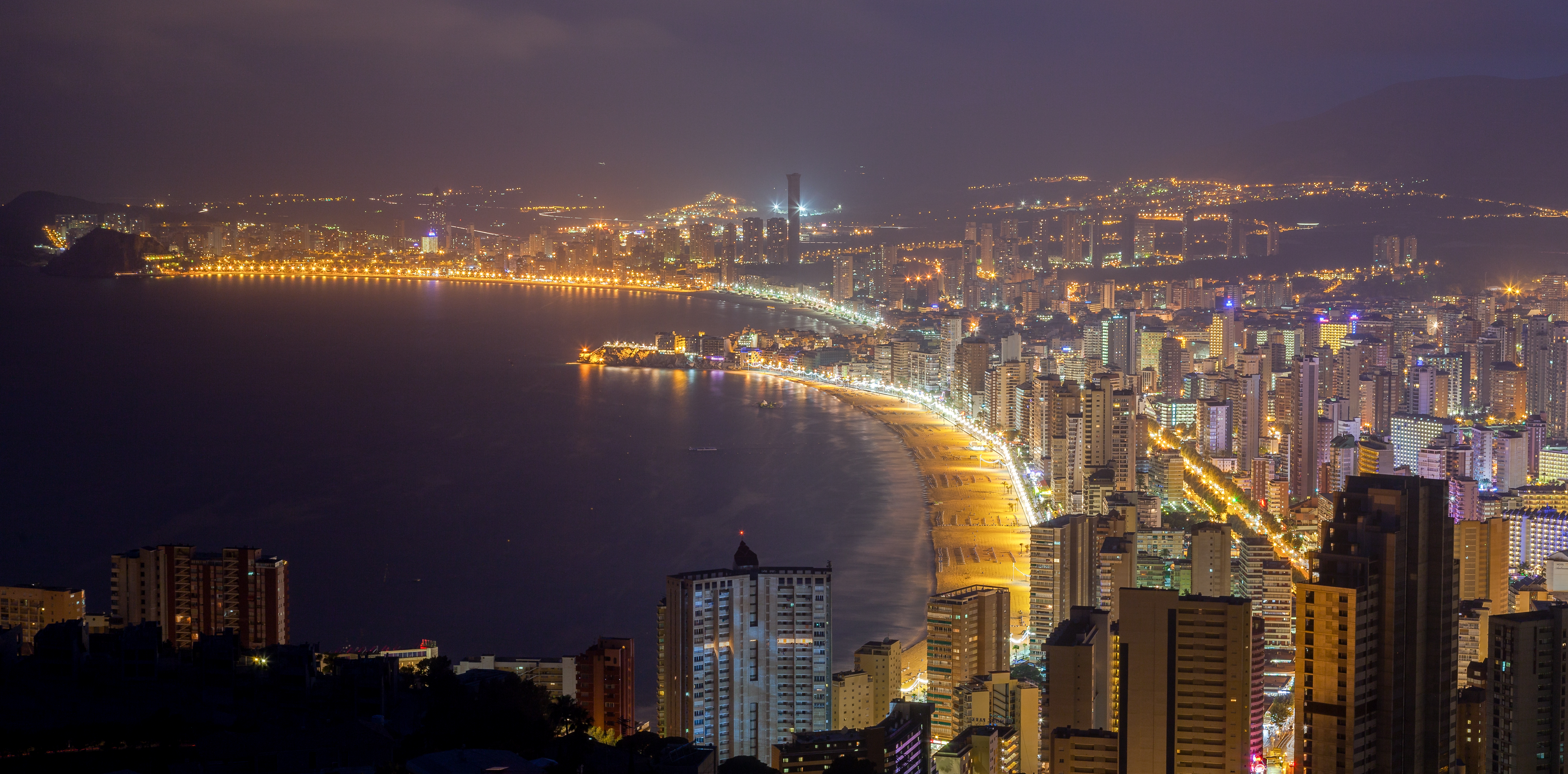
Blick aufs nächtliche Benidorm. Tourismus spielt eine wesentliche Rolle in Spaniens Wirtschaft.

Das Wachstum der vergangenen Jahre wurde wesentlich durch einen Immobilienboom getragen, mit dem die durchschnittliche Verschuldung pro Person schon 2005 auf 125 Prozent des Jahreseinkommens anstieg, das war dreimal mehr als vor einer Dekade.
Die Immobilienblase platzte im Verlauf der Finanzkrise ab 2007. Da die spanischen Banken fast nur Darlehen mit variablem Zins vergaben, so das Zinsrisiko auf die Kreditnehmer abwälzten und die Banken durch strikte Regulierung kaum in den Verfall der forderungsbesicherten Wertpapiere verstrickt waren, galten die spanischen Banken lange als relativ gesund.
Da aber der Immobiliensektor fast ein Drittel des BIP erwirtschaftete, wirkte sich der Crash deutlich auf die Wirtschaft aus. Da gleichzeitig die Immobilienpreise stark gefallen sind, im ersten Quartal 2009 im Vergleich zum Vorjahresquartal um 6,8 %, sind sehr viele Haushalte überschuldet. So stiegen auch die Kreditausfälle um das Vierfache an, die Ausfallrate liegt nach offiziellen Angaben bei 5 %. In Spanien kostet eine Immobilie das 7,2fache des durchschnittlichen Jahreseinkommens eines Haushalts. In Großbritannien kosteten sie nur das 4,6fache und in den Vereinigten Staaten lediglich das Dreifache. Der spanische Markt gilt somit weiterhin als deutlich überteuert, so dass ein andauernder Preisverfall zu erwarten ist.

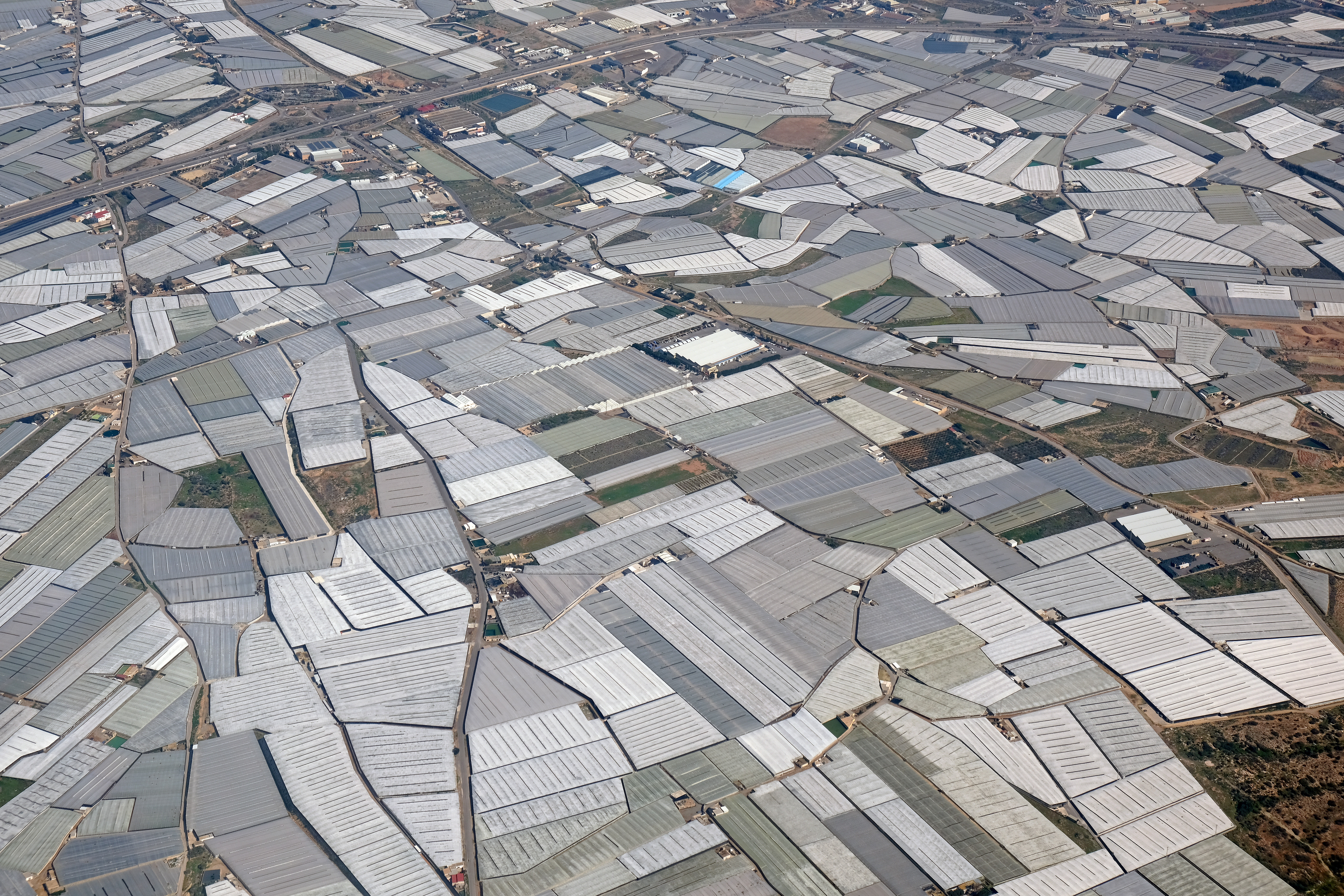
Gewächshäuser bei El Ejido

Im März 2009 musste die regionale Sparkasse Caja Castilla la Mancha mit einem Milliardenkredit von der Zentralbank gestützt werden. Das Institut soll bis zu neun Milliarden Euro an Liquiditätshilfen erhalten, für welche die Regierung eine Garantie abgibt.
Am 25. Juni 2012 beantragte Wirtschaftsminister Luis de Guindos bei der Europäischen Union im Namen der spanischen Regierung finanzielle Hilfe für die Rekapitalisierung der spanischen Kreditinstitute. Pauschal hatten die Euro-Partner Spanien bereits 100 Milliarden Euro in Aussicht gestellt. Nach einer Entspannung der Lage im spanischen Finanzsektor verließ das Land im Januar 2014 den Euro-Rettungsschirm. Während der 18-monatigen Laufzeit der Hilfsmaßnahmen erhielt Spanien insgesamt 41,4 Milliarden Euro zur Unterstützung der Kreditinstitute.
Die Arbeitslosenquote betrug auf der Grundlage der Berechnung der Europäischen Union im November 2012 saisonbereinigt 26,6 %. 2006 hatte sie noch bei 7,6 % gelegen, im November 2008 bei 13,4 %. Damit erreichte die Arbeitslosenquote damals den höchsten Stand in der Europäischen Union. Gleichzeitig stieg auch die Arbeitslosenquote der unter 25-Jährigen auf 56,5 % (November 2012), hinter Griechenland der zweithöchste Stand in der Europäischen Union. Aufgrund des seit Ende 2013 einsetzenden Wirtschaftsaufschwungs sank die Arbeitslosenquote bis Januar 2016 auf 20,5 Prozent (4,68 Millionen Arbeitslose) und im Juni 2018 auf 15,2 %. Im Jahr 2017 betrug die Jugendarbeitslosigkeit 39,4 %. 2009 arbeiteten 4,2 % aller Arbeitskräfte in der Landwirtschaft, 24 % in der Industrie und 71,7 % im Dienstleistungssektor. Die Gesamtzahl der Beschäftigten wird für 2017 auf 22,75 Millionen geschätzt; davon sind 46,4 % Frauen. Im Global Competitiveness Index, der die Wettbewerbsfähigkeit eines Landes misst, belegt Spanien Platz 34 von 137 Ländern (Stand 2017–2018). Im Index für wirtschaftliche Freiheit belegt das Land 2017 Platz 69 von 180 Ländern.

### Währung

Spanien ist Teil des Europäischen Binnenmarkts. Zusammen mit 19 weiteren EU-Mitgliedstaaten (blau) bildet es eine Währungsunion, die Eurozone.

Die Währung in Spanien ist seit dem 1. Januar 1999 der Euro, der wie in allen Ländern der Eurozone ab 2002 die bisherige landeseigene Währung (Peseta) auch als offizielles Zahlungsmittel ersetzte. Der Wechselkurs zur vorigen Währung, pesetas (Pts) oder singular (Pta), betrug: 1 € = 166,386 Pts beziehungsweise 1 Pts = 0,6010 €-Cent. Nach wie vor werden noch Preise in Peseten angegeben, gerade bei teuren Gütern, die nicht allzu häufig gekauft werden, wie Autos oder Wohnungen. Als großzügig abkürzende Größenordnung werden hierbei gerne Millionen Pts, Million Pesetas verwendet: so kostet eine Wohnung in der Umgangssprache 25 Millionen Pts oder ein Auto 2 Millionen Pts.
In Gesprächen wird gelegentlich noch die Währungseinheit Duro benutzt. Ein Duro entspricht 5 Peseten, also ungefähr 3 Cent. Um von Euro auf Duro umzurechnen, reicht es, den Eurobetrag durch 3 zu dividieren und anschließend zwei Nullen anzuhängen (oder mit 100 multiplizieren). Während der Umstellungsphase auf den Euro wurden die Spanier mit der eingängigen Devise Vom Duro zum Euro auf die neue Währung eingestimmt.

### Bruttoinlandsprodukt
Nach Angaben des Internationalen Währungsfonds war Spanien im Jahr 2016 die vierzehntgrößte Volkswirtschaft weltweit. Im Rahmen der Finanzkrise 2009 schrumpfte die spanische Wirtschaftskraft um 3,8 %. Es folgten Jahre der Rezession und Stagnation. Die spanische Volkswirtschaft ließ diese langanhaltende Rezession im dritten Quartal 2013 mit 0,1 Prozent Wachstum nach neun rückläufigen Quartalen hinter sich. Das Wachstum des Bruttoinlandsproduktes (BIP) lag im Jahr 2014 bei 1,4 % und 2015 bei 3,2 %.
Das Bruttoinlandsprodukt Spaniens betrug 2016 ca. 1.113,8 Milliarden Euro Milliarden Euro. Das entsprach einem Wachstum im Vergleich zum Vorjahr von 3,2 %. Das BIP pro Kopf lag im selben Jahr bei 23.970 Euro.
Die Struktur der spanischen Wirtschaft weist eine für Industrienationen typische Verteilung auf:
- 68 % Dienstleistungen,
- 20 % verarbeitende Industrie,
- 9 % Bauwirtschaft,
- 3 % Landwirtschaft.

Wichtigste Wirtschaftszweige der spanischen Wirtschaft sind der Tourismus, das Bauwesen, die Kommunikations- und Informationstechnik, metallverarbeitende Industrie, Maschinenbau, Landwirtschaft und Petrochemie.
Spanien ist geprägt von großen wirtschaftlichen Unterschieden zwischen den einzelnen Autonomen Gemeinschaften. In stark industrialisierten Regionen wie dem Baskenland, Madrid, Navarra oder Katalonien, lag das BIP pro Kopf ausgedrückt in Kaufkraftstandards im Jahr 2014 zwischen 8 und 25 Prozent über dem Schnitt der Europäischen Union, während die eher landwirtschaftlich geprägten Regionen wie beispielsweise Extremadura, Kastilien-La Mancha oder Andalusien nur zwischen 63 und 72 Prozent des EU-Durchschnitts erreichten.
| Pos. | Autonome Gemeinschaft | BIP je Kopf, KKS, (EU-28 = 100) (2014) | BIP je Kopf in EUR (nominal) (2017) |
| ---- | --------------------- | -------------------------------------- | ----------------------------------- |
| 1.   | Madrid                | 123                                    | 33.809                              |
| 2.   | Baskenland            | 120                                    | 33.088                              |
| 3.   | Navarra               | 112                                    | 30.914                              |
| 4.   | Katalonien            | 109                                    | 29.936                              |
| –    | EU-28                 | 100                                    | 27.500                              |
| 5.   | Aragonien             | 97                                     | 27.403                              |
| 6.   | La Rioja              | 95                                     | 26.044                              |
| 7.   | Balearische Inseln    | 94                                     | 25.772                              |
| –    | Spanien               | 91                                     | 25.000                              |
| 8.   | Kastilien und León    | 86                                     | 23.555                              |
| 9.   | Kantabrien            | 82                                     | 22.513                              |
| 10.  | Galicien              | 82                                     | 22.497                              |
| 11.  | Valencia              | 80                                     | 22.055                              |
| 12.  | Asturien              | 80                                     | 22.046                              |
| 13.  | Murcia                | 75                                     | 20.585                              |
| 14.  | Kanarische Inseln     | 74                                     | 20.425                              |
| 15.  | Kastilien-La Mancha   | 72                                     | 19.681                              |
| 16.  | Ceuta                 | 71                                     | 19.524                              |
| 17.  | Andalusien            | 67                                     | 18.470                              |
| 18.  | Melilla               | 65                                     | 17.945                              |
| 19.  | Extremadura           | 63                                     | 17.262                              |

### Tourismus

Karte Spaniens mit namentlicher Aufteilung der Küste

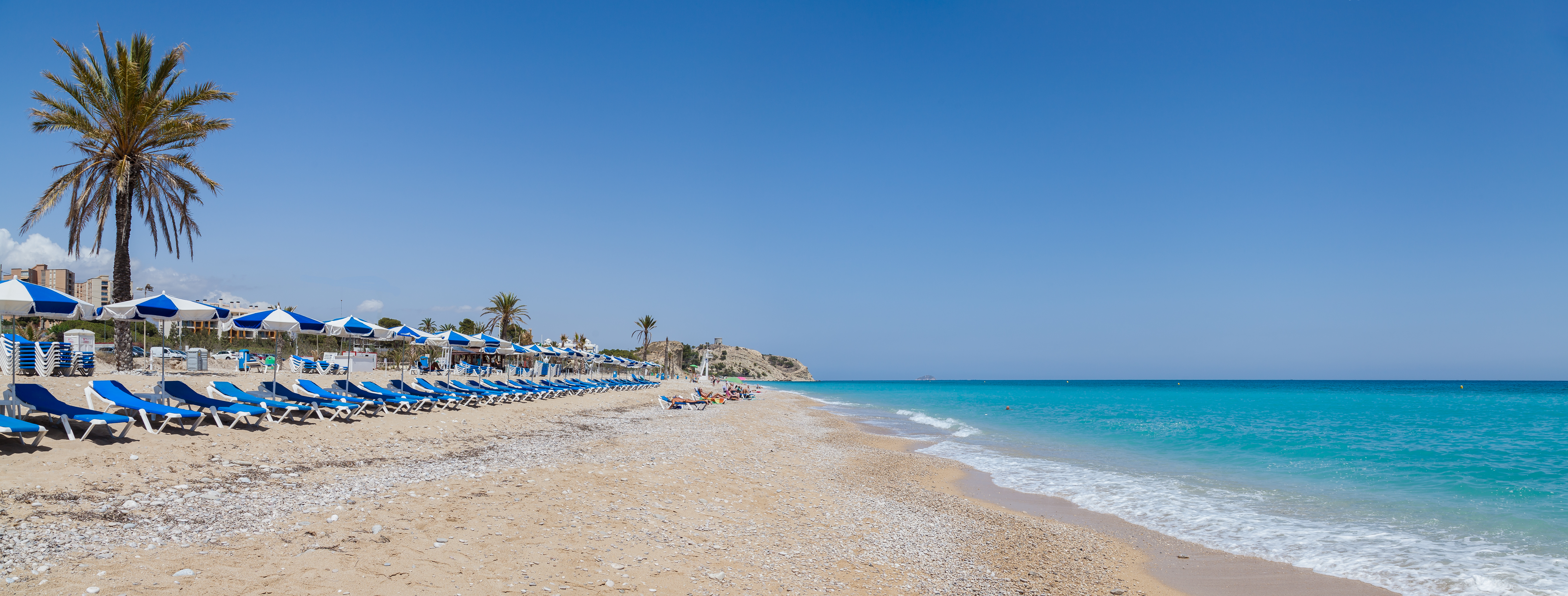
Badetourismus am Strand bei Villajoyosa

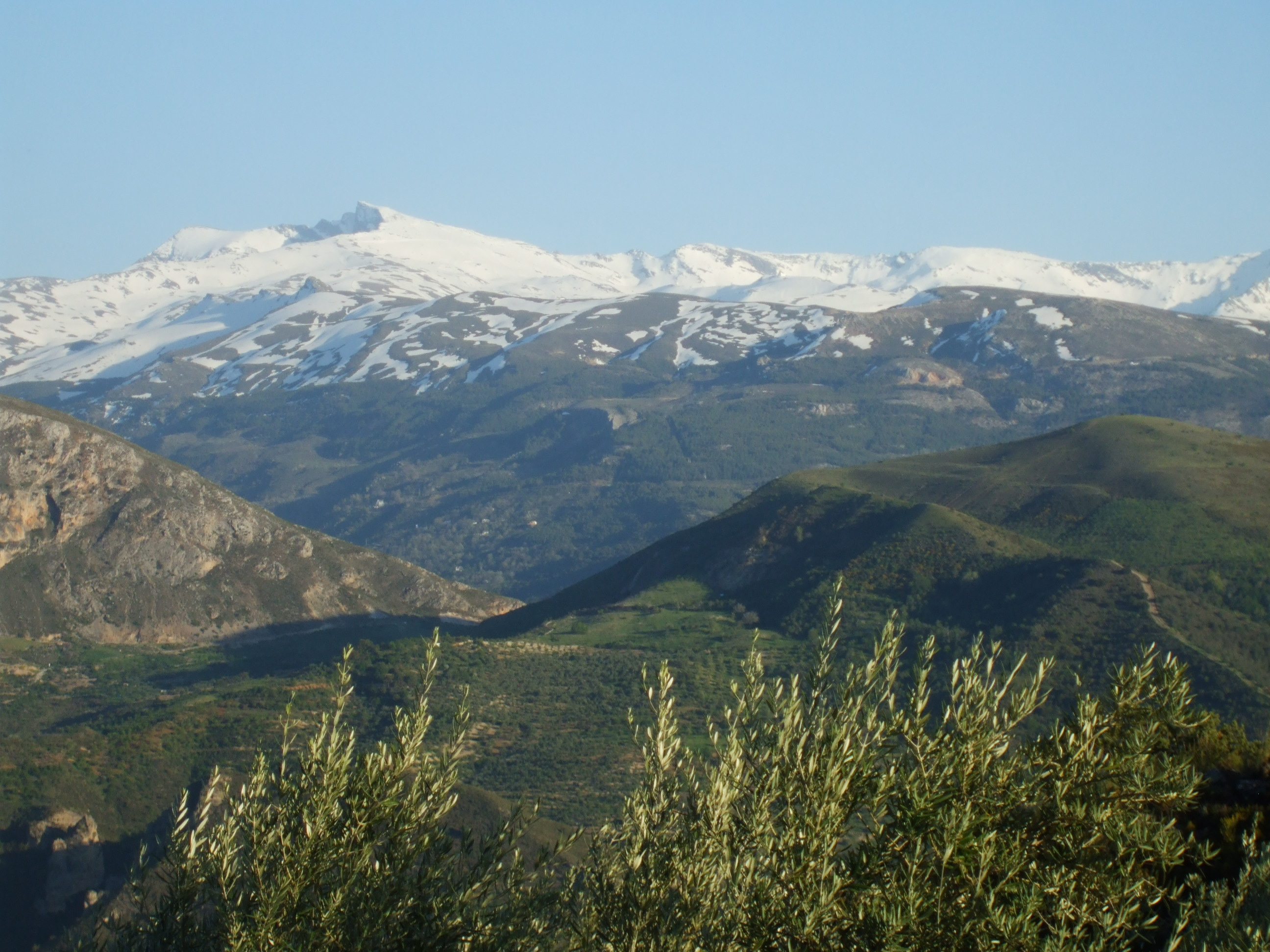
Die Sierra Nevada: Pico del Veleta

Spanien wurde 2005 von 55,6 Millionen besucht und 2016 von 75,6 Millionen ausländischen Touristen besucht; damit lag es nach Frankreich und den Vereinigten Staaten an der dritten Stelle in der weltweiten Reisestatistik. 2016 kamen 22,1 Millionen Touristen aus dem Vereinigten Königreich, 15,2 Millionen aus Frankreich und an 11,4 Millionen aus Deutschland. Die Kanarischen Inseln waren das wichtigste touristische Ziel in Spanien: 31,4 Prozent aller Touristen reisten dorthin. Zweitwichtigstes Reiseziel Katalonien (24 Millionen Touristen). Danach folgt Andalusien mit 12,5 sowie Madrid mit 10,6 Millionen Touristen. Der Tourismus brachte Spanien Einnahmen von über 60 Milliarden US-Dollar.
Spanien hatte 2017 laut dem Bericht zur Wettbewerbsfähigkeit von Reisen und Tourismus des Weltwirtschaftsforums den wettbewerbsfähigsten Tourismussektor der Welt.
Während der COVID-19-Pandemie hatte die Branche hohe Einnahmeausfälle. 2023 kamen 85,1 Millionen ausländische Touristen; sie gaben fast 109 Milliarden Euro aus. Einheimische in touristischen Regionen klagen über hohe Immobilienpreise und die hohe Zahl der Touristen.
Beliebte Reiseziele (mit viel besuchten Orten) sind:
- Pyrenäen
- Balearen
- Kanarische Inseln
  - Teneriffa
- Costa Brava
  - Barcelona
  - Girona (spanisch Gerona)
  - Lloret de Mar
  - Roses (spanisch Rosas)
- Costa Daurada (spanisch Costa Dorada)
  - Salou
- Costa del Sol
- Costa de la Luz
- Costa Blanca
  - Benidorm
  - Dénia
- Sierra Nevada
- Costa Verde

### Landwirtschaft

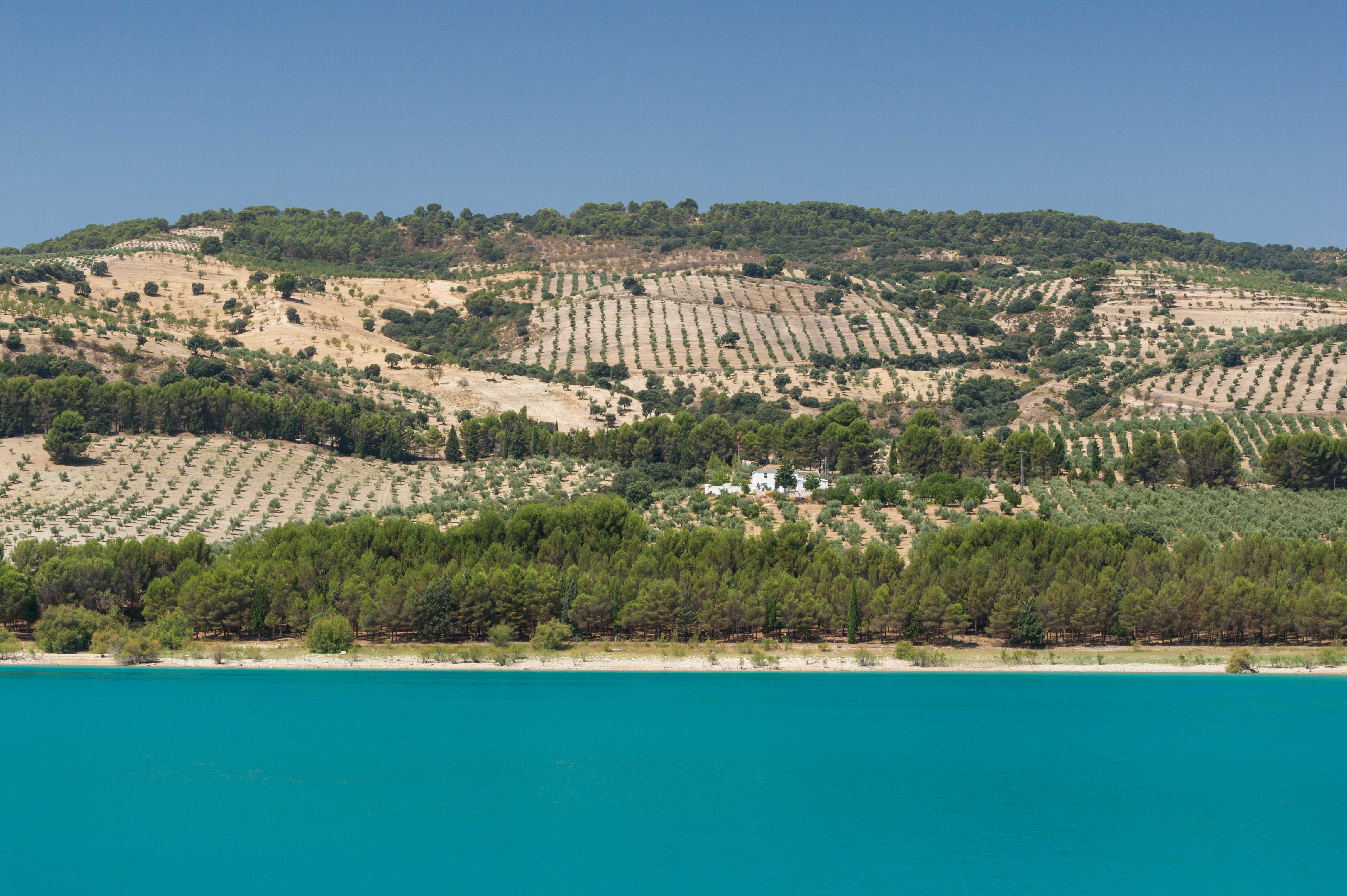
Oliven-Anbaugebiet bei Arenas del Rey in Andalusien

54 % der Landesfläche werden landwirtschaftlich genutzt, Bewässerungsfeldbau wird auf etwa 20,1 % der Anbaufläche betrieben. 144.000 Quadratkilometer der Landesfläche sind bewaldet.
In Spanien werden folgende Agrarprodukte produziert: Getreide (vor allem Weizen und Mais), Gemüse, Oliven, Weintrauben, Zuckerrüben, Zitrusfrüchte wie Orangen und Zitronen, Fleisch (u. a. Schafe, Ziegen, Kaninchen und Geflügel), Milchprodukte (z. B. Manchego-Käse), Seefisch und Meeresfrüchte. Spanien ist zudem seit 2004 das einzige europäische Land mit einer signifikanten transgenen Anbaufläche (vor allem genveränderter Mais). Der Spanische Weinbau ist bedeutend, jedoch durch die Folgen der globalen Erwärmung stark gefährdet. Unter anderem von der Wasserknappheit ist indes die gesamte Landwirtschaft betroffen. 2023 hat Kataloniens Regierung den Wasserfuhr-Notstand ausgerufen. Besonders betroffen ist dort die Region um Barcelona. Bereits seit einigen Jahren werden in Spanien vermehrt Meerwasserentsalzungsanlagen in Betrieb genommen, um neben dem Bedarf der Landwirtschaft auch jener des Tourismus decken zu können. Inzwischen werden in Spanien, mit Stand 2024, bereits rund 80 % der Agrarflächen künstlich bewässert.

### Wohnungen
Viele spanische Familien haben neben einer Wohnung in der Stadt ein Wochenendhaus auf dem Land oder am Meer. Nach Zahlen der Banco de España gab es Ende 2005 in Spanien rund 23,7 Millionen Wohnungen (spanisch Piso) und 15,39 Millionen Haushalte. Damit kommen auf einen spanischen Haushalt 1,54 Wohnungen, die höchste Rate der Welt. 85 % der spanischen Wohnungen werden von ihren Eigentümern bewohnt, 15 % vermietet.
Der spanische Durchschnittspreis für eine neue Wohnung beträgt 2510 €/m² (Dezember 2005). Die Wohnungspreise sind regional unterschiedlich.

### Energiewirtschaft
Der Primärenergieverbrauch Spaniens erreichte 2007 sein Maximum, sank nach dem Platzen der Immobilienblase bis 2009 deutlich ab und war dann bis 2018 ungefähr gleichbleibend.
Spanien bezog bis Ende 2021 rund 40 Prozent den benötigten Erdgases aus Algerien. Aus diplomatischen Gründen (Spanien versöhnte sich mit Marokko; dies löste eine schwere Krise mit Algerien aus, der Schutzmacht der Polisario-Befreiungsfront, die für die Unabhängigkeit der ehemaligen spanischen Kolonie kämpft) erhöhte Spanien dann seine Gasimporte aus den Vereinigten Staaten.
Primärenergieverbrauch nach Energieträgern
Die wichtigste Energiequelle Spaniens ist das Erdöl, welches 2018 44,3 % der Primärenergie lieferte. Insgesamt machen fossile Brennstoffe (Erdöl 44,3 %, Erdgas mit 20,9 % und Kohle mit 8,9 %) 74,1 % der verbrauchten Primärenergie aus. Im Jahr 2010 mussten 73,9 % der Primärenergiequellen importiert werden.
| Energieträger           | 1994 (%) | 2009 (%) | 2010 (%) | 2014 (%) | 2018 (%) |
| ----------------------- | -------- | -------- | -------- | -------- | -------- |
| Erdöl                   | 53,5     | 48,8     | 47,3     | 42,8     | 44,3     |
| Erdgas                  | 6,7      | 23,8     | 23,5     | 20,0     | 20,9     |
| Kernenergie             | 14,8     | 10,5     | 12,2     | 12,6     | 11,2     |
| Erneuerbare Energie     | 6,5      | 9,3      | 11,1     | 14,6     | 13,8     |
| Kohle                   | 18,4     | 8,1      | 6,4      | 10,1     | 8,9      |
| Außenhandelssaldo Strom | 0,1      | −0,5     | −0,5     | −0,25    | 0,7      |

Stromerzeugung
Elektrische Energie machte im Jahr 2009 21,5 Prozent der verbrauchten Endenergie aus. Im Jahr 2010 wurden in Spanien 288.563 GWh Strom erzeugt. Der größten Anteil (23 %) davon wurde in Gas-und-Dampf-Kombikraftwerken produziert, weitere 7 % stammten aus Kohlekraftwerken. Die insgesamt sechs Kernkraftwerke lieferten 22 %, 16 % stammten aus Windkraftanlagen, weitere 16 % aus Wasserkraftwerken und 2 % aus Solaranlagen. Spanien war 2010 mit 43.692 GWh größter europäischer Erzeuger von elektrischer Energie aus Windenergie geworden und lag in diesem Jahr auch vor der Bundesrepublik Deutschland.
Im Jahr 2021 wurde die Windenergie zur wichtigsten Art der Stromerzeugung in Spanien.
| Energieart                   | Anteil (%) 2010 | Anteil (%) 2020 |
| ---------------------------- | --------------- | --------------- |
| Gas-und-Dampf-Kombikraftwerk | 23              | 17,8            |
| Kernenergie                  | 22              | 22,2            |
| Wasserkraft                  | 16              | 11,9            |
| Windenergie                  | 16              | 21,7            |
| Kohle                        | 7               | 2,0             |
| Solarenergie                 | 2               | 7,9             |
| Erdöl, Erdgas                | 1               | 1,7             |
| Rest                         | 13              | 14,8            |

In Kraftwerken des Typs Gas-und-Dampf-Kombikraftwerk wird hauptsächlich Gas verwendet. Unter die restlichen Energiearten fallen weitere erneuerbare Energien (2 %) und sonstige Energieformen „energias cogenerativas“.
Kernenergie
In Spanien sind derzeit sechs Kernkraftwerke mit acht Reaktorblöcken und einer installierten Bruttoleistung von insgesamt 7716 MW am Netz.
1983 wurde ein Moratorium verabschiedet, das den Atomausstieg einleiten sollte. Auch nach 1983 wurden noch mehrere Reaktorblöcke fertiggestellt, jedoch wurden Neubaupläne verschoben und im Jahr 1994 endgültig verworfen. In dieser Legislaturperiode hat die Regierungspartei (sozialistische Partei) eine Kehrtwende vollzogen. Am 15. Februar 2011 hatte das spanische Parlament eine Gesetzesänderung beschlossen, nach der die auf 40 Jahre festgesetzte Höchstbetriebsdauer der Kernkraftwerke aufgehoben wurde.
In Spanien gibt es Gesetze, die den weiteren Ausbau der Kernenergie untersagen.
Erneuerbare Energien
Die Stromerzeugung aus erneuerbaren Energiequellen stieg vom Jahr 2010 mit 35,4 % über 2020 mit 43,6 % auf 46,7 % im Jahr 2021.
Mit einer installierten Windenergiekapazität von 23.170 MW lag Spanien 2014 hinter China, den Vereinigten Staaten, Deutschland und Indien an fünfter Stelle weltweit. Bis Ende 2023 war die installierte Windkraftwerksleistung auf 30.569 MW gestiegen. Ebenfalls einen Aufschwung erlebt die Solarenergie, so lag die installierte Kapazität aus Photovoltaikanlagen zum Stand Ende 2023 bei 30.613 MW (2007: ca. 900 MW, 2010: 3643 MW, 2015: ca. 4500 MW, 2022: 23311 MW). Ebenso befinden sich mit Andasol 1, 2 und 3 (je 50 MW) die derzeit (2012) größten Sonnenwärmekraftwerke Europas in Spanien. Im Februar 2022 war eine Kapazität von 2.304 MW an Sonnenwärmekraftwerken installiert (2010: 682 MW).

### Finanzwirtschaft
Die spanischen Wertpapierbörsen sind regional gegliedert: Madrider Börse, Bolsa de Barcelona, Bolsa de Valencia und Bolsa de Bilbao. Seit 2002 sind sie zur nationalen Börse Bolsas y Mercados Españoles mit ihrem Leitindex IBEX 35 vereint. Außerdem verfügt die Regierung mit der Cofides über eine Entwicklungsbank, die Staatsfonds-ähnlichen Charakter besitzt.

### Wirtschaftskennzahlen
Die wichtigen Wirtschaftskennzahlen Bruttoinlandsprodukt BIP, Inflation, Haushaltssaldo und Außenhandel entwickelten sich in den letzten Jahren folgendermaßen:
| Entwicklung des BIP (nominal)  | Entwicklung des BIP (nominal) | Entwicklung des BIP (nominal) | Entwicklung des BIP (nominal) | Entwicklung des BIP (nominal) | Entwicklung des BIP (nominal) | Entwicklung des BIP (nominal) | Entwicklung des BIP (nominal) | Entwicklung des BIP (nominal) | Entwicklung des BIP (nominal) | Entwicklung des BIP (nominal) | Entwicklung des BIP (nominal) |
| absolut (in Mrd. Euro)         | absolut (in Mrd. Euro)        | absolut (in Mrd. Euro)        | absolut (in Mrd. Euro)        | absolut (in Mrd. Euro)        | absolut (in Mrd. Euro)        | absolut (in Mrd. Euro)        | absolut (in Mrd. Euro)        | absolut (in Mrd. Euro)        | absolut (in Mrd. Euro)        | absolut (in Mrd. Euro)        | absolut (in Mrd. Euro)        |
| ------------------------------ | ----------------------------- | ----------------------------- | ----------------------------- | ----------------------------- | ----------------------------- | ----------------------------- | ----------------------------- | ----------------------------- | ----------------------------- | ----------------------------- | ----------------------------- |
| Jahr                           | 2013                          | 2014                          | 2015                          | 2016                          | 2017                          | 2018                          | 2019                          | 2020                          | 2021                          | 2022                          | 2023                          |
| BIP in Mrd. Euro               | 1020                          | 1032                          | 1078                          | 1114                          | 1162                          | 1203                          | 1245                          | 1119                          | 1222                          | 1346                          | 1462                          |
| Quelle: Eurostat (Stand 2024)  |                               |                               |                               |                               |                               |                               |                               |                               |                               |                               |                               |
| Entwicklung des BIP (real)     |                               |                               |                               |                               |                               |                               |                               |                               |                               |                               |                               |
| je Einwohner (in Tausend Euro) |                               |                               |                               |                               |                               |                               |                               |                               |                               |                               |                               |
| Jahr                           | 2013                          | 2014                          | 2015                          | 2016                          | 2017                          | 2018                          | 2019                          | 2020                          | 2021                          | 2022                          | 2023                          |
| BIP je Einw. (in Tsd. Euro)    | 21,90                         | 22,22                         | 23,22                         | 23,98                         | 24,98                         | 25,76                         | 26,44                         | 23,64                         | 25,80                         | 28,17                         | 30,32                         |
| Quelle: Eurostat (Stand 2024)  |                               |                               |                               |                               |                               |                               |                               |                               |                               |                               |                               |

| Veränderung des Bruttoinlandsprodukts (BIP), real | Veränderung des Bruttoinlandsprodukts (BIP), real | Veränderung des Bruttoinlandsprodukts (BIP), real | Veränderung des Bruttoinlandsprodukts (BIP), real | Veränderung des Bruttoinlandsprodukts (BIP), real | Veränderung des Bruttoinlandsprodukts (BIP), real | Veränderung des Bruttoinlandsprodukts (BIP), real | Veränderung des Bruttoinlandsprodukts (BIP), real | Veränderung des Bruttoinlandsprodukts (BIP), real | Veränderung des Bruttoinlandsprodukts (BIP), real | Veränderung des Bruttoinlandsprodukts (BIP), real | Veränderung des Bruttoinlandsprodukts (BIP), real | Veränderung des Bruttoinlandsprodukts (BIP), real | Veränderung des Bruttoinlandsprodukts (BIP), real | Veränderung des Bruttoinlandsprodukts (BIP), real | Veränderung des Bruttoinlandsprodukts (BIP), real |
| in % gegenüber dem Vorjahr                        | in % gegenüber dem Vorjahr                        | in % gegenüber dem Vorjahr                        | in % gegenüber dem Vorjahr                        | in % gegenüber dem Vorjahr                        | in % gegenüber dem Vorjahr                        | in % gegenüber dem Vorjahr                        | in % gegenüber dem Vorjahr                        | in % gegenüber dem Vorjahr                        | in % gegenüber dem Vorjahr                        | in % gegenüber dem Vorjahr                        | in % gegenüber dem Vorjahr                        | in % gegenüber dem Vorjahr                        | in % gegenüber dem Vorjahr                        | in % gegenüber dem Vorjahr                        | in % gegenüber dem Vorjahr                        |
| ------------------------------------------------- | ------------------------------------------------- | ------------------------------------------------- | ------------------------------------------------- | ------------------------------------------------- | ------------------------------------------------- | ------------------------------------------------- | ------------------------------------------------- | ------------------------------------------------- | ------------------------------------------------- | ------------------------------------------------- | ------------------------------------------------- | ------------------------------------------------- | ------------------------------------------------- | ------------------------------------------------- | ------------------------------------------------- |
| Jahr                                              | 2009                                              | 2010                                              | 2011                                              | 2012                                              | 2013                                              | 2014                                              | 2015                                              | 2016                                              | 2017                                              | 2018                                              | 2019                                              | 2020                                              | 2021                                              | 2022                                              | 2023                                              |
| Veränderung in % gg. Vj.                          | −3,6                                              | 0,2                                               | −0,8                                              | −3,0                                              | −1,4                                              | 1,4                                               | 3,8                                               | 3,0                                               | 3,0                                               | 2,3                                               | 2,0                                               | −11,3                                             | 6,4                                               | 5,8                                               | 2,5                                               |
| Quelle: Eurostat (Stand 2024)                     |                                                   |                                                   |                                                   |                                                   |                                                   |                                                   |                                                   |                                                   |                                                   |                                                   |                                                   |                                                   |                                                   |                                                   |                                                   |

| Entwicklung der Inflationsrate | Entwicklung der Inflationsrate | Entwicklung der Inflationsrate | Entwicklung der Inflationsrate | Entwicklung der Inflationsrate | Entwicklung der Inflationsrate | Entwicklung der Inflationsrate | Entwicklung des Haushaltssaldos                    | Entwicklung des Haushaltssaldos                    | Entwicklung des Haushaltssaldos                    | Entwicklung des Haushaltssaldos                    | Entwicklung des Haushaltssaldos                    | Entwicklung des Haushaltssaldos                    | Entwicklung des Haushaltssaldos                    |
| in % gegenüber dem Vorjahr     | in % gegenüber dem Vorjahr     | in % gegenüber dem Vorjahr     | in % gegenüber dem Vorjahr     | in % gegenüber dem Vorjahr     | in % gegenüber dem Vorjahr     | in % gegenüber dem Vorjahr     | in % des BIP („minus“ = Defizit im Staatshaushalt) | in % des BIP („minus“ = Defizit im Staatshaushalt) | in % des BIP („minus“ = Defizit im Staatshaushalt) | in % des BIP („minus“ = Defizit im Staatshaushalt) | in % des BIP („minus“ = Defizit im Staatshaushalt) | in % des BIP („minus“ = Defizit im Staatshaushalt) | in % des BIP („minus“ = Defizit im Staatshaushalt) |
| ------------------------------ | ------------------------------ | ------------------------------ | ------------------------------ | ------------------------------ | ------------------------------ | ------------------------------ | -------------------------------------------------- | -------------------------------------------------- | -------------------------------------------------- | -------------------------------------------------- | -------------------------------------------------- | -------------------------------------------------- | -------------------------------------------------- |
| Jahr                           | 2018                           | 2019                           | 2020                           | 2021                           | 2022                           | 2023                           | Jahr                                               | 2018                                               | 2019                                               | 2020                                               | 2021                                               | 2022                                               | 2023                                               |
| Inflationsrate                 | 1,7                            | 0,8                            | −0,3                           | 3,0                            | 8,3                            | 3,5                            | Haushalts- saldo                                   | −2,6                                               | −3,1                                               | −10,1                                              | −6,9                                               | −4,7                                               | −3,6                                               |
| Quelle: Eurostat (Stand 2024)  |                                |                                |                                |                                |                                |                                |                                                    |                                                    |                                                    |                                                    |                                                    |                                                    |                                                    |

| Haupthandelspartner (2023) | Haupthandelspartner (2023) | Haupthandelspartner (2023) | Haupthandelspartner (2023) |
| Ausfuhr (in %) nach        | Ausfuhr (in %) nach        | Einfuhr (in %) von         | Einfuhr (in %) von         |
| -------------------------- | -------------------------- | -------------------------- | -------------------------- |
| Frankreich                 | 15,0                       | Deutschland                | 10,3                       |
| Deutschland                | 10,1                       | Volksrepublik China        | 10,1                       |
| Italien                    | 8,3                        | Frankreich                 | 8,8                        |
| Portugal                   | 8,0                        | Vereinigte Staaten         | 6,5                        |
| Vereinigtes Königreich     | 5,8                        | Italien                    | 6,3                        |
| Vereinigte Staaten         | 4,7                        | Niederlande                | 4,5                        |
| Belgien                    | 3,8                        | Portugal                   | 3,7                        |
| sonstige Länder            | 44,3                       | sonstige Länder            | 49,7                       |
| Quelle: gtai               |                            |                            |                            |

| Hauptprodukte des Außenhandels (2023) | Hauptprodukte des Außenhandels (2023) | Hauptprodukte des Außenhandels (2023) | Hauptprodukte des Außenhandels (2023) |
| Ausfuhrgüter (Anteil in %)            | Ausfuhrgüter (Anteil in %)            | Einfuhrgüter (Anteil in %)            | Einfuhrgüter (Anteil in %)            |
| ------------------------------------- | ------------------------------------- | ------------------------------------- | ------------------------------------- |
| Kfz und -Teile                        | 15,5                                  | Chemische Erzeugnisse                 | 14,2                                  |
| Chemische Erzeugnisse                 | 15,3                                  | Kfz und -Teile                        | 14,0                                  |
| Nahrungsmittel                        | 13,9                                  | Nahrungsmittel                        | 9,4                                   |
| Maschinen                             | 6,9                                   | Erdöl                                 | 7,9                                   |
| Textilien/Bekleidung                  | 4,7                                   | Maschinen                             | 7,4                                   |
| Quelle: gtai                          |                                       |                                       |                                       |

| Entwicklung des Außenhandels                                  | Entwicklung des Außenhandels                                  | Entwicklung des Außenhandels                                  | Entwicklung des Außenhandels                                  | Entwicklung des Außenhandels                                  | Entwicklung des Außenhandels                                  | Entwicklung des Außenhandels                                  |
| in Mrd. Euro und seine Veränderung gegenüber dem Vorjahr in % | in Mrd. Euro und seine Veränderung gegenüber dem Vorjahr in % | in Mrd. Euro und seine Veränderung gegenüber dem Vorjahr in % | in Mrd. Euro und seine Veränderung gegenüber dem Vorjahr in % | in Mrd. Euro und seine Veränderung gegenüber dem Vorjahr in % | in Mrd. Euro und seine Veränderung gegenüber dem Vorjahr in % | in Mrd. Euro und seine Veränderung gegenüber dem Vorjahr in % |
| ------------------------------------------------------------- | ------------------------------------------------------------- | ------------------------------------------------------------- | ------------------------------------------------------------- | ------------------------------------------------------------- | ------------------------------------------------------------- | ------------------------------------------------------------- |
|                                                               | 2021                                                          | 2021                                                          | 2022                                                          | 2022                                                          | 2023                                                          | 2023                                                          |
|                                                               | Mrd. US$                                                      | % gg. Vj.                                                     | Mrd. US$                                                      | % gg. Vj.                                                     | Mrd. US$                                                      | % gg. Vj.                                                     |
| Einfuhr                                                       | 426,1                                                         | 29,2                                                          | 499,1                                                         | 17,1                                                          | 469,0                                                         | −6,0                                                          |
| Ausfuhr                                                       | 391,6                                                         | 25,5                                                          | 424,3                                                         | 8,4                                                           | 420,2                                                         | −1,0                                                          |
| Saldo                                                         | −34,5                                                         |                                                               | −74,8                                                         |                                                               | −48,9                                                         |                                                               |
| Quelle: gtai                                                  |                                                               |                                                               |                                                               |                                                               |                                                               |                                                               |

### Staatshaushalt
Der Staatshaushalt umfasste 2016 Ausgaben von 512 Milliarden US-Dollar dem standen Einnahmen von 461 Milliarden US-Dollar gegenüber. Daraus ergibt sich ein Haushaltsdefizit in Höhe von 51 Milliarden US-Dollar beziehungsweise 4,1 Prozent des Bruttoinlandsprodukts (BIP). Die Staatsverschuldung betrug 2014 99,3 Prozent des BIP.
Durch verschiedene Sparprogramme konnte das Haushaltsdefizit von 11,0 Prozent im Jahre 2009 auf 4,1 im Jahr 2016 gesenkt werden. Von der Bewertungsagentur Standard & Poor’s werden die Staatsanleihen des Landes mit der Note A− bewertet (Stand 2018). Durch das zurückgehende Haushaltsdefizit und die verbesserte Wirtschaftslage konnte der spanische Staat seine Kreditwürdigkeit verbessern.
| Jahr               | 2005    | 2006    | 2007    | 2008    | 2009    | 2010    | 2011    | 2012    | 2013    | 2014    |
| ------------------ | ------- | ------- | ------- | ------- | ------- | ------- | ------- | ------- | ------- | ------- |
| Staatsverschuldung | 42,3 %  | 38,9 %  | 35,5 %  | 39,4 %  | 52,7 %  | 60,1 %  | 69,5 %  | 90,0 %  | 100,5 % | 105,1 % |
| Haushaltssaldo     | 1,2 %   | 2,2 %   | 2,0 %   | −4,4 %  | −11,0 % | −9,4 %  | −9,5 %  | −10,4 % | −6,9 %  | −5,9 %  |
|                    |         |         |         |         |         |         |         |         |         |         |
| Jahr               | 2015    | 2016    | 2017    | 2018    | 2019    | 2020    | 2021    | 2022    | 2023    |         |
| Staatsverschuldung | 103,3 % | 102,8 % | 101,9 % | 100,5 % | 98,2 %  | 120,3 % | 116,8 % | 111,6 % | 107,7 % |         |
| Haushaltssaldo     | −5,3 %  | −4,5 %  | −3,1 %  | −2,6 %  | −3,1 %  | −10,1 % | −6,7 %  | −4,7 %  | −3,6 %  |         |
| Quelle: Eurosta    |         |         |         |         |         |         |         |         |         |         |

### Gewerkschaften
Die beiden größten Gewerkschaftsbünde
- Unión General de Trabajadores (UGT)[127] und
- Confederación Sindical de Comisiones Obreras (CC.OO.)[128]

sind Mitglieder des Internationalen Gewerkschaftsbundes (IGB) und des Europäischen Gewerkschaftsbundes (EGB).
Die Zahl der Mitglieder in den zur UGT gehörenden Einzelgewerkschaften wird mit 880.000 Mitgliedern angegeben, für die CC:OO mit 800.000 (Stand: November 2017).

## Infrastruktur
Spaniens Infrastruktur ist aufgrund des jahrelangen Baubooms hervorragend ausgebaut. Auch der ansteigende Tourismus machte den Aufbau eines modernen Schienen-, Straßen und Luftverkehrsnetzes nötig. Allerdings konnten nach dem Platzen der Blase viele Bauprojekte nicht vollendet werden; sie stehen immer noch unvollendet in der Gegend.

### Straßennetz

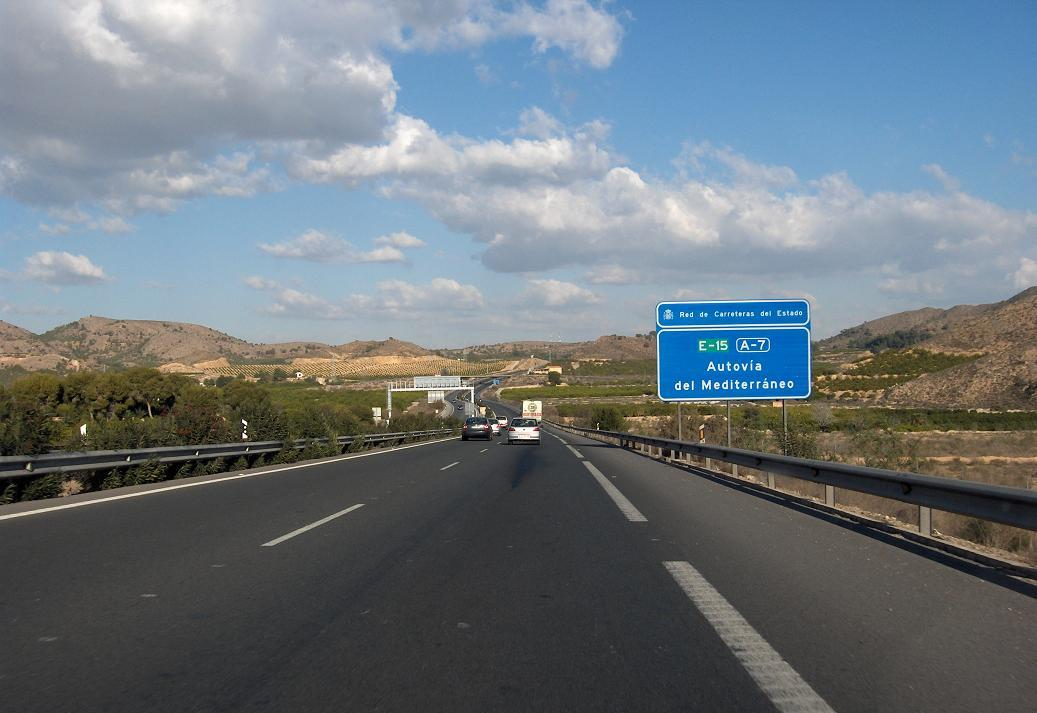
Spanische Autobahn

Im Jahr 2019 gab es in Spanien 519 Kraftfahrzeuge pro 1000 Einwohner. Dieser Wert lag im Jahr 2000 bei 429, 2008 bei 479 und 2014 bei 475.
78 Prozent der Bevölkerung leben in Städten. In Ballungsräumen wie Madrid oder Barcelona sind die Straßennetze im Berufsverkehr überlastet. Zum Teil gibt es Verkehrsleitsysteme wie in Valencia.
Spanien verfügt über ein gut ausgebautes Straßen- und Autobahnnetz von 663.795 Kilometern Länge. Die Straßen sind zum allergrößten Teil befestigt. Das Fernstraßennetz umfasst Nationalstraßen, carreteras nacionales, und Autobahnen, die sogenannten autovías (gebührenfrei) und autopistas (teilweise mautpflichtig, de peaje). An den Zahlstellen der gebührenpflichtigen autopistas kann mit Bargeld oder Kreditkarte bezahlt werden. Außerdem kann mit der sogenannten Telepeaje bezahlt werden. Dabei führt man einen Sensor im Auto mit, der automatisch registriert, wenn an einer Mautstelle vorbeigefahren wird. Die Mautschranke öffnet sich anschließend automatisch.
Teilweise verlaufen gebührenpflichtige Autobahnabschnitte parallel zu gebührenfreien. Rund um Ballungszentren gibt es meist gebührenfreie autovías, einzige Fernverbindungen sind gebührenpflichtig.
Die Höchstgeschwindigkeit beträgt innerhalb geschlossener Ortschaften 50 km/h, auf Landstraßen 90 km/h, falls ein Randstreifen von mindestens 1,5 m Breite oder eine zusätzliche Fahrspur vorhanden ist 100 km/h sowie auf Autobahnen 120 km/h. In geschlossenen Ortschaften muss nachts immer mit Abblendlicht gefahren werden.
Die Verwarnungsgelder sind in Spanien im Vergleich zu Deutschland wesentlich höher. Bezahlt man einen Strafzettel innerhalb von in der Regel 14 Tagen, hat dies einen 50-prozentigen Nachlass zur Folge. Auf Bürgersteigen dürfen weder Motorräder noch Autos abgestellt werden. Ein (wenn auch nur teilweises) Abstellen auf dem Gehweg hat ein sofortiges Abschleppen zur Folge. Das Parken vor Fußgängerüberwegen wird weniger streng geahndet als in Deutschland. Vielerorts herrscht eine akute Parkplatznot. Eine durchgezogene gelbe Linie am Fahrbahnrand weist auf ein Parkverbot hin. Die lokale Polizei besitzt oftmals eigene Abschleppwagen. Die Parkgebühren in Ballungsräumen liegen auf demselben Niveau wie in Metropolen im deutschsprachigen Raum.
Sehr hohe Geschwindigkeitsüberschreitungen, gefährliches Rowdytum im Straßenverkehr oder Fahren unter erheblichem Alkoholeinfluss kann als Straftat gewertet werden und Haftstrafen nach sich ziehen.
Seit Juli 2004 sind in Spanien Warnwesten gesetzlich vorgeschrieben. Diese müssen bei Unfällen und Pannen getragen werden. Reservelampen für die Fahrzeugbeleuchtung und zwei rote Warndreiecke müssen ebenso im Kraftfahrzeug mitgeführt werden. Grüne Versicherungskarten sind nicht Pflicht.
Der Straßenverkehr des Landes gilt als sehr sicher. 2013 kamen in Spanien insgesamt 3,7 Verkehrstote auf 100.000 Einwohner (In Deutschland waren es im selben Jahr 4,3 Tote). Es kamen 1730 Personen im Straßenverkehr ums Leben. Das Land hat eine im weltweiten Vergleich hohe Motorisierungsrate: 2016 kamen 611 Kraftfahrzeuge auf 1.000 Einwohner (in Deutschland waren es 610 Fahrzeuge).
Fahrrad
Als Verkehrsmittel wird das Fahrrad erst in jüngerer Zeit häufiger genutzt, wenn auch die spanische Fahrrad-Kultur der mitteleuropäischer Städte noch nachsteht. Radwege waren lange Zeit nur in touristischen Regionen bekannt. In den meisten größeren Städten Spaniens ist das Netz der Fahrradwegen gewachsen. Das Angebot und die Nutzung von städtischen Fahrradverleihsystemen ist verbreitet. Es verfügen Barcelona (seit März 2007), Madrid (seit 2014), Girona, Alicante, Saragossa, Sevilla, Valencia, Burgos, Pamplona, Albacete, Salamanca über Radverleihsysteme. Weitere Städte sollen folgen.
Der Individualfahrradverkehr (neben den Fahrradverleihsystemen) nimmt zu. In den großen Städten mit dichtem Kfz-Verkehr und überfüllten öffentlichen Verkehrsmitteln ist das Fahrrad eine schnelle und kostengünstige Alternative. Die Infrastruktur ist stellenweise sehr gut ausgebaut. Etwa in Barcelona wurden bis 2013 mehr als 182 km Fahrradwege gebaut.
Die Radwege sind mit Ampeln und auf stark befahrenen Hauptstraßen mit Trennlinien und verankerten Trennsteine aus Gummi bzw. Kunststoff vom übrigen Verkehr getrennt.
Die bestehenden Netze werden in der Regel gut angenommen und erweitert.
Im Großraum Madrid haben Autobahnen teilweise eine eigene Fahrradspur.
In Spanien ist das Nebeneinanderfahren von zwei Radfahrern erlaubt.
Fernbusnetz
Aufgrund der geringen Eisenbahndichte verfügt Spanien über ein sehr gut ausgebautes Busnetz. In kleinen und großen Städten gibt es spezielle Busbahnhöfe. Das Busnetz verbindet insbesondere kleinere Städte und Dörfer, aber es gibt auch überregionale Linien und internationale Verbindungen. Busfahren ist in Spanien vergleichsweise günstig.

### Schifffahrt
Die größten Seehäfen sind in Algeciras, Barcelona, Valencia, Bilbao, Gijón und Santa Cruz de Tenerife. Zwischen der Iberischen Halbinsel und den Balearen sowie den Kanaren gibt es eine Reihe von Fährverbindungen.
Für die Binnenschifffahrt wurden im 18. und 19. Jahrhundert der Canal Imperial de Aragón und der Canal de Castilla gebaut. Inzwischen dienen diese jedoch nur noch dem Transport von Trinkwasser. Zum Zwecke der Wasser- und Energieversorgung wurden im 20. Jahrhundert in allen großen Flussläufen zahlreiche Talsperren errichtet, so dass die Flüsse des Landes nicht mehr schiffbar sind. Die einzige Ausnahme ist der Guadalquivir zwischen Sevilla und dem Atlantik. Dieser Abschnitt ist auch für Hochseeschiffe befahrbar. Die zahlreichen Stauseen im Landesinneren werden aber für den Wassersport genutzt. Im Rahmen der Expo 2008 wurde im Stadtgebiet von Saragossa ein Personenschiffsverkehr auf dem Ebro eingerichtet.

### Eisenbahn

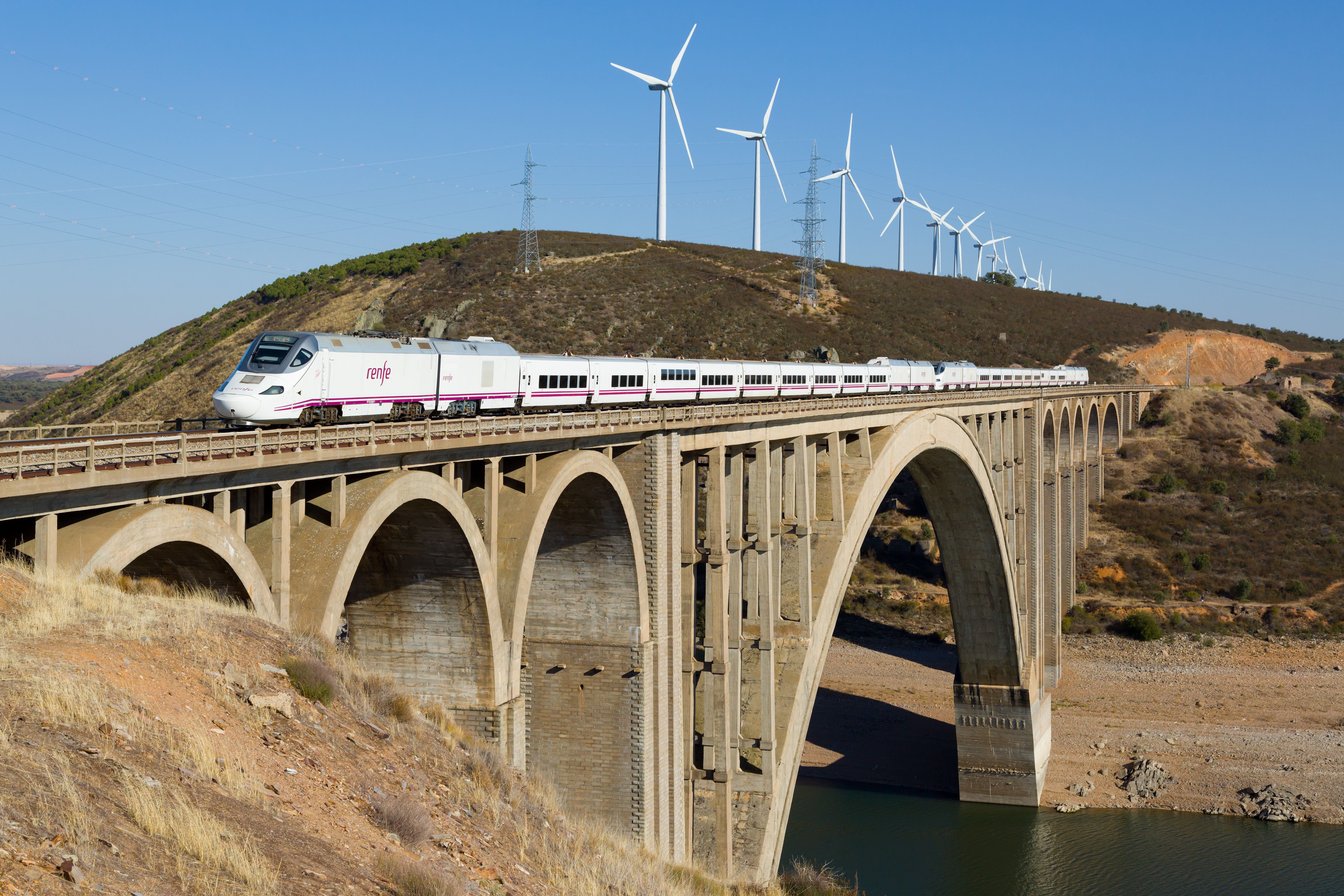
Hochgeschwindigkeitszug der RENFE-Baureihe 730 auf dem Viaducto Martín Gil

Das Netz in Iberischer Breitspur (1668 mm) der staatlichen Eisenbahngesellschaft Red Nacional de los Ferrocarriles Españoles (RENFE) wird durch ein normalspuriges Hochgeschwindigkeitsnetz mit dem Namen Alta Velocidad Española (AVE) ergänzt, das 2013 eine Länge von 2276 Kilometern hatte.
Das Niveau der anfänglichen Zuverlässigkeit und Pünktlichkeit ist in diesem Netz nach Unfällen und anderen Problemen im Jahr 2024 nicht mehr anzutreffen.
Das Fernverkehrssystem wird Grandes Líneas genannt, der Hochgeschwindigkeitsverkehr ist hiervon ausgenommen. Die RENFE betreibt in den Ballungszentren lokale S-Bahn-Netze, die sogenannten Cercanías.
In folgenden Regionen gibt es Cercanías-Netze: Asturias, Barcelona, Bilbao, Cádiz, Madrid, Málaga, Murcia/Alicante, Santander, San Sebastián, Saragossa, Sevilla und Valencia. Schmalspurstrecken werden sowohl von den regionalen Gesellschaften SFM, Euskotren, FGC und FGV, als auch von der staatlichen Renfe Feve betrieben.
Die spanischen Fernverkehrszüge der Grandes Líneas werden in Tag- und Nachtzüge unterschieden. Tagzüge sind der Alaris, Altaria, Arco, Euromed, Talgo, Intercity und Diurno. Nachtzüge sind der Trenhotel und Estrella. Diese Zugtypen unterscheiden sich in ihrer Bauart und fahren auf festgelegten Strecken. Eine Klassifizierung nach der Zug-Geschwindigkeit und Haltepunktdichte wie im deutschen Sprachraum gibt es in Spanien nicht. Fahrkarten werden nicht für eine Strecke, sondern für ein Produkt verkauft.
Der spanische Schienengüterverkehr hat eine Transportleistung von jährlich 8,9 Milliarden Tonnenkilometern und hat damit einen der niedrigsten Anteile am Modal Split in der EU. Nur in den Inselstaaten und dem inselreichen Griechenland ist der Bahnanteil am Güterverkehr niedriger.
Die Städte Barcelona, Bilbao, Madrid, Valencia, Sevilla, Palma und Málaga verfügen über U-Bahn- oder Metronetze. Einige Städte wie Alicante, Bilbao, Santa Cruz de Tenerife/La Laguna, Madrid und Barcelona besitzen neu eröffnete Straßenbahnnetze.

### Flughäfen

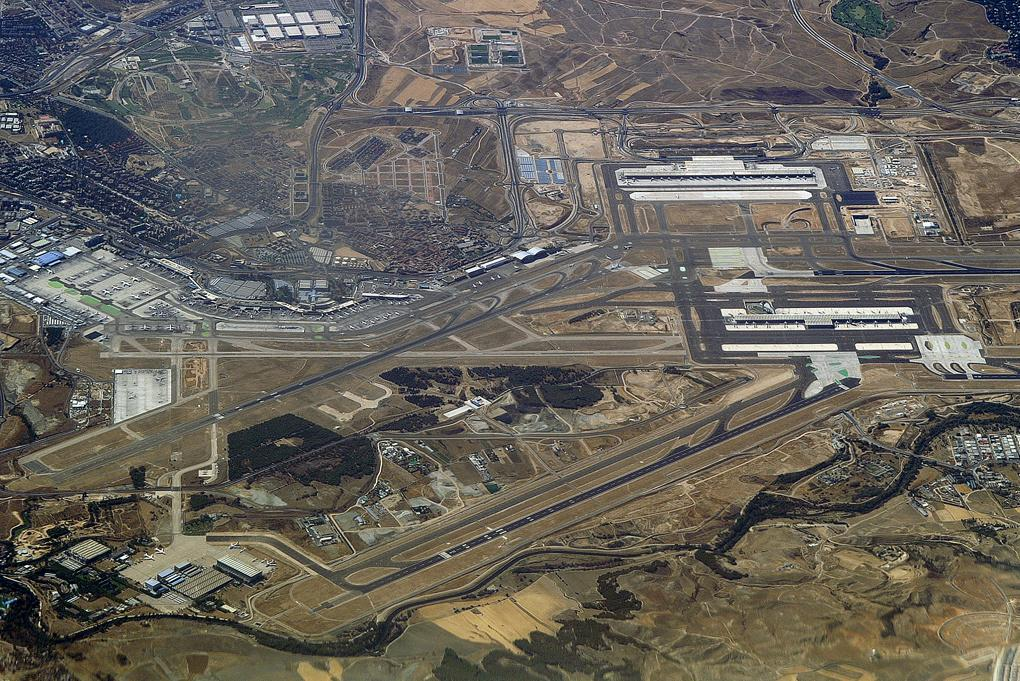
Flughafen Madrid-Barajas: größter internationaler Verkehrsflughafen Spaniens

Etwa 40 spanische Städte verfügen über einen Flughafen für Verkehrsmaschinen. Die größten spanischen Fluggesellschaften sind Iberia, Air Europa und Vueling. Die Flughäfen von Madrid und Barcelona befinden sich – bezogen auf die Passagierzahlen – unter den zehn größten europäischen Flughäfen. Zwischen den Flughäfen Madrid und Barcelona gibt es eine Luftbrücke, puente aéreo: zwischen 7:00 und 23:00 Uhr starten in sehr kurzem Zeitabstand zahlreiche Flüge. 2007 gab es in Spanien ca. 61 Millionen Fluggäste (2013 nur noch ca. 46 Millionen).
Die puente aéreo wird von der spanischen Fluggesellschaft Iberia betrieben.

### Wandern
Der Caminho Português (deutsch Portugiesischer Weg) ist ein Jakobsweg, der von Lissabon nach Santiago de Compostela (Spanien) führt. Dieser ausgeschilderte Fernwanderweg führt über ca. 620 km von Lissabon durch das Landesinnere über Coimbra, Porto und Tui nach Santiago de Compostela.
1993 erfolgte die Ernennung auch des spanischen Jakobsweges zum Weltkulturerbe der UNESCO.
Geschützt wurde der gesamte historische Weg auf spanischem Territorium, wie er im Liber Sancti Jacobi als Camino Francés beschrieben ist, auf einer Breite von mindestens 30 Metern beiderseits des Weges.
Zwei Europäische Fernwanderwege führen durch Spanien: der E9 und der E7.

### Internet
Im Jahr 2023 nutzten 95,4 Prozent der Einwohner Spaniens das Internet.

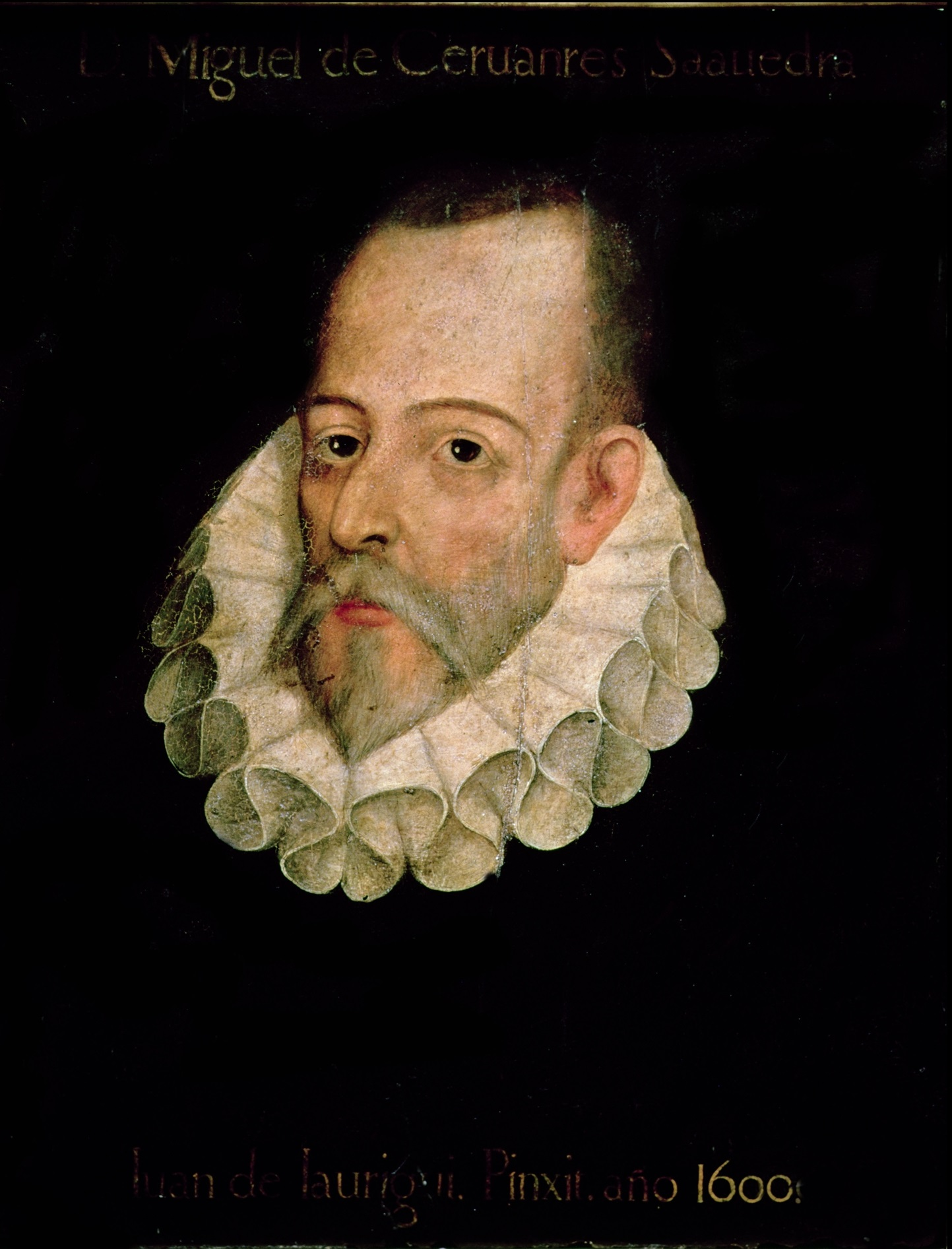
Miguel de Cervantes Saavedra (1547–1616) gilt als Nationaldichter Spaniens

## Kultur
Bekannte Kulturschaffende Spaniens
- Literatur: Miguel de Cervantes, Tirso de Molina, Lope de Vega, Pedro Calderón de la Barca, Francisco de Quevedo, Baltasar Gracián, Rosalía do Castro, José Zorrilla, Federico García Lorca, Camilo José Cela
- Musik: Tomás Luis de Victoria, Antonio de Cabezón, Flamenco, Isaac Albéniz, Manuel de Falla, Andrés Segovia, Paco de Lucía, Joaquín Rodrigo, Ernesto Halffter
- Film: Luis Buñuel, Carlos Saura, Pedro Almodóvar, Fernando Trueba, Alejandro Amenábar, Juan Antonio Bardem
- Malerei: Francisco de Zurbarán, Diego Velázquez, Bartolomé Esteban Murillo, Alonso Cano, Francisco de Goya, Joaquín Sorolla y Bastida, Pablo Picasso, Salvador Dalí, Antoni Tàpies
- Bildhauerei: Joan Miró, Eduardo Chillida, José Álvarez Cubero, Julio González
- Architektur: Antoni Gaudí, Santiago Calatrava, César Manrique, Ricardo Bofill, Juan Bautista de Toledo, Rafael Moneo
- Mode und Kleidung: Cristóbal Balenciaga, Manolo Blahnik, Amaya Arzuaga, Custo Dalmau, Paco Rabanne, Mantilla

| Jahr   | 1975 | 1985 | 1995 | 2005 | 2015 |
| ------ | ---- | ---- | ---- | ---- | ---- |
| Anzahl | 110  | 77   | 59   | 142  | 255  |

Stierkampf
Der spanische Stierkampf ist nach Meinung seiner Anhänger als eine Kunst anzusehen, in der Eleganz und Ästhetik eine wichtige Rolle spielen. Für viele Kritiker stellt er eine archaische und brutale Tradition dar, die es aufgrund der mit ihr verbundenen Tierquälerei nicht wert sei, in ihrer heutigen Form fortgeführt zu werden. Sowohl auf den Kanarischen Inseln, als auch in Katalonien ist der Stierkampf mittlerweile verboten.

### Medien
Spanischsprachige Medienszene
Die meisten überregionalen Tageszeitungen erscheinen in der Hauptstadt Madrid: El País (durchschnittliche Auflage im Jahr 2003 rund 561.000 Exemplare, gehört zur Mediengruppe PRISA), El Mundo (379.000), ABC (346.000) und La Razón (205.000). In Barcelona erscheinen La Vanguardia (240.000) und die wichtige regionale katalanische Zeitung El Periódic (221.000; auch spanischsprachig als El Periódico). Von Bedeutung sind auch täglich erscheinende Sport-Medien wie Marca (549.000) und As (303.000). Die meisten Spanier lesen Regionalzeitungen, fast jede größere Stadt im Land hat hier ein Angebot, beispielsweise Diario de Sevilla oder auch Diario de Mallorca.
Radiotelevisión Española (RTVE) ist die öffentlich-rechtliche Rundfunkanstalt Spaniens. Dazu gehört der Fernsehsender Televisión Española (TVE). Dieser betreibt die Programme La 1, La 2 und den AuslandsdienstTVE Internacional und einige weitere Spartensender. Der öffentlich-rechtliche Rundfunk (Fernsehen und Radio) wird staatlich subventioniert. Private Fernsehprogramme sind Antena 3, Telecinco sowie seit dem 7. November 2005 Cuatro und seit dem 27. März desselben Jahres LaSexta. Das Fernsehprogrammangebot wird durch regionale Fernsehsender abgerundet.
Im Bereich des digitalen Fernsehens gibt es die Angebote Digital+ und Auna. Der ehemals teilweise frei empfangbare Sender Canal+, der durch Cuatro ersetzt wurde, ist in das Digital+-Angebot eingegangen.
Deutschsprachige Medienszene
Für die Versorgung der zahlreichen deutschsprachigen Menschen, die sich langfristig (Residenten) oder kurzfristig (Touristen) in Spanien aufhalten, ist mittlerweile eine beachtliche eigenständige Medienszene entstanden. Zu den Publikationen gehören mehrere Wochenzeitungen mit Auflagen von über 20.000 Exemplaren sowie Gemeindebriefe, Germanistikfachzeitschriften oder Wirtschaftsmagazine. Namhafte Blätter sind beispielsweise das Mallorca-Magazin oder die Mallorca-Zeitung. Auf Mallorca, wo eine neue Minderheit mit dauerhaft ansässigen deutschstämmigen Menschen entsteht, gibt es mit Inselradio Mallorca auch das bekannteste deutschsprachige Vollzeithörfunkprogramm. Für in Barcelona ansässige Deutsche, Österreicher und Schweizer erscheint der TaschenSpiegel. Spanien zählt neben Italien, den Vereinigten Staaten, Polen, Rumänien und Belgien zu den Staaten mit den meisten deutschsprachigen Medien außerhalb des geschlossenen deutschen Sprachraums.

### Sport
Organisierte Leibesübungen werden in Spanien seit der römischen Zeit praktiziert. Dabei handelte es sich vor allem in der Franco-Ära um Spitzensport im Sinne von Brot und Spiele. Nach Francos Tod breitete sich der Breiten- und Freizeitsport aus.

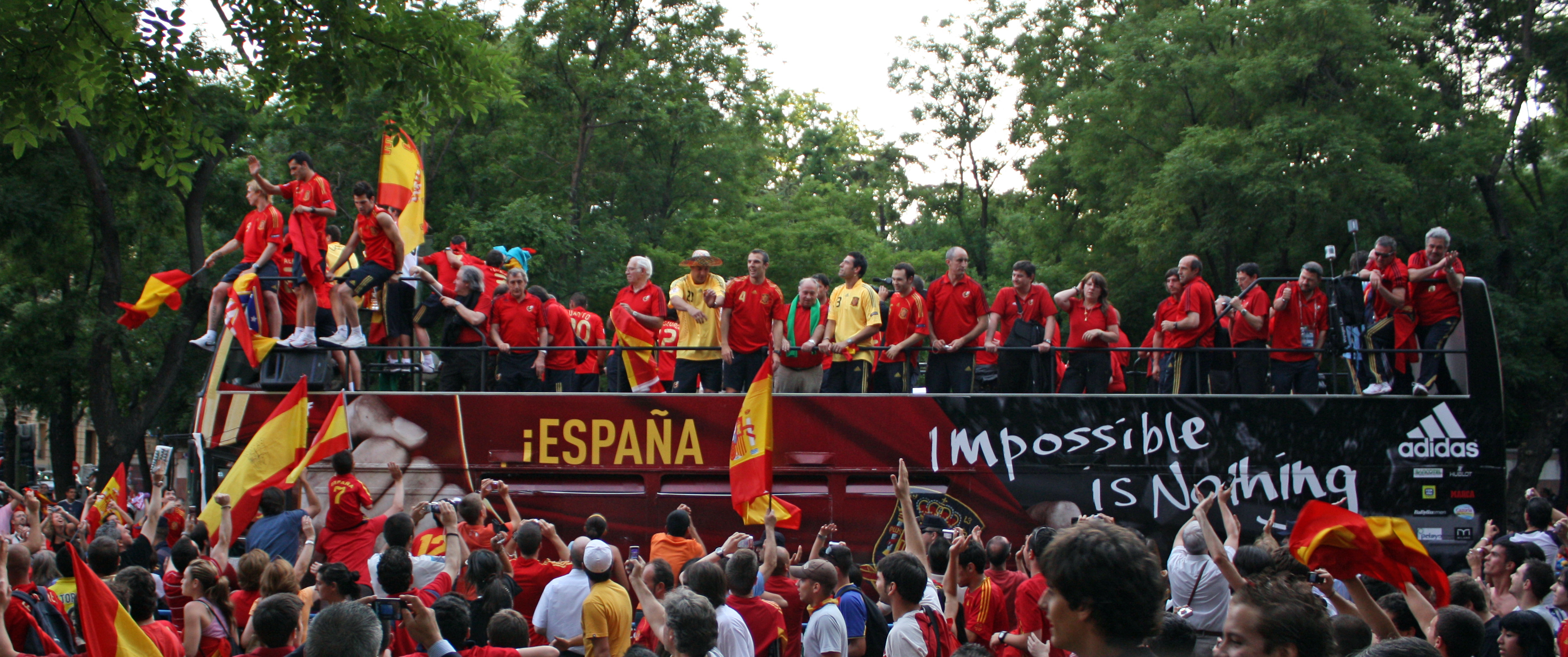
Die spanische Fußballnationalmannschaft nach dem Gewinn der Europameisterschaft 2008

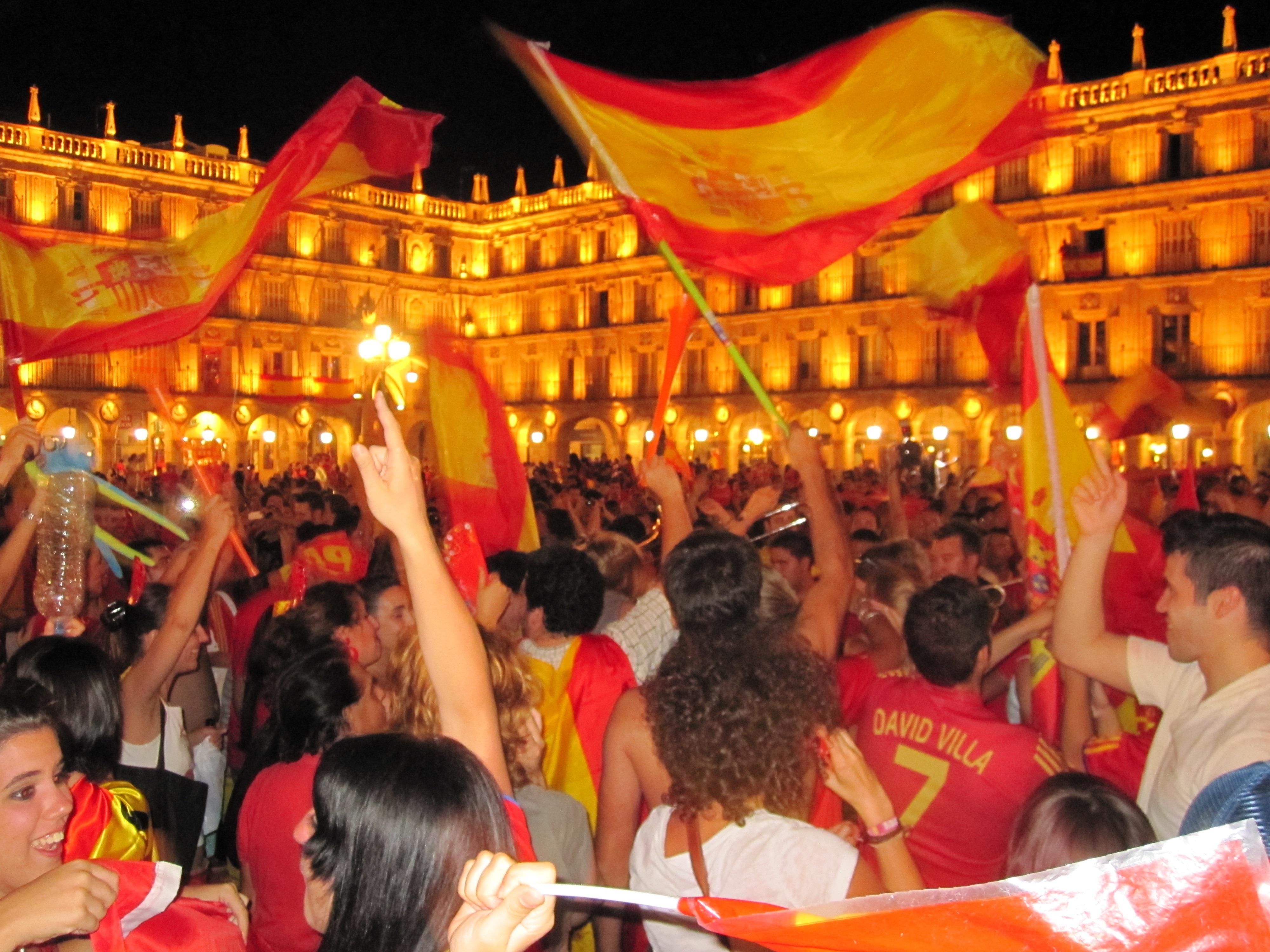
Eine Gruppe Spanier feiert den Sieg bei der Weltmeisterschaft 2010 in Salamanca.

Fußball ist in Spanien der mit Abstand wichtigste Publikums- und Breitensport. Bekannte Vereine sind Real Madrid und der FC Barcelona, die zu den erfolgreichsten Fußballklubs Europas gehören. Weitere Klubs sind der FC Valencia, Atlético Madrid, Athletic Bilbao, Real Saragossa oder der FC Sevilla. Die Nationalmannschaft konnte bislang vier Europameisterschaften für sich entscheiden, 1964 im eigenen Land, 2008 in Österreich und der Schweiz, 2012 in Polen und der Ukraine sowie 2024 in Deutschland, womit sie Rekordsieger dieses Turnieres sind. Im Jahr 1920 errang die spanische Fußballmannschaft bei den Olympischen Spielen in Antwerpen den zweiten Platz, was eine große Euphorie auslöste. Mit der Fußball-Weltmeisterschaft 2010 wurde Spanien zum ersten Mal Weltmeister und zwei Jahre später das erste Land, das drei aufeinanderfolgende wichtige Turniere gewinnen konnte.
Beliebte Mannschaftssportarten sind Basketball, Handball, Hockey, Futsal, Volleyball und Wasserball. An den Universitäten ist Rugby beliebt. Besonders in den Regionen Katalonien und Galicien wird der Rollhockeysport betrieben.

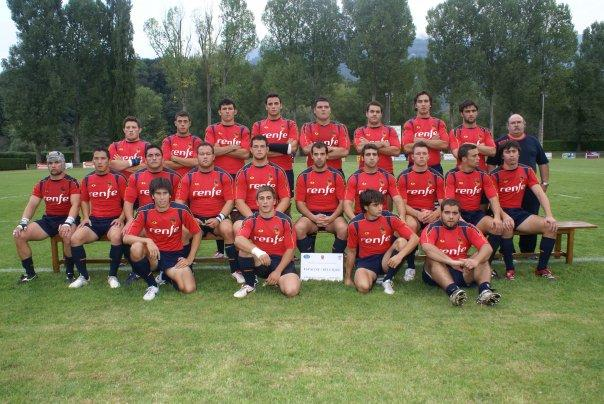
Die spanische Rugby-Union-Nationalmannschaft, 2009

Die spanische Nationalmannschaft qualifizierte sich 1999 erstmals für eine Rugby-Union-Weltmeisterschaft; bei dem Turnier blieb sie in der Gruppenphase auf dem letzten Platz. Spanien ist einer der Teilnehmer bei der Rugby-Union-Europameisterschaft. Heimatstadion der Männer- und Frauen-Rugby-Union-Nationalmannschaften ist das Estadio Nacional Universidad Complutense in Madrid.
Der Motorsport ist in Spanien sehr beliebt. Beim Rennsport für Straßenmotorräder brachte das Land internationale Stars wie Ángel Nieto, Jorge Martínez „Aspar“ oder Àlex Crivillé hervor. Die derzeit bekanntesten aktiven Fahrer sind Dani Pedrosa, Jorge Lorenzo, Álvaro Bautista, Toni Elías, Julián Simón, Marc Márquez und Nicolás Terol. Sie alle konnten Weltmeistertitel gewinnen. Der spanische Motorradhersteller Derbi konnte zwölf Fahrerweltmeisterschaften und neun Konstrukteurswertungen für sich entscheiden. Die Marke Bultaco errang vier Fahrer- und drei Konstrukteurswertungen. Weitere beliebte Motorsportarten sind Rallye, Rallye Raid und Motorrad-Trial.
In der Formel 1 konnte Fernando Alonso die Formel-1-Weltmeisterschaft 2005 und die Formel-1-Weltmeisterschaft 2006 gewinnen.
Radsport erfreut sich sowohl als Breiten- als auch als Profisport großer Beliebtheit. Mit Miguel Indurain, Federico Bahamontes, Luis Ocaña Pernía, Pedro Delgado, Óscar Pereiro, Alberto Contador und Carlos Sastre hat Spanien sieben Tour-de-France-Sieger. Auch der mehrfache Weltmeister Óscar Freire ist ein Begriff. Ein großes Radsportereignis ist die Vuelta, weitere international beachtete Rennen sind die Baskenland-Rundfahrt, die Katalonien-Rundfahrt und das Clásica San Sebastián.
Der bedeutendste Individualsport ist Tennis. Zu den international bekanntesten Spielern zählen Manuel Santana, Carlos Moyá, Sergi Bruguera, Arantxa Sánchez Vicario, Conchita Martínez oder die noch aktiven Rafael Nadal und Garbiñe Muguruza. Den Davis Cup gewann Spanien bisher sechs Mal, den Billie Jean King Cup fünf Mal und den Hopman Cup vier Mal.
Beliebt sind Padel, ein relativ neues, dem Tennis ähnliches Spiel, und Golf. Bekannte Profis sind Severiano Ballesteros, José María Olazábal oder Sergio García. Im Nordosten Spaniens wird der baskische Nationalsport Pelota und in der Region Valencia Pilota Valenciana gespielt.
Neben dem Profisport hat der Amateursport in Spanien einen sehr hohen Stellenwert. Fast die Hälfte der Bevölkerung zwischen 15 und 75 Jahren betreibt aktiv eine Sportart. Dabei ist Fitnesstraining, wie zum Beispiel Jogging, vor Fußball und Schwimmen die beliebteste Sportart. Aber auch Radfahren und Walking werden in Spanien immer beliebter.
Special Olympics Spanien wurde 1991 gegründet und nahm mehrmals an Special Olympics Weltspielen teil.
Spanien war Austragungsort großer Sportereignisse wie der Fußball-Europameisterschaft 1964, der Fußball-Weltmeisterschaft 1982, den Olympischen Sommerspielen 1992 und der Frauen-Rugby-Union-Weltmeisterschaft 2002.

### Nationale Feiertage

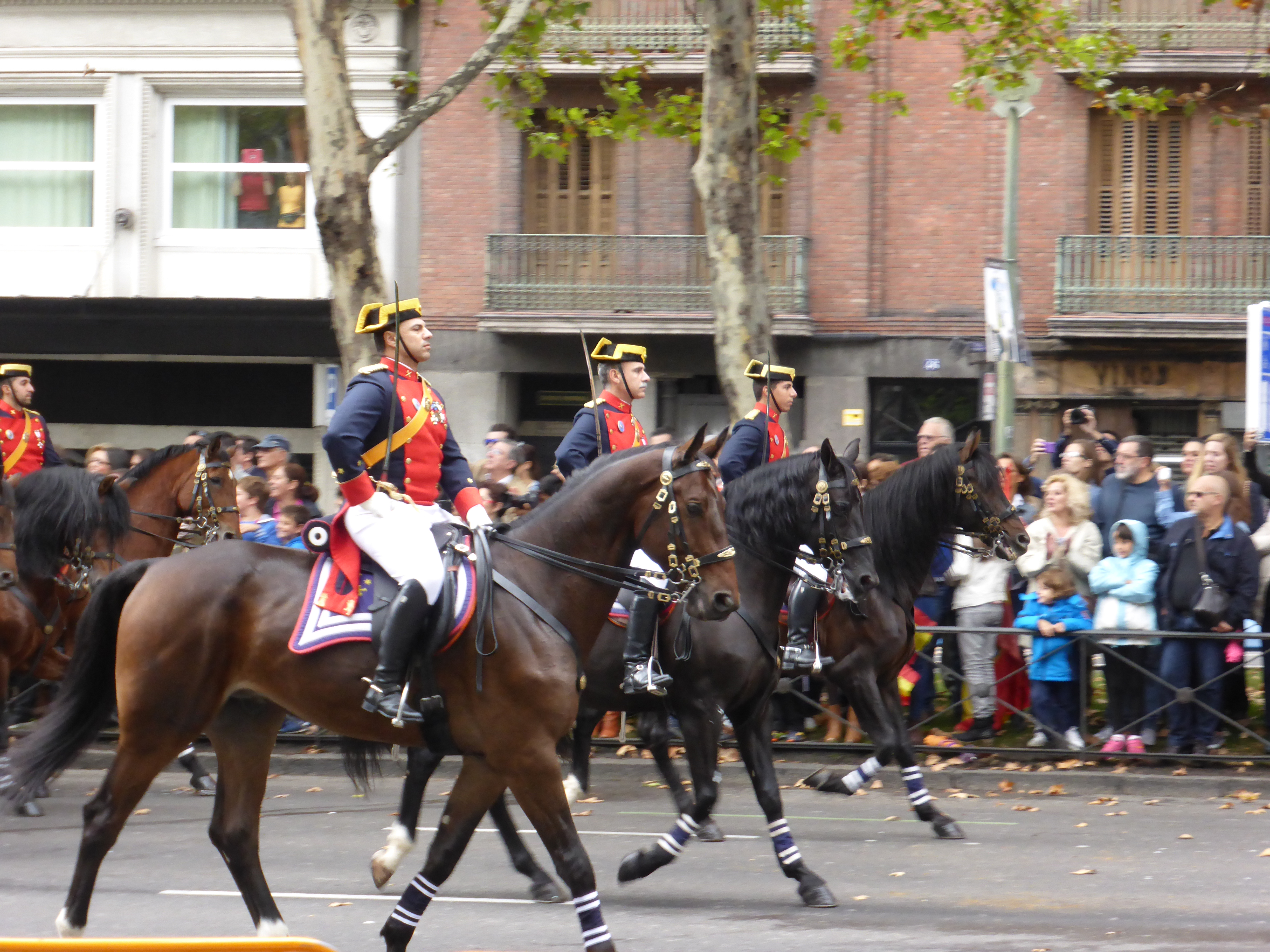
Angehörige der Guardia Civil in Paradeuniform am Nationalfeiertag

In Spanien werden für jedes Jahr 14 Feiertage definiert. Einige hiervon sind staatlich, einige werden von der Autonomen Gemeinschaft bestimmt, je ein Feiertag von der Provinz (in der Regel der Schutzpatron der Provinz) und ein Feiertag von der Gemeinde beziehungsweise vom Ort (in der Regel der Schutzpatron der Gemeinde). Die Feiertage werden jährlich für das Folgejahr von jeder Autonomen Gemeinschaft veröffentlicht und können variieren. Fällt ein Feiertag auf einen Sonntag, ist der darauf folgende Montag je nach Branche arbeitsfrei.
Folgende Tage sind in der Regel Feiertage, können aber je nach Jahr oder Autonomer Gemeinschaft ausfallen oder ersetzt werden:
- 1. Januar – Neujahr (Año Nuevo)
- 6. Januar – Heilige Drei Könige/Epiphanias (Epifanía)
- 19. März – Josefstag (San José)
- März/April – Palmsonntag, am Sonntag vor Ostern beginnt in Spanien die Semana Santa
- März/April – Gründonnerstag (Jueves Santo)
- März/April – Karfreitag (Viernes Santo)
- März/April – Ostersonntag (Domingo de Pascua)
- 1. Mai – Tag der Arbeit (Primero de Mayo)
- 25. Juli – St. Jakobus der Ältere, Schutzpatron Spaniens (Santiago)
- 15. August – Mariä Himmelfahrt (Fiesta de la Asunción)
- 12. Oktober – Nationalfeiertag (Día de la Hispanidad / El Pilar), anlässlich der Entdeckung Amerikas durch den genuesischen Christoph Kolumbus
- 1. November – Allerheiligen (Todos los Santos)
- 6. Dezember – Tag der Verfassung (Día de la Constitución), anlässlich der Annahme der Verfassung im Jahr 1978
- 8. Dezember – Unbefleckte Empfängnis (Inmaculada Concepción)
- 25. Dezember – Weihnachten (Navidad)

Beispiel für regionale Feiertage:
- März/April – Ostermontag (Lunes de Pascua) zum Beispiel im Baskenland
- 2. Mai – Feiertag, nur in der Madrider Region (Aufstand des Volkes von Madrid gegen die französische Besatzung 1808)
- 28. April – San Prudencio in der Provinz Álava (Schutzpatron der Provinz)
- 15. Mai – San Isidro in der Stadt Madrid (Schutzpatron der Stadt)
- 30. Mai – Día de Canarias, nur Kanarische Inseln
- 24. Juni – St.-Johannes-Tag (Revetlla de Sant Joan), Feiertag nur in Katalonien, in ganz Spanien werden am Johannistag allerdings die Johannisfeuer entfacht
- 9. Oktober – nur in der Comunidad Valencia, Erinnerung an die Befreiung aus der Maurenherrschaft
- 26. Dezember – St.-Stephans-Tag (Sant Esteve), nur in Katalonien